# ليموج
ليموج (بالفرنسية: Limoges)، هي بلدية تقع في أقطانية الجديدة جنوب غرب فرنسا، وهي عاصمة إقليم فيين العليا، وكانت عاصمة إقليم ليموزان الإداري السابق قبل عام 2016.
أسست الإمبراطورية الرومانية مدينة ليموج حوالي السنة العاشرة قبل الميلاد، لتكون عاصمةً جديدةً لقوم الليموفوس، تحت اسم أوغستوريتوم، وأصبحت واحدة من أهم المدن الجالو رومانية في تلك الحقبة. في فترة تراجع الإمبراطورية وفي العصور الوسطى، أُطلق عليها اسم الشعب الذي استوطن فيها وهو ليموزان، وأصبحت مدينة كبيرة ومشهورة بفضل تأثيرها الثقافي البارز في تاريخ الديانات والثقافات بالإضافة إلى دورها في حكم منطقة أقطانية إذ نُصِّبَ وتوِّجَ الدوق في هذه المدينة. في القرن الثاني عشر، بدأت المدينة بتصدير منتجات الزجاج الخاصة بها إلى جميع أنحاء العالم المسيحي. في عام 1768، أُكتشف موقع للكاولين في منطقة سانت إيريكس لا بيرش، مما أدى إلى تطوير صناعة الخزف في ليموج وجعلها مشهورة عالميًا. وعلى الرغم من ارتباطها بالتقاليد الدينية، سُميت "مدينة الحمر" أو "روما الاشتراكية" بسبب تقليدها في التصويت لليسار والأحداث العمالية التي شهدتها من القرن التاسع عشر حتى بداية القرن العشرين.
ارتبطت المدينة أيضًا بفريق كرة السلة ليموج سي إس بي، منذ عقد 1990، الذي فاز بعدة بطولات وألقاب في فرنسا بما في ذلك بطولة أوروبا عام 1993. يلعب الفريق في الدوري المحترف الأول ويُعد واحدًا من أكثر الأندية نجاحًا في فرنسا وأوروبا. يُكسب ليموج سي إس بي المدينة شهرة دولية بفضل مشاركته في البطولات الأوروبية.
تحمل المدينة لقب "مدينة الفن والتاريخ" منذ عام 2008، نتيجة لسياستها في الحفاظ على التراث.
تعتبر ليموج ثاني أكبر بلدية من حيث عدد السكان في منطقة أقطانية الجديدة بعد بوردو، وهي مدينة جامعية وتأتي ثالثًا من حيث الأهمية بعد بواتييه ولاروشيل، وهي مركز إداري وخدمي مجهزة كمدينة إقليمية كبرى، فيما ضمت منطقتها الحضرية 283,557 نسمة في عام 2016، مما جعلها السادسة في جنوب غرب فرنسا بعد تولوز وبوردو ومونبلييه وبيربينيان وبيون، والثامنة والثلاثون على مستوى فرنسا.
اشتهرت المدينة تاريخياً بإنتاج اللحوم، وهي مركزًا لإحدى الشركات العالمية الرائدة في مجال المعدات الكهربائية للمباني. وتعرف أيضاً بلقب "عاصمة فنون النار" نظراً لوجود العديد من دور صناع الخزف وورش الفنون التي تعمل على الألمنيوم والزجاج المعشق. كما تميزت بتطوير منطقتها للمنافسة في مجال السيراميك الخزفي والصناعي. بفضل هذه الخصوصية، أُدرجت المدينة في عام 2017 ضمن شبكة المدن الإبداعية التابعة لليونسكو في فئة "الصناعات اليدوية والفنون الشعبية".
تقع مدينة ليموج على السفوح الغربية لجبال الوسط في فرنسا، ويعبرها نهر فيين. تُحيط بها منطقة ريفية خالية من الزراعة وتربية المواشي، وتمتد مساحتها على 78 كيلومترًا مربعًا.

## جغرافية

### الموقع الجغرافي
تقع ليموج على السفوح الغربية الأولى لجبل الوسط الأوروبي، على خط طول 01°15'31 شرقًا وخط عرض 45°49'55 شمالًا، على بعد 141.6 كيلومتر غرب مدينة كليرمون فيران و179.1 كيلومتر شرقًا من المحيط الأطلسي (رويان). وهي تبعد قرابة 346.3 كيلومتر جنوبًا من باريس، و88 كيلومتر شرقًا من أنغوليم، و130 كيلومتر جنوب شرق بواتييه، و180.5 كيلومتر شمال شرق بوردو، و248.4 كيلومتر شمال تولوز. تقع ليموج في منطقة ليموزان في إقليم فيين العليا، ومساحتها تمتد على 78 كيلومتر مربع، مما يجعلها واحدة من أكبر المناطق في إقليم فيين العليا. يحد ليموج ثلاثة عشر بلدية، وهي:
| - بوناك لا كوت - تشابتلات - كوندات سور فيين - كوزيكس - فيتيات - لو بالي سور فيين | - بانازول - ريلهاك رانكون - سان جانس - سولينياك - فيرنوي سور فيين - لو فيجان |

### الجيولوجيا والتضاريس
يقع الإقليم الجغرافي لمدينة ليموج على الفرع الجنوبي لسلسلة جبال هرسينيان الواقعة في السفوح الغربية لجبل الوسط. هذا الأوروجين، يُشكل سلسلة جبلية ممتدة على طول 8,000 كيلومتر وعرض 1,000 كيلومتر.

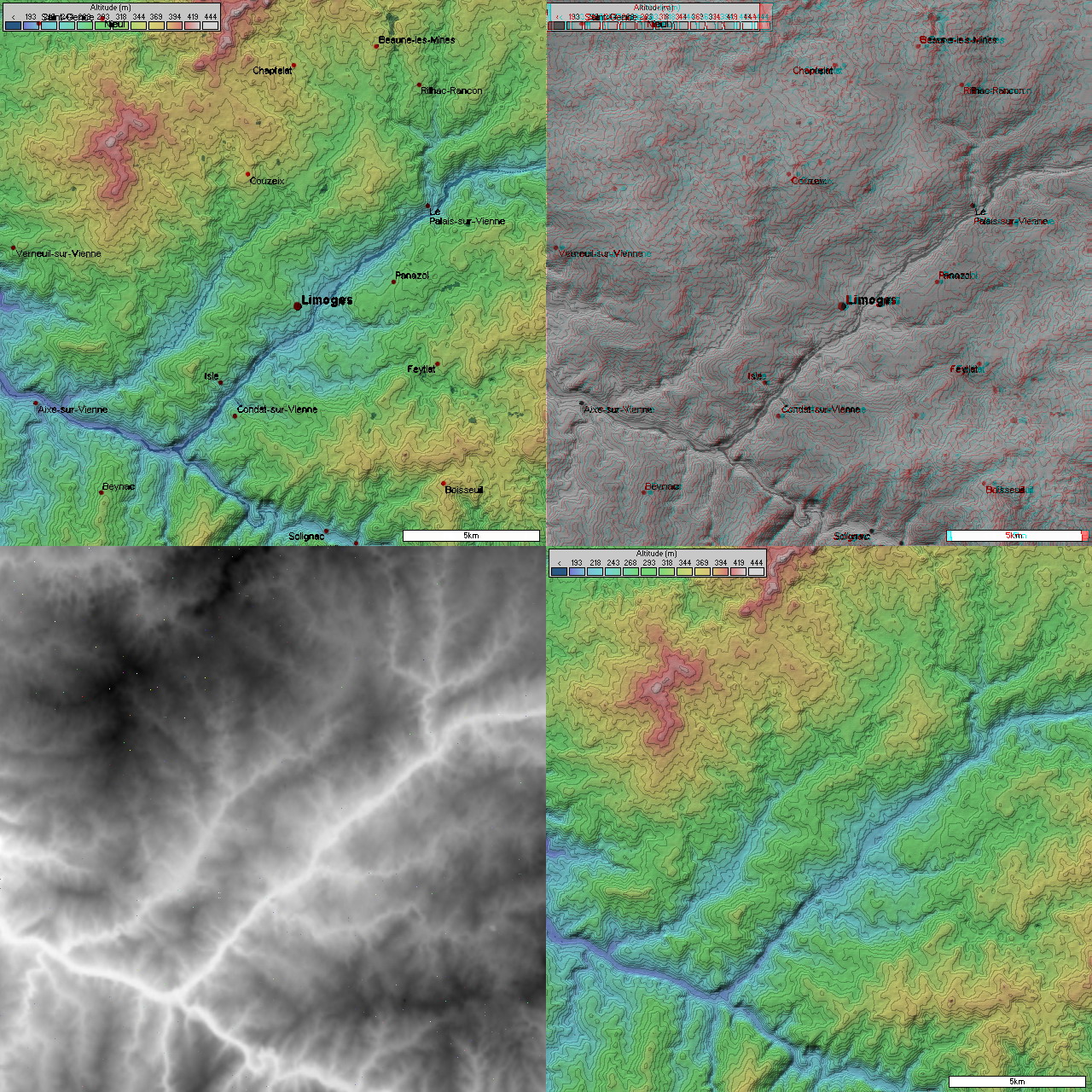
تضاريس ليموج.

خلال العصر الباليوزويكي، من نهاية السيلوري إلى بداية البرمي، شكل التطور الجيولوجي المرتبط بحدث هرسينياني هيكلًا في الطبقة السفلية للمدينة تراصًا من الصخور المرتفعة. ونتيجة لذلك، أصبحت القاعدة الصخرية تحت ليموج تتألف من صخور متحولة بنية من الحجر الجيري والجرانيت.
تمتد المدينة على مساحة تبلغ 78 كيلومتر مربع. في القرن التاسع عشر انتشرت مقولة أن المدينة بُنيت مثل روما أو باريس على سبع تلال. متوسط ارتفاع المدينة هو 306 متر تقريبًا، ويتراوح بين 230 متر على ضفاف نهر فيين وأكثر من 430 متر في منطقة ماجنتا في الشمال الغربي للبلدية، وارتفاع قرابة 269 متر عند ساحة البلدية (ساحة ليون بيتول).
من الجدير بالذكر أن الزلازل في المنطقة غير شائعة، حيث لم تكن ليموج مركز أي زلزال منذ عام 1661. وكان آخر زلزال شُعر به في المدينة، في 21 إبريل 1983 وكانت شدته 4 على مقياس ميركالي.

### الهيدروغرافيا

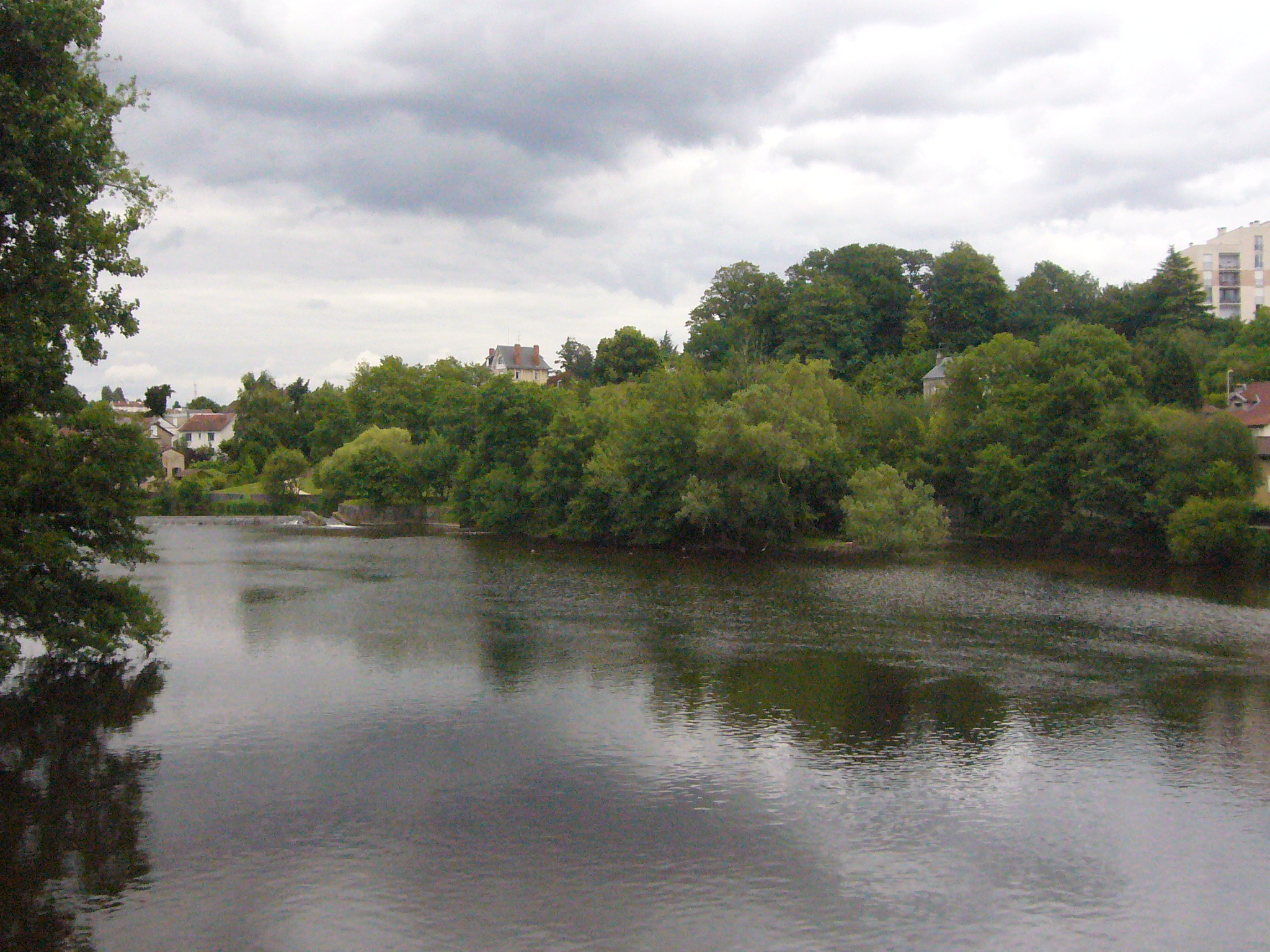
نهر فيين في ليموج

تُعتبر ليموج أكبر مدينة يمر بها نهر فيين في حوض نهر لوار. تمتد المدينة بشكل أساسي على الضفة اليمنى للنهر. لا يمكن استخدام نهر فيين للملاحة أو النقل المائي بسبب عمقه الضحل، وبالتالي فإنه غير مُضمّن في شبكة الطرق المائية في فرنسا. نهر لورانس هو فرع لنهر فيين والذي أعطى اسمه لحي "فال دو لورانس". ينبع نهر لورانس من شمال المدينة في جبال أمبازاك، بينما ينبع نهر أوزيت من منطقة تُسمى "لو بوي دو بريكس" في سان جست لو مارتيل، ثم يمر عبر بانازول وفيتيات قبل أن يصب في نهر فيين في ليموج. هناك أيضًا جداول أخرى مثل جدول بالاي وفالوان اللذان يغذيان نهر فيين في المدينة، بالإضافة إلى أنهار أخرى مثل ريغورو، ونهر بريانس الذي ينقل أكثر من 8 متر مكعب في الثانية يرفع تدفق نهر فيين إلى 56 متر مكعب في الثانية. وباستقبال نهر فيين لمياه نهر لورانس ونهر أوزيت يصبح تدفقه الإجمالي قرابة 61 متر مكعب في الثانية.
ونظرًا لعدم وجود مصادر مياه جوفية كثيرة في المنطقة، على عكس مناطق أخرى في ليموزان تعتمد ليموج على تخزين المياه السطحية وليس على مخزونات المياه الجوفية لتوفير مياه الشرب، مما يستبعد تلوث المياه بغاز الرادون. ومع ذلك، يُناهض هذا الرأي الرسمي العديد من الجمعيات والصحفيين. تُدير شبكة "آر ريزوبليم" متابعة كمية مياه الأنهار في مدينة ليموج.

### المناخ
صنّف مناخ ليموج، في عام 2010، كـ "مناخ محيطي معتدل" وفقًا لتصنيف المناخات في فرنسا الذي كان يحتوي آنذاك على ثمانية أنواع رئيسية من المناخات. في عام 2020، استمرت المنطقة في نفس نوع المناخ وفقًا للتصنيف الذي أعدته ميتيو فرانس، والذي يحتوي الآن بشكل أساسي على خمسة أنواع رئيسية من المناخات في فرنسا. بصورة أدق، يتواتر مناخ المدينة بين المناخ البحري والمناخ الجبلي والمناخ شبه القاري وتزيد الفروق في درجات الحرارة بين الشتاء والصيف مع ابتعاد المنطقة عن البحر.
المعلّمات المناخية التي أُستخدمت لتصنيف الإقليم في عام 2010 تشمل ستة متغيرات لدرجات الحرارة وثمانية متغيرات للهطول المطري، والتي تمثل قيمها المعدلة للفترة ما بين 1971-2000.
| متوسط درجة الحرارة السنوي                          | °11.6     |
| عدد الأيام التي تكون فيها درجة الحرارة أقل من -5°  | 3.6 يوم   |
| عدد الأيام التي تكون فيها درجة الحرارة أعلى من 30° | 6.1 يوم   |
| تغير درجة الحرارة السنوي                           | °15       |
| الكمية السنوية للهطول                              | 1,009 ملم |
| عدد أيام الهطول في يناير                           | 13.7 يوم  |
| عدد أيام الهطول في يوليو                           | 7.4 يوم   |

مع التغيرات المناخية، تطورت هذه المتغيرات. أُجريت دراسة في عام 2014 من قبل الإدارة العامة للطاقة والمناخ، بالإضافة إلى دراسات إقليمية أخرى كانت تتوقع أن متوسط درجة الحرارة سيزيد ومتوسط هطول الأمطار سينخفض مع تغيرات كبيرة. توفر محطة الأرصاد الجوية التابعة لميتيو فرانس المثبّتة في المنطقة والتي شُغّلت في عام 1973 معلومات مستمرة حول مؤشرات الطقس.
المتوسط السنوي لدرجة الحرارة يتغير من 11.2 درجة مئوية للفترة من 1971-2000 إلى 11.4 درجة مئوية للفترة من 1981-2010، ثم إلى 11.8 درجة مئوية للفترة من 1991-2020.
| البيانات المناخية لـمدينة ليموج, ارتفاع: 402 م (1,319 قدم) | البيانات المناخية لـمدينة ليموج, ارتفاع: 402 م (1,319 قدم) | البيانات المناخية لـمدينة ليموج, ارتفاع: 402 م (1,319 قدم) | البيانات المناخية لـمدينة ليموج, ارتفاع: 402 م (1,319 قدم) | البيانات المناخية لـمدينة ليموج, ارتفاع: 402 م (1,319 قدم) | البيانات المناخية لـمدينة ليموج, ارتفاع: 402 م (1,319 قدم) | البيانات المناخية لـمدينة ليموج, ارتفاع: 402 م (1,319 قدم) | البيانات المناخية لـمدينة ليموج, ارتفاع: 402 م (1,319 قدم) | البيانات المناخية لـمدينة ليموج, ارتفاع: 402 م (1,319 قدم) | البيانات المناخية لـمدينة ليموج, ارتفاع: 402 م (1,319 قدم) | البيانات المناخية لـمدينة ليموج, ارتفاع: 402 م (1,319 قدم) | البيانات المناخية لـمدينة ليموج, ارتفاع: 402 م (1,319 قدم) | البيانات المناخية لـمدينة ليموج, ارتفاع: 402 م (1,319 قدم) | البيانات المناخية لـمدينة ليموج, ارتفاع: 402 م (1,319 قدم) |
| الشهر                                                      | يناير                                                      | فبراير                                                     | مارس                                                       | أبريل                                                      | مايو                                                       | يونيو                                                      | يوليو                                                      | أغسطس                                                      | سبتمبر                                                     | أكتوبر                                                     | نوفمبر                                                     | ديسمبر                                                     | المعدل السنوي                                              |
| ---------------------------------------------------------- | ---------------------------------------------------------- | ---------------------------------------------------------- | ---------------------------------------------------------- | ---------------------------------------------------------- | ---------------------------------------------------------- | ---------------------------------------------------------- | ---------------------------------------------------------- | ---------------------------------------------------------- | ---------------------------------------------------------- | ---------------------------------------------------------- | ---------------------------------------------------------- | ---------------------------------------------------------- | ---------------------------------------------------------- |
| الدرجة القصوى °م (°ف)                                      | 17.2 (63.0)                                                | 23.1 (73.6)                                                | 24.7 (76.5)                                                | 27.8 (82.0)                                                | 29.8 (85.6)                                                | 36.3 (97.3)                                                | 37.9 (100.2)                                               | 37.2 (99.0)                                                | 32.9 (91.2)                                                | 27.3 (81.1)                                                | 22.9 (73.2)                                                | 18.3 (64.9)                                                | 37.9 (100.2)                                               |
| متوسط درجة الحرارة الكبرى °م (°ف)                          | 6.9 (44.4)                                                 | 8.3 (46.9)                                                 | 11.5 (52.7)                                                | 14.1 (57.4)                                                | 18.0 (64.4)                                                | 21.4 (70.5)                                                | 23.9 (75.0)                                                | 23.8 (74.8)                                                | 20.4 (68.7)                                                | 16.1 (61.0)                                                | 10.4 (50.7)                                                | 7.6 (45.7)                                                 | 15.2 (59.4)                                                |
| المتوسط اليومي °م (°ف)                                     | 4.2 (39.6)                                                 | 5.0 (41.0)                                                 | 7.7 (45.9)                                                 | 10.0 (50.0)                                                | 13.8 (56.8)                                                | 17.0 (62.6)                                                | 19.3 (66.7)                                                | 19.1 (66.4)                                                | 16.0 (60.8)                                                | 12.5 (54.5)                                                | 7.4 (45.3)                                                 | 4.9 (40.8)                                                 | 11.4 (52.5)                                                |
| متوسط درجة الحرارة الصغرى °م (°ف)                          | 1.5 (34.7)                                                 | 1.7 (35.1)                                                 | 3.9 (39.0)                                                 | 5.9 (42.6)                                                 | 9.5 (49.1)                                                 | 12.6 (54.7)                                                | 14.6 (58.3)                                                | 14.5 (58.1)                                                | 11.7 (53.1)                                                | 9.0 (48.2)                                                 | 4.5 (40.1)                                                 | 2.2 (36.0)                                                 | 7.7 (45.9)                                                 |
| أدنى درجة حرارة °م (°ف)                                    | −19.2 (−2.6)                                               | −15.0 (5.0)                                                | −9.6 (14.7)                                                | −4.7 (23.5)                                                | −0.6 (30.9)                                                | 4.0 (39.2)                                                 | 7.2 (45.0)                                                 | 5.4 (41.7)                                                 | 2.6 (36.7)                                                 | −2.6 (27.3)                                                | −7.2 (19.0)                                                | −10.6 (12.9)                                               | −19.2 (−2.6)                                               |
| الهطول مم (إنش)                                            | 91.9 (3.62)                                                | 79.8 (3.14)                                                | 78.7 (3.10)                                                | 90.8 (3.57)                                                | 95.7 (3.77)                                                | 77.5 (3.05)                                                | 65.6 (2.58)                                                | 75.0 (2.95)                                                | 74.1 (2.92)                                                | 93.4 (3.68)                                                | 101.3 (3.99)                                               | 99.7 (3.93)                                                | 1٬023٫5 (40.30)                                            |
| متوسط أيام هطول الأمطار (≥ 1.0 mm)                         | 13.5                                                       | 11.0                                                       | 11.3                                                       | 12.4                                                       | 12.6                                                       | 9.4                                                        | 8.5                                                        | 8.5                                                        | 9.6                                                        | 12.1                                                       | 13.2                                                       | 12.8                                                       | 134.9                                                      |
| متوسط الأيام المثلجة                                       | 4.6                                                        | 3.8                                                        | 2.7                                                        | 2.0                                                        | 0.2                                                        | 0.0                                                        | 0.0                                                        | 0.0                                                        | 0.0                                                        | 0.1                                                        | 1.7                                                        | 3.0                                                        | 18.1                                                       |
| متوسط الرطوبة النسبية (%)                                  | 85                                                         | 80                                                         | 76                                                         | 71                                                         | 75                                                         | 73                                                         | 71                                                         | 72                                                         | 75                                                         | 80                                                         | 82                                                         | 84                                                         | 77                                                         |
| ساعات سطوع الشمس الشهرية                                   | 86.0                                                       | 104.0                                                      | 156.8                                                      | 167.7                                                      | 204.9                                                      | 227.4                                                      | 238.2                                                      | 231.0                                                      | 191.5                                                      | 133.3                                                      | 81.4                                                       | 77.6                                                       | 1٬899٫8                                                    |
| المصدر: ميتيو فرانس                                        |                                                            |                                                            |                                                            |                                                            |                                                            |                                                            |                                                            |                                                            |                                                            |                                                            |                                                            |                                                            |                                                            |

يجدر بالذكر أن محطة الأرصاد الجوية تقع في موقع مطار ليموج بيليغارد، على ارتفاع 400 متر، وهذا يعني أنها أعلى قرابة 150 متر من وسط المدينة. لذا، من الطبيعي أن يكون هناك اختلاف عادة في درجات الحرارة يصل إلى -2° مئوية مقارنة بمعظم مناطق المدينة.
وهذا يفسر سبب أن درجة الحرارة القصوى المسجلة بواسطة ميتيو فرانس في المدينة خلال موجة الحر يوم الاثنين 18 يوليو 2022 بلغت 40.1° مئوية. ومع ذلك، سجلت درجة حرارة قياسية قدرها 41.3° مئوية في المحطة في عامي 2003 و2019 بشكل متكرر.

## التخطيط العمراني

### تصنيف
ليموج هي بلدة حضرية تندرج ضمن البلديات ذات الكثافة المتوسطة، وفقًا لشبكة الكثافة البلدية للمعهد الوطني للإحصاء والدراسات الاقتصادية في فرنسا. تنتمي ليموج إلى الوحدة الحضرية للمدينة، وهي تجمع حضري داخل الإقليم يضم عشر بلديات وعدد سكان يبلغ 187,364 نسمة عام 2017، وهي عاصمة هذه الوحدة الحضرية.
بالإضافة إلى ذلك، تنتمي البلدة أيضًا إلى منطقة جذب ليموج، حيث تعتبر البلدة الرئيسية في هذه المنطقة. تضم هذه المنطقة 127 بلدية وتصنف ضمن المناطق التي يتراوح عدد سكانها بين 200,000 و700,000 نسمة.

### توزيع الأراضي
تُظهر بيانات توزيع الأراضي في البلدة، كما تبدو في قاعدة بيانات توزيع الأراضي البيوفيزيائية الأوروبية، أن المدينة تتميز بوجود مناطق مبنية بنسبة 57.8٪ عام 2018، مما يشير إلى زيادة مقارنة بعام 1990 بنسبة (50.3٪). توزيع الأراضي في عام 2018 على النحو التالي:
- مناطق حضرية (37.1٪)
- مناطق صناعية أو تجارية وشبكات اتصال (17.9٪)
- مناطق زراعية متنوعة (17.8٪)
- مراعي (11.3٪)
- غابات (10.2٪)
- مساحات خضراء غير زراعية (2.8٪)
- مياه داخلية (1.3٪)
- أراضي زراعية (1.2٪)
- بيئات ذات نباتات عشبية أو شجيرات (0.2٪).[أ 25]

يمكن مراقبة تطور توزيع الأراضي في البلدة وبنيتها التحتية على الخرائط المختلفة للمنطقة: خريطة كاسيني (القرن الثامن عشر)، وخريطة هيئة الأركان العامة (1820-1866)، وخرائط أو صور جوية من المعهد الوطني للمعلومات الجغرافية والغابات (من عام 1950 حتى اليوم).

### التصميم الحضري
يمتد الإقليم على مساحة 525 هكتار منه منطقة تراثية محمية بموجب قانون التراث المعماري والحضري والمناظر الطبيعية (منطقة حماية التراث والطبيعة). يأخذ الإقليم شكل حرف Y كبير، ويمكن تقسيم هذا الشكل إلى أربعة أجزاء.

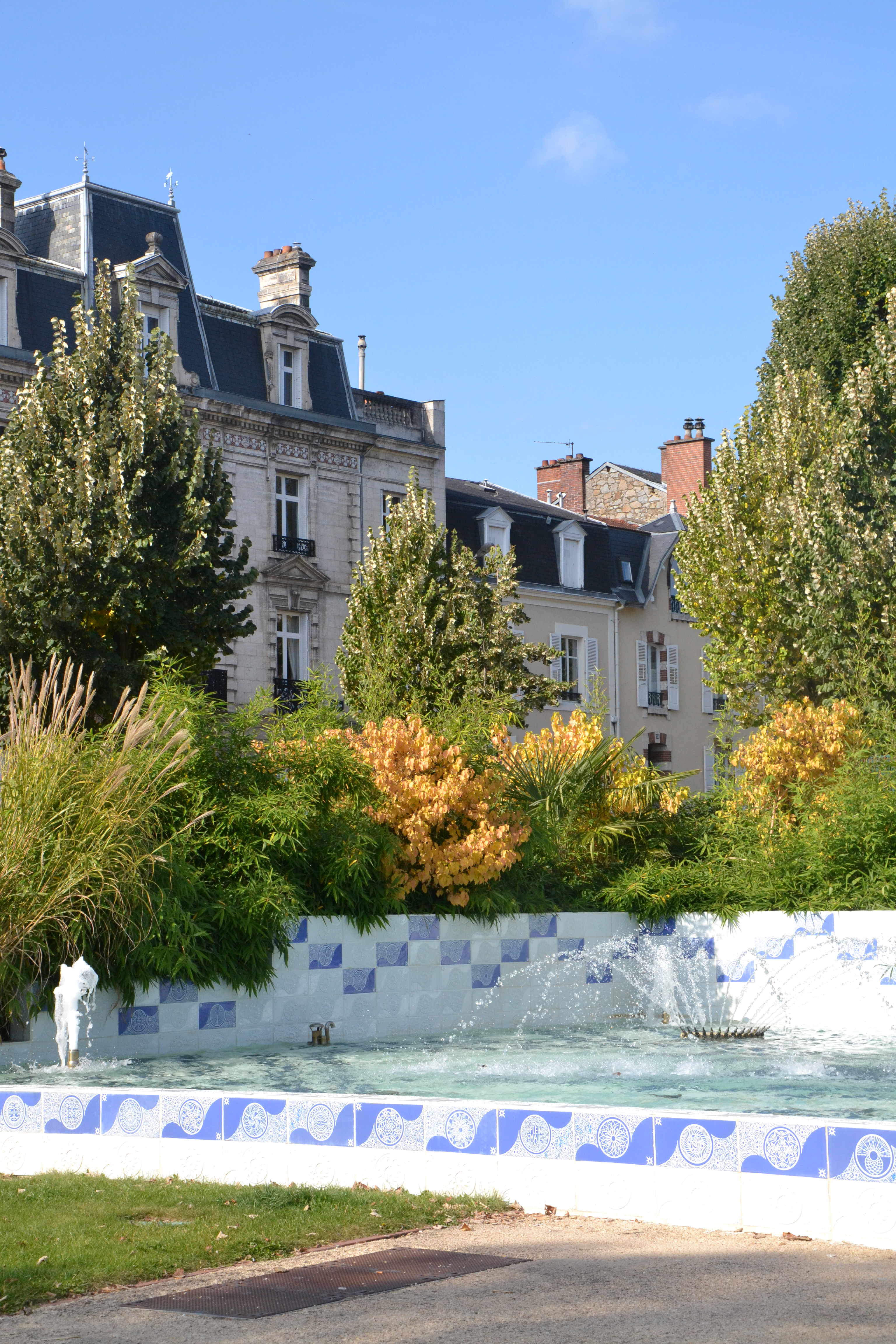
منطقة وساحة Émailleurs.

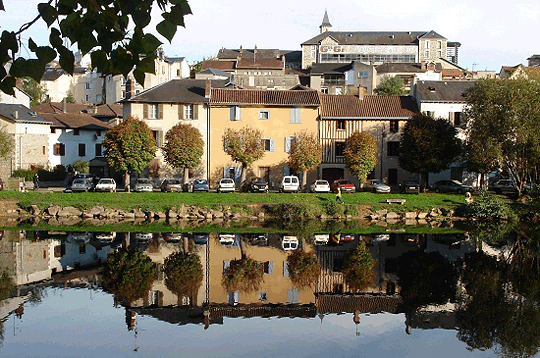
منطقة الجسور.

الجزء الأول، الذي يتوافق مع الساق السفلية للحرف Y، يمتد على الضفة اليسرى لنهر فيين. وهو مكون من ثلاثة مرتفعات (منطقة بانازول، منطقة سان لازار، منطقة كوندات في فيتيات)، مفصولة بين مجريي ماء متوازيين تقريباً (نهر أوزيت ونهر فالوين). يتضمن هذا القسم، الذي تمتزج حدوده مع التطورات الحضرية لبانازول وكوندات سور فيين، العديد من المناطق السكنية التي تحيط بالمناطق الصناعية في ماغر ورومانيه. الجزء المركزي يمتد على طول خط القمة الذي يفصل بين نهر فيين ونهر لورانس. على الجانب الجنوبي الشرقي لهذا الجزء أُسست أوغستوريتوم، ثم مدينتي لاسيتي ولو شاتو. تسبب التطور الصناعي في القرنين التاسع عشر والعشرين في تسارع البناء في هذا القطاع، والذي تميز بوجود مركز تاريخي مُحاطًا بمجموعة سكنية من نوع الفيلات، ولكنه يستضيف أيضًا بعض المراكزالصناعية وبعض الشركات.

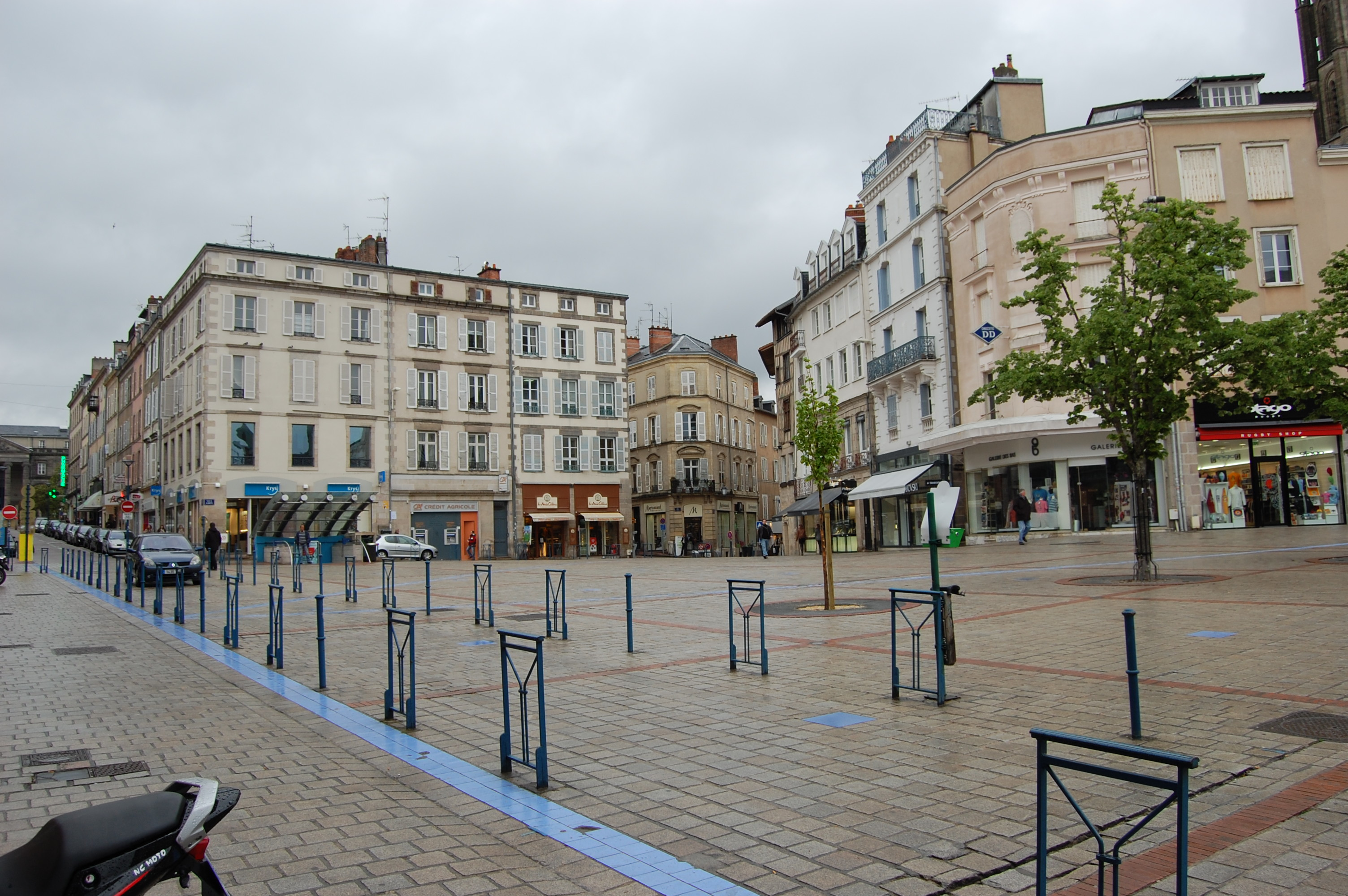
ساحة دي لا موت.

يشكل الجزء الذي بُنيت أبراجه ومبانيه العالية في ستينيات القرن الماضي، الحد الشرقي لهذا القطاع والذي يُمثل حافة نهر لورانس. الساق العلوية الغربية للحرف Y تمتد من الطرفين الشمالي والجنوبي لمطار ليموج بيليغارد، من أورنس إلى كوساد. يُعرف هذا القطاع باسم لاندوج من قرية لاندوج الرئيسية، والتي يعبر منها طريق ليموج-أنجوليم الريفي. شمال وسط المدينة يوجد منطقة متنوعة تحدها الطرق الخارجية. تشمل أحياء عمالية تتكون بشكل رئيسي من منازل صغيرة فردية تتميز بواجهاتها الطابقية الخاصة بعقارات الثلاثينيات، وتُعرف باسم "منازل لوشيه". وتشمل أيضًا، في الجزء الجنوبي الغربي منها، حي البريد، الذي يحتوي على منازل راقية وفنادق خاصة وساحة، وهو محاط من الشرق بحي البلدية الذي يضم مباني إدارية متنوعة تشمل، بالإضافة إلى البلدية، كلية الحقوق، والمكتبة العامة، ومجمع إداري. تمتد ما وراء الطرق الخارجية وعلى الضفة اليسرى أيضًا مجموعات من الأحياء الجديدة المكونة من منازل فردية، ومباني عالية وأبراج تفصل بينها مناطق خضراء واسعة (فال دي لورانس، لا باتيد). هذه الأحياء الخارجية تضم العديد من المباني الكبيرة، بما في ذلك المستشفى الجامعي. حي بوبريل، الذي يمكن اعتباره مدينة منفصلة خارج المدينة، يضم منازل فردية ووحدات سكنية اجتماعية حولها هياكل إدارية وثقافية ورياضية (المركز الثقافي جان مولان، مكتبة بوبريل، قصر الرياضة بوبلانك) ومراكز تسوق.

### الطرق ووسائل النقل

#### الطرق

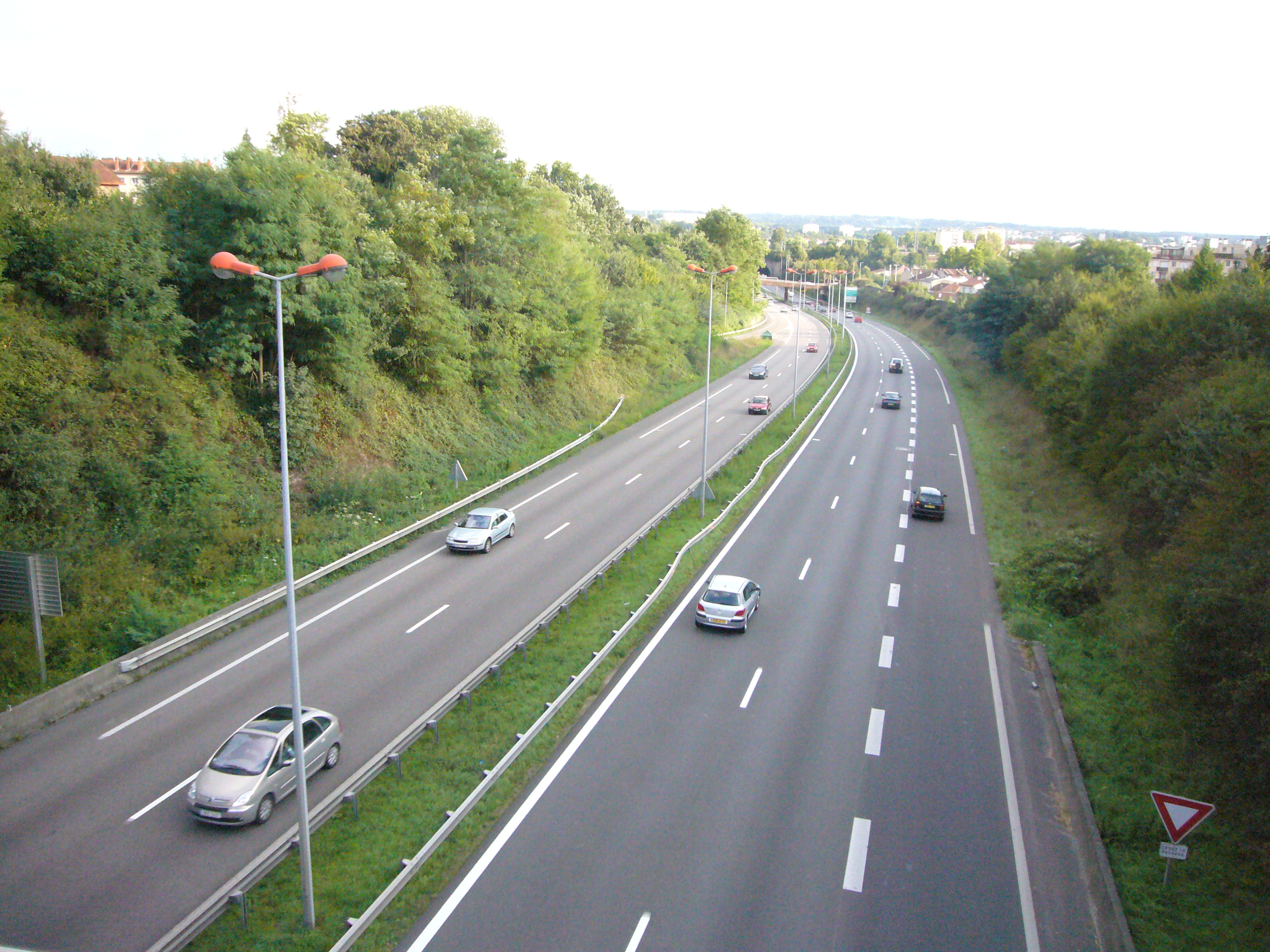
A20 - ليموج لا باتيد

يَعبر طريق أوروبي سريع (شمالي/جنوبي) طوله 13.5 كيلومتر عبر مدينة ليموج على مسافة تبلغ 13.5 كيلومتر، وهو الطريق السريع A20 أو لوتسيتان.
لوتسيتان يربط المدينة بإتجاه الجنوب بمدينة تولوز (289 كيلومتر) مروراً بريف لا غايارد (92 كيلومتر)، كاهور (185 كيلومتر)، ومونتوبان (235 كيلومتر)، وباتجاه الشمال بمدينة باريس (394 كيلومتر) عبر شاتورو (123 كيلومتر)، فيرزون (182 كيلومتر)، وأورليان (270 كيلومتر). وليموج تقع أيضًا على بُعد 87 كيلومترًا من تول، عاصمة إقليم كوريز.
إلى الشمال، عبر الطريق السريع A20، والذي يتقاطع قرب لا سوتيرين، يمكن الوصول من ليموج إلى الطريق الوطني (RN 145)، والذي يربط المدينة بطريق مركز أوروبا الأطلسي. هذا الطريق، في أقصى الشمال، يربط سويسرا بمدن مونلوسون (152 كيلومتر)، غيريه (90 كيلومتر عبر طريق مركز أوروبا الأطلسي و 81 كيلومتر عبر طريق D941)، بواتييه.
إلى الجنوب، أيضًا عبر الطريق السريع A20، يمكن الوصول من ليموج إلى الطريق السريع بوردو جنيف، عندما يتقاطع A20 مع A89 (ليون - بوردو) في مدينة بريف لا غايارد.
ليموج هي أيضًا نقطة التقاء لثلاث طرق وطنية فرنسية: RN 147، RN 21، و RN 141. يربط RN 147 ليموج ببواتييه (122 كيلومتر)، سومور (212 كيلومتر)، وأنجيه (258 كيلومتر). RN 21 يربط ليموج ببيريجو (100 كيلومتر)، بيرجيراك (148 كيلومتر)، آجان (235 كيلومتر)، أوش (313 كيلومتر)، تاربيه (384 كيلومتر)،
ولورد (408 كيلومتر). بالنسبة لـ RN 141، فهو يربط ليموج بأنغوليم (103 كيلومتر) من الجهة الغربية، وبكليرمون فيران (174 كيلومتر) من الجهة الشرقية للمنطقة الحضرية.
هناك عدة طرق تمتد إلى مركز المدينة تُأخذ بعين الاعتبار الطرق المؤدية إلى ليموج، منها شارع فرانسوا بيرين للطريق المؤدية إلى بيريجو، وشارع أرمان دوتريكس للطريق المؤدية إلى أنجوليم، وشارع فرانسوا شينيو للطريق المؤدية إلى باريس.
الطريق الدائري السريع، الذي بدأ تنفيذه في سنوات السبعين، أُنهيَ في عام 2005 بإنشاء الارتباط الجنوبي بين مدينة كلوز مورو والطريق السريع A20. أدى هذا الارتباط الجنوبي إلى بناء جسر جديد على نهر فيين، وهو جسر كلوز مورو (بالفرنسية: Clos-Moreau)، الذي سُمي بجسر جورج جينجوين في عام 2015.
على الرغم من التضاريس الصعبة للمدينة، التي تقع على سبع تلال، انطلقت ليموج في عام 2003 في خطة تطوير ممرات خاصة بالدراجات. الطرق والممرات والمسارات المخصصة للدراجات في المدينة تمثل مجموعًا قرابة ثلاثين كيلومتر.

#### النقل الجوي

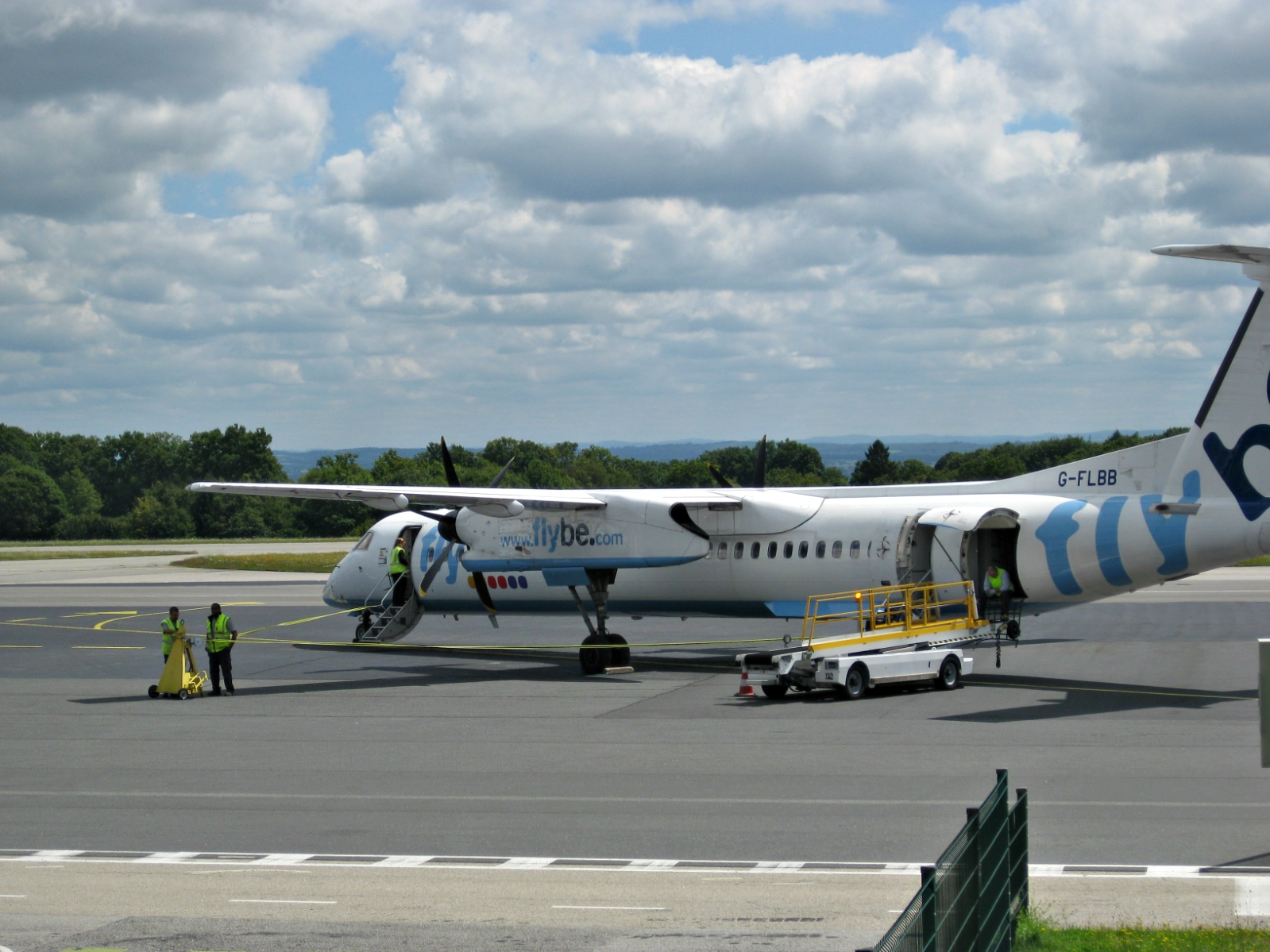
G-FLBB في مطار ليموج بيليغارد

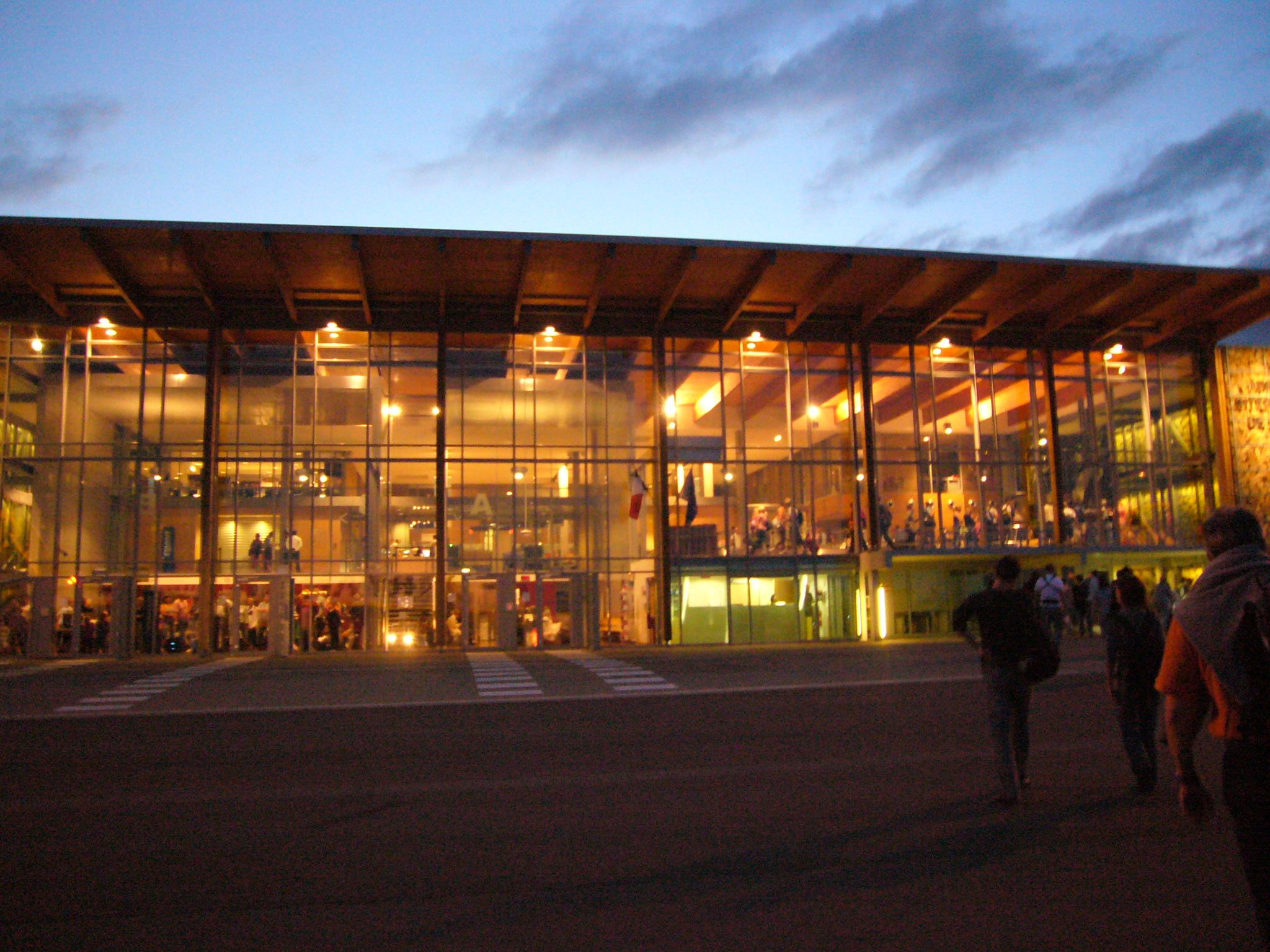
مطار ليموج بيليغارد

مطار بيليغارد يقع المطار داخل حدود المدينة، على بُعد خمسة عشر دقيقة بالسيارة من وسط المدينة والمناطق الاقتصادية. تُديره غرفة التجارة والصناعة في ليموج وفيين العليا ويستخدمه ست شركات طيران:
1. الخطوط الجوية الفرنسية الدولية، والإقليمية.
2. ايرلينير.
3. شركة الطيران الإيرلندية ريان إير.
4. فلاي بي .
5. الخطوط الجوية البريطانية.
6. الشركة الإسبانية فولوتيا.

حركة الطيران زادت حتى عام 2007 (391,220 مسافرًا) لكنها انخفضت بأكثر من 25٪ منذ ذلك الحين (292,607 مسافرًا في عام 2015).
يُقدّم مطار ليموج بيليغارد رحلات مباشرة منتظمة إلى ثلاث وجهات فرنسية: ليون سان إكسوبيري، أجاكسيو، باريس، وسبع وجهات بريطانية: لندن، ساوثهامبتون، نوتنغهام، بريستول، مطار ليدز برادفورد، نيوكاسل، وليفربول. يمكن الوصول إلى كافة الوجهات الأخرى عن طريق العبور عبر لندن أو ليون أو باريس.
في فصل الصيف، تُضاف إلى هذه الرحلات المنتظمة رحلات إضافية إلى أجاكسيو وأيضًا حسب الأعوام والفترات إلى وجهات سياحية متنوعة (إيطاليا، ماديرا، جزر الكناري، إسبانيا، أيرلندا، كريت، اليونان، وغيرها).

#### السكك الحديدية

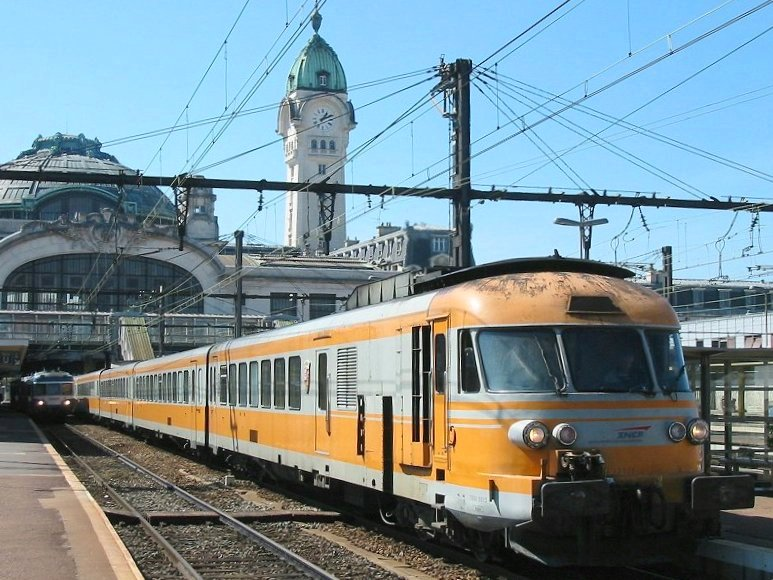
قطار توربيني يعمل على طريق بوردو ليون ويتوقف عند محطة "ليموج - بينديكتان".

من ناحية السكك الحديدية، تمتلك ليموج اثنتين من محطات القطار التابعة لشركة السكك الحديدية الوطنية الفرنسية (SNCF)، وكلاهما بُنيتا في القرن التاسع عشر، وهما محطة ليموج بينيديكتان، وهي الأكثر استخدامًا، وتقع على خط باريس، ومحطة ليموج مونجفي.
يستغرق الأمر قرابة ساعة ونصف للوصول إلى بواتييه، زهاء ساعتين ونصف للوصول إلى بوردو، و3 ساعات للوصول إلى باريس، وتحتاج ما يقرب من 3 ساعات ونصف للوصول إلى تولوز، وما يقرب من 4 ساعات للوصول إلى كليرمون فيران.
أُوقفت خدمة القطار على خط ليون بوردو، الذي كان يشغل رحلة ذهاب وعودة واحدة يوميًا، في عام 2015.

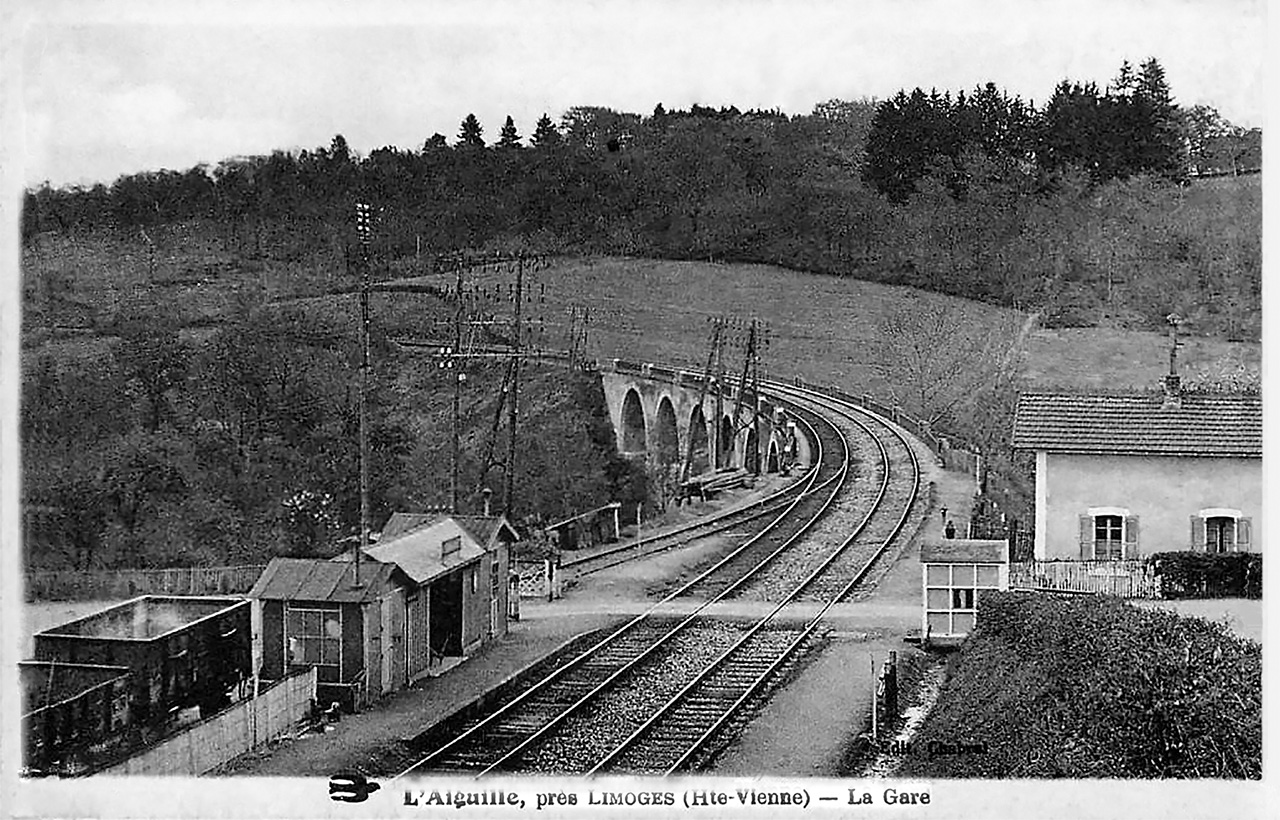
محطة قطار Aiguille بالقرب من ليموج قبل عام 1914

محطة ليموج بينيديكتان هي المحطة الرئيسية لشبكة النقل الإقليمي السريع (TER) في ليموزين، والتي أُطلقت في عام 1986. وهي خدمة تتضمن تسعة خطوط ، بالإضافة إلى خطين طُرقيين يديرهما مباشرة المجلس الإقليمي بموجب اتفاقية خدمة عامة. تتميز هذه المحطة بخاصية فريدة حيث تقع فوق الرصيف، مما يجعل القطارات تمر وتتوقف تحت المبنى الرئيسي للمحطة.
أُدرج مشروع الخط السريع (LGV) في قانون جرينيل الصادر في 3 أغسطس 2009، والذي يتضمن إنشاء خط سريع بين بواتييه وليموج مخصص لحركة الركاب. خَصّصت مدينة ليموج ميزانية قدرها 100,000 يورو كجزء من خطة الاستثمار المتعددة السنوات لعام 2009 لدراسة إدماج القطار السريع في المناطق الحضرية، بالإضافة إلى 125,000 يورو للمشاركة في الدراسات الشاملة للخط المستقبلي، حيث قُدّرت التكلفة الإجمالية للمشروع بمبلغ 1.6 مليار يورو في عام 2009. ومع ذلك، هناك آراء معارضة لهذا المشروع.
أُوقف هذا المشروع، مع مشروعات تطوير أخرى لبنية السكك الحديدية، في يوليو 2017. وهذا تسبب في توقف مشروع الخط السريع ترانس لاين، الذي أعتبره المؤيدين له وسيلة لإعادة تشغيل الروابط الشرقية - الغربية.
محطة شارونت، تُعرف أيضًا بإسم ليموج مونجوفي (بالفرنسية: Gare de Limoges-Montjovis)، تخدم خط أنغوليم - ليموج منذ عام 1875. حركة القطارات على هذا الخط ضعيفة، وبعد إنشاء الاتصال بين محطتي ليموج مونجوفي وليموج بينيديكتان في عام 1895،لم يعد يُفضّل الركاب استخدام الأولى.

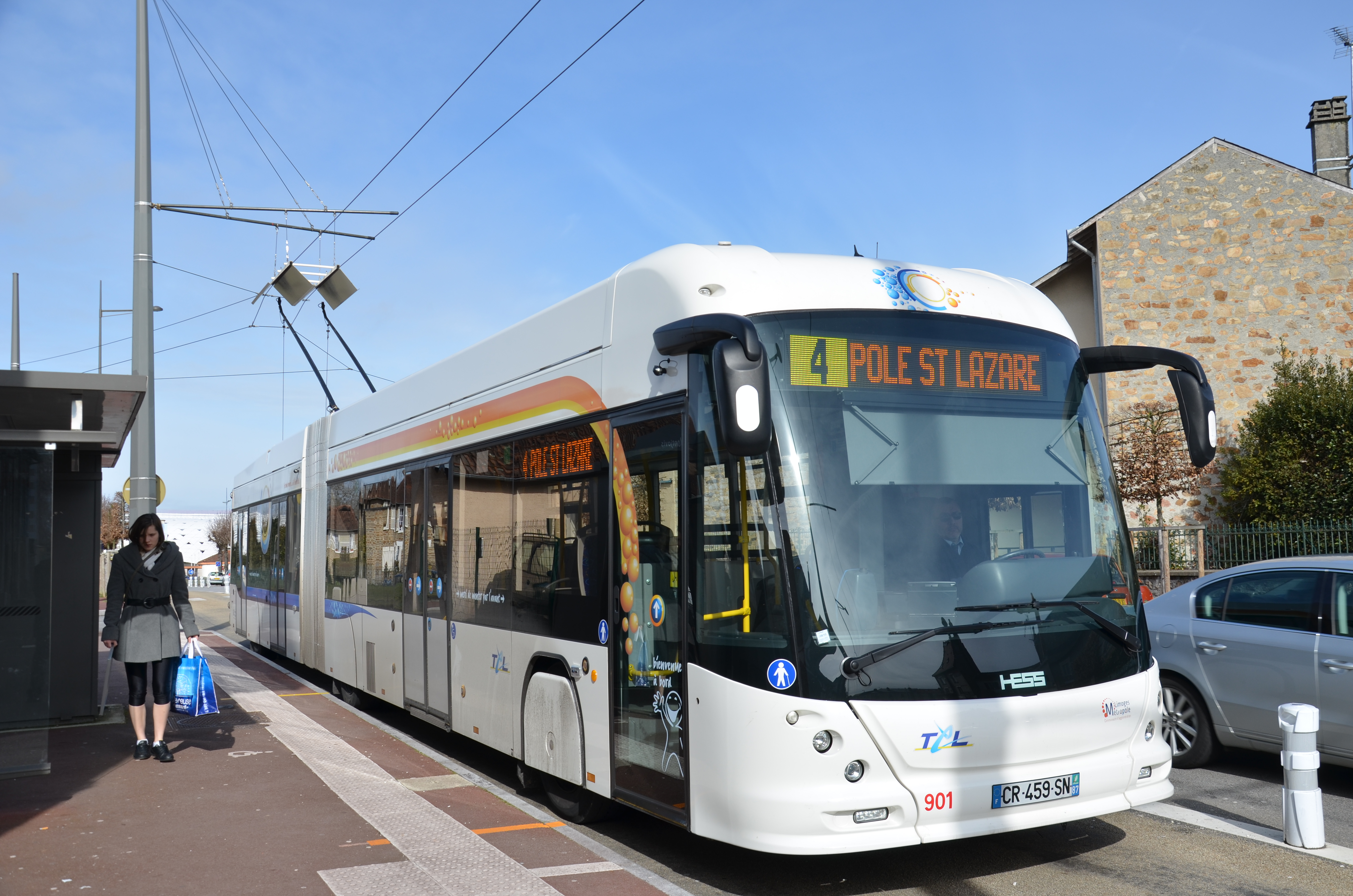
الحافلة الكهربائية رقم 901 على الخط 4 من شبكة تي سي إل ليموج، في محطة مونجفي.

#### النقل العام
أُزيلَ ترامواي ليموج في عام 1951، إلا أن المدينة لا تزال تمتلك شبكة حافلات ترولي باص. ليموج واحدة من ثلاث مدن فقط في فرنسا التي تمتلك هذا النوع من المركبات، إلى جانب مدينتي ليون وسان إتيان.
تدير شركة النقل العام لمدينة ليموج متروبول، الخطوط الحضرية العادية، بما في ذلك خمس خطوط بالحافلات الكهربائية. إلى جانب مدينة ليموج، تخدم هذه الخطوط أيضًا مناطق كوندا سور فيين ، فيتيات، أيسل، لو باليه سور فيين، بانازول، بواسوي، ريلياك رانكون، سان جست لو مارتيل، وفيرنوي سور فيين.
يُدير مجلس منطقة أقطانية الجديدة شبكة النقل العام بين مدن فيين العليا، ويقع مقرها الرئيسي بالقرب من محطة ليموج بينيديكتان. من بين 35 خطًا في شبكة نقل فيين العليا، يتقاطع 26 منها في ليموج. تُغطّي هذه الخطوط جميع أنحاء الإقليم تقريبًا وتُديرها مجموعة متنوعة من الشركات في إطار اتفاقيات خدمة عامة، مع نفس الهوية البصرية ونفس التسعير. الأسعار ثابتة ولا تعتمد على المسافة المقطوعة. تُقدّم الخدمة بشكل محدود جدًا خلال عطلات المدارس، وكثير من الخطوط لا تعمل خلال عطلات الصيف.

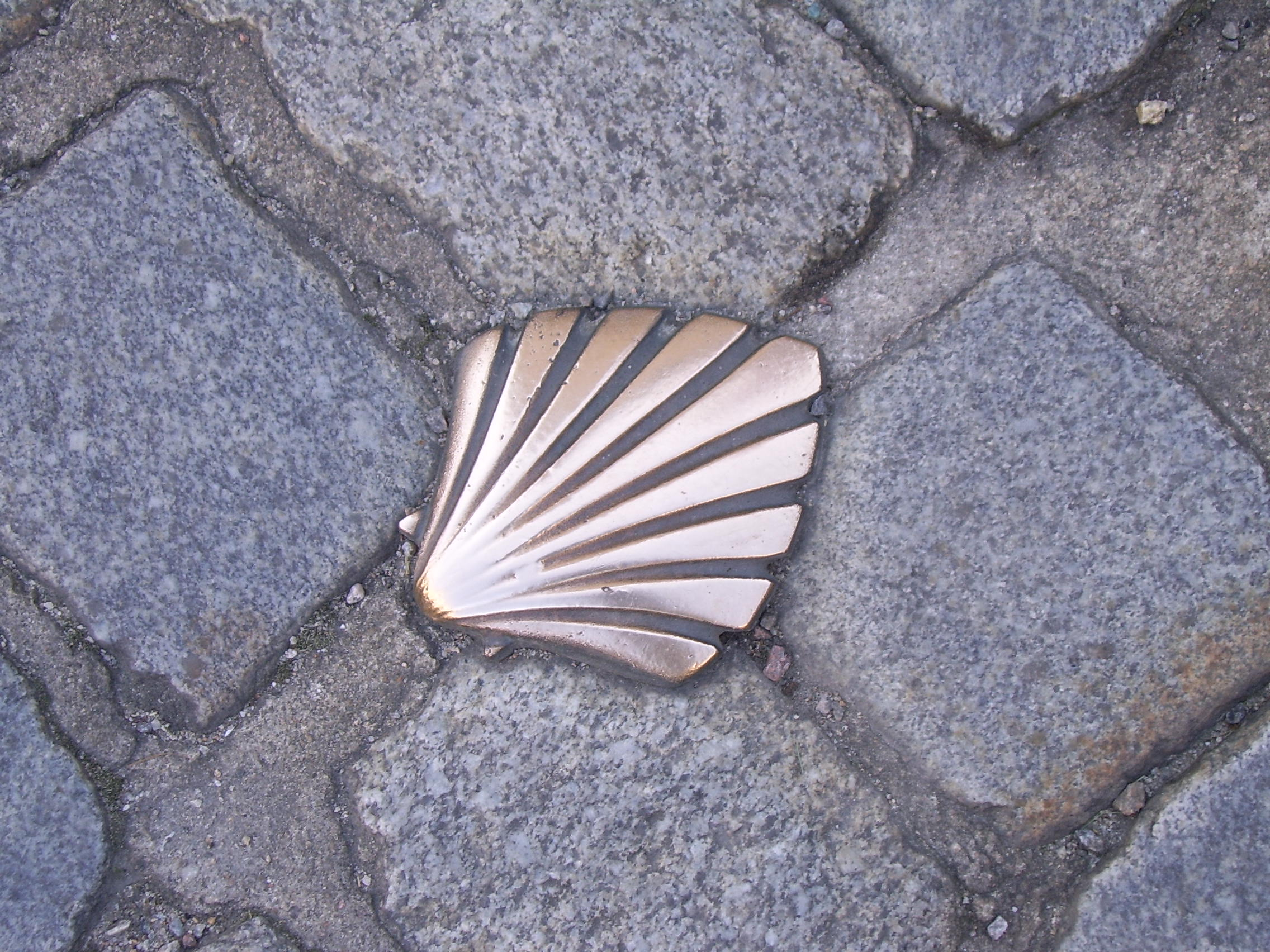
رمز طريق Lemovicensis على رصيف ليموج.

#### السير على الأقدام
يوجد في ليموج العديد من المناطق المخصصة للمشاة في وسط المدينة، على الرغم من وجود عدد محدود نسبيًا من الشوارع المخصصة للمشاة.
المدينة تتقاطع مع مسار المشي الطويل (GR 654). يتبع هذا المسار مسار الطريق القديمة إلى كومبوستيلا، وينحرف بعد كنيسة سانت ليونارد دو نوبلا للانضمام إلى ليموج وكهف دير سان مارتيال. عند انتهاء هذه المرحلة، يستمر GR 654 في اتباع مساره ويتجه نحو دير سولينياك الذي أسسه الليموزين سانت إلوي.

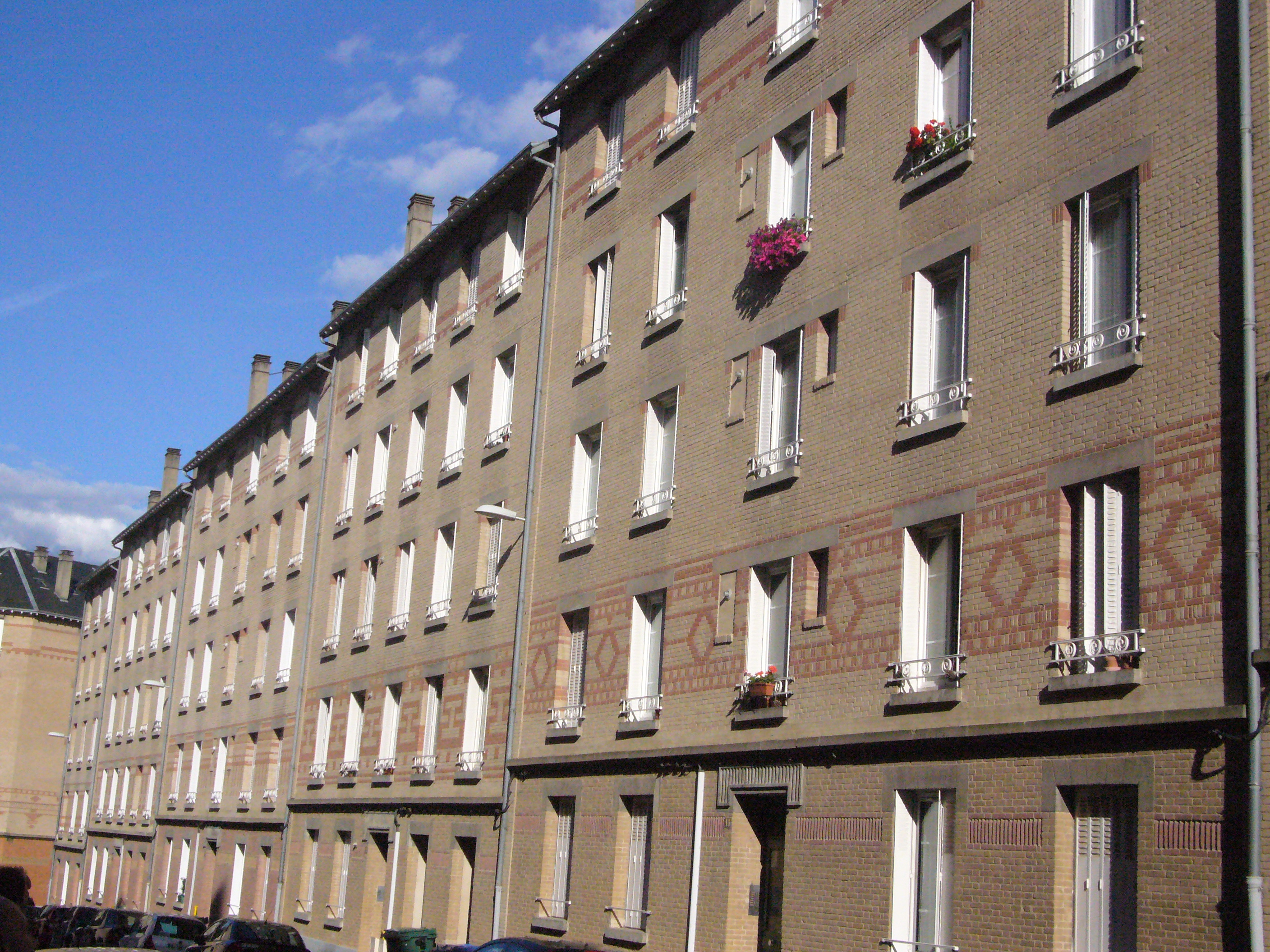
مدينة العمال كوتور.

### السكن
تحتوي ليموج على 73,428 وحدة سكنية مستخدمة كمساكن رئيسية لسكانها. بالإضافة إلى ذلك، هناك 4,667 وحدة سكنية غير مأهولة، و1,274 وحدة سكنية تُستخدم كمساكن ثانوية أو للمناسبات. من بين الوحدات السكنية المشغولة، هناك 22,064 منزل فردي و 56,716 شقة. والمتوسط العددي لعدد الغرف في كل وحدة سكنية قرابة 3.4، سواء كانت شققًا أو منازل، وهو ما يعادل زهاء 1.8 غرفة لكل ساكن.
من بين الوحدات السكنية الرئيسية، يسكن مالكو 29,269 منها (قرابة 39.9٪) في ممتلكاتهم، بينما تُؤجر 42,021 وحدة سكنية (57.6٪) كمساكن رئيسية. الوحدات السكنية الباقية (قرابة 2.5٪) تُقدّم مجانًا.
في عام 2004، كان هناك 17,841 وحدة سكنية (قرابة 24.8٪) من الوحدات السكنية الرئيسية بُنيت قبل عام 1949. واحدة من أوائل الوحدات السكنية الاجتماعية في ليموج بُنيت في عام 1910، وهي موجودة في شارع مونتيون من قبل الجمعية التعاونية.
بدأت بلدية ليموج في تنفيذ مشروع الإسكان الاجتماعي في عام 1920. قامت بإنشاء مكتبها الخاص للإسكان الاجتماعي. أول مشروع لمكتب الإسكان الاجتماعي في ليموج كانت مدينة العمال في بوبلانك. بُنيت هذه المدينة في عام 1924 بإدارة روجيه غونتييه وفقًا لنوذج المدن الحدائقية البريطانية. تتألف المدينة من 202 وحدة سكنية تتراوح بين غرفتين وأربع غرف، في مباني صغيرة من طابقين، مع حديقة خاصة لكل عائلة ومرافق جماعية (مغاسل ودورات مياه).
مدينة ألبرت توماس، التي بُنيت بعد ذلك بقليل، تأخذ نفس مفهوم المدينة الحدائقية. تضم ثمانية وعشرون مبنى من طابقين مزودة بمياه جارية ومرافق صحية خاصة وكهرباء وغاز.
مدينة الخياطات، التي بُنيت لخدمة عمال السكك الحديدية بالقرب من محطة بنديكتين، هي أيضًا من عمل روجيه غونتييه. يشترك مفهومها مع مدينة فيكتور تويلات، حيث تكون مجموعات المباني مرتبة حول ساحات مغلقة. بالنسبة لمشاريع الإسكان الاجتماعي الأحدث (روبولف ماون أو لا باستيد)، تتمثل في مجموعات من المباني والأبراج. قرابة 15,665 وحدة سكنية، يوفر الإسكان الاجتماعي السكن لـ 34,182 ليموجيًا. تمثّل هذه الوحدات 21.3٪ من الإسكان الرئيسي في المدينة.

### المشارع التنموية

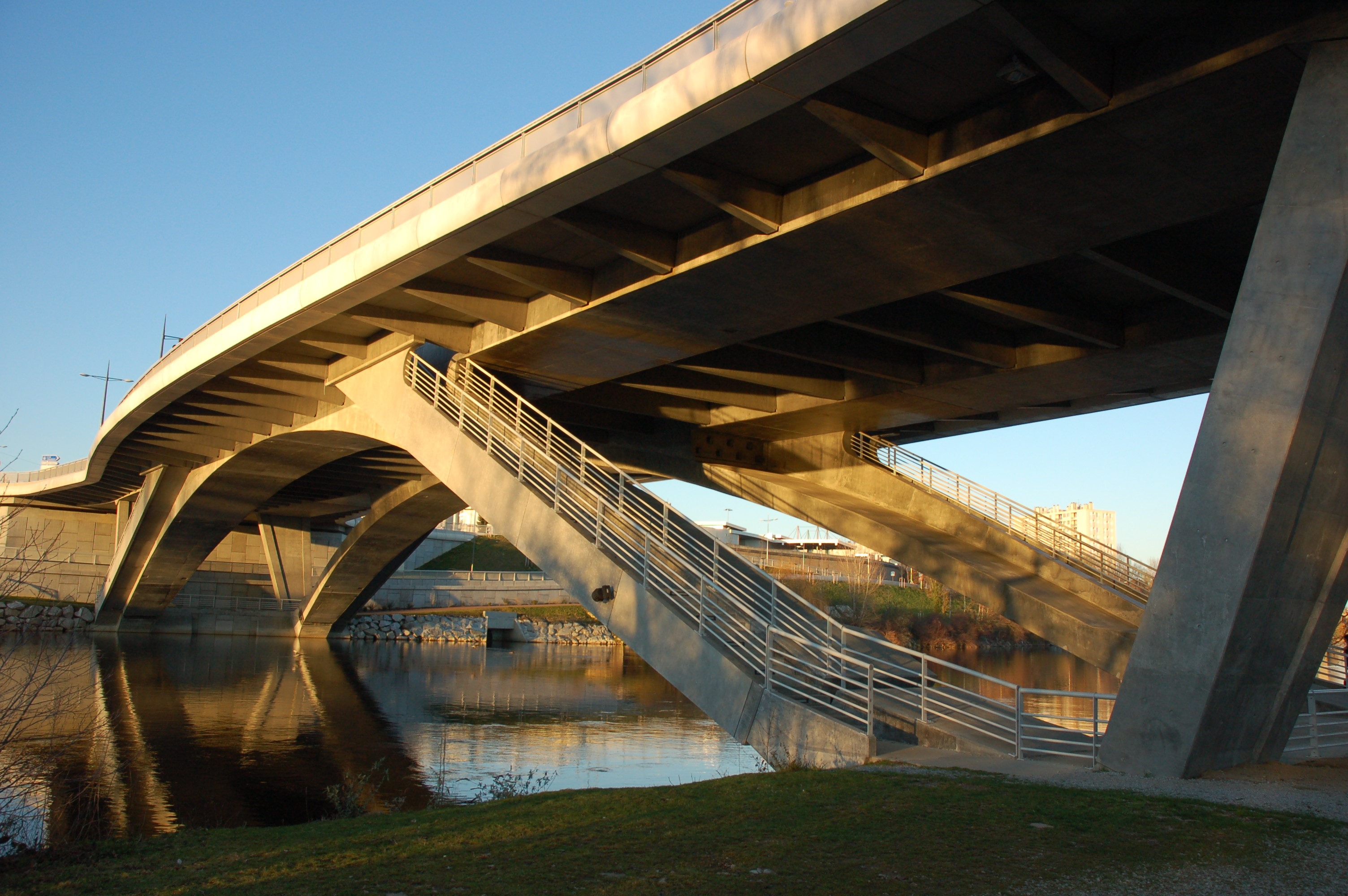
أُنشئ جسر جورج جوينجوان فوق نهر فيين كجزء من مشروع الالتفافية الحضرية.

تميزت ليموج بمشاريع عديدة في السبعينيات والثمانينيات، مثل إنشاء منطقة "إيستر تكنوبول" في التسعينات. وفي عقد 2000، شهدت المدينة تنفيذ العديد من المشاريع الكبيرة. تضمّن ذلك إعادة تطوير حي السيتي، رغم التقييمات المختلفة للجوانب الجرانيتية للتصميم. بُنيَ جسر جديد فوق نهر فيين، الذي يُعرف بجسر جورج جينجوان. كما بُنيَ طريق جديد جنوب ليموج وأُفتتحت قاعة الحفلات "زينيث".كل هذه المشاريع تعكس النشاط الحضري الديناميكي في العقد الأخير.
حُوّل متحف الأسقفية إلى متحف الفنون الجميلة عام 2011، ونُقلَ متحف المقاومة والتجنيد إلى الدير القديم لراهبات العناية.
فيما يتعلق بوسائل الترفيه، كان الاستثمار الرئيسي هو مشروع المركز المائي. يتضمن المشروع أربعة حمامات: حوض سباحة أولمبي (50 × 25 مترًا)، وحوض للاسترخاء والتجديف (25 × 12.5 مترًا)، وحوض للأطفال الصغار، وحوض للألعاب المائية يتضمن منطقة ترفيه ونهرًا ومنطقة أمواج. كما يوفر أيضًا مساحة تنافسية مخصصة للمجتمعات المحلية ومساحة 750 متر مربع مخصصة للترفيه تضم ساونا وحمام بخار، بالإضافة إلى منطقة للوجبات الخفيفة. أُفتتح في 19 يناير 2015 ويُعرف بـ "أكوابوليس".

## التاريخ

### العصور القديمة
يعود اسم ليموج إلى قبيلة الليموفيس التي حكمت ليموج أكثر من 2000 عام. تأسست المدينة من قبل الرومان قرابة سنة 10 قبل الميلاد، تحت حكم أغسطس قيصر، في إطار إعادة تنظيم مدن ومقاطعات الإمبراطورية الرومانية في غول.
أُنشئت عاصمة جديدة لليموفيس، وأُطلق عليها اسم أوغستوريتوم، شُيدت المدينة عند تقاطع طريقين رئيسيين: طريق فيا أغريبا، الذي يربط بين ليون وميديولانوم سانتونوم (سانت)، وطريق فيا أفاريكوم تولوزا، الذي يربط بين بورجي وتولوز. تميزت أوغستوريتوم بوجود مدرجات أكبر من تلك الموجودة في أرل ونيم، وحمامات تعد من بين أفخم الحمامات في غال.
بنيت المدينة وفقًا لشبكة من الشوارع المتوازية موجهة نحو الجنوب الشرقي والشمال الغربي، والتي تتقاطع بزاوية قائمة مع شبكة أخرى من الشوارع المتوازية تتجه نحو الشمال الشرقي والجنوب. هذه الشبكة تتبع النمط العام المعتاد في التخطيط العمراني لدى الرومان.
لا يمكن رؤية العديد من المخلفات الغالو رومانية، حيث دُمّرت معظمها ودُفن جزء كبير منها. على سبيل المثال، دُفن المُدرّج (نهاية القرن الأول) تحت حديقة أورساي، يقع المُدرّج بجوار نهر فيين، تحت رصيف سان مارسيال وساحة سان فيليسيتي. هُدمت الحمامات (القرن الثاني)، بالكامل تقريبًا خلال أعمال إنشاء موقف للسيارات على ساحة جاكوبين، تقع الحمامات (في الإمبراطورية السفلى) تحت حدائق الأبرشية. هناك أقاويل تتحدث عن وجود معبد مكرس لكل من فينوس وديانا ومينيرفا وجوبيتر في الموقع الحالي للكاثدرائية، ولكن لم يُكتشف أي دليل على وجود هذا المعبد.
جاء القديس مارسيال من روما مع صديقيه الاثنين قرابة عام 250، ألبينيان وأوستريكليني، للتبشير في المدينة. بعد ذلك، تولى القديس أوريليان الأسقفية وأصبح قديس لنقابة الجزارين في ليموج في العصور الوسطى.

### العصور الوسطى
أصبحت أوغوستوريتوم تُعرف بليموج، في بداية القرن السادس، وبدأ القطب الحضري الثاني، الذي عُرفَ لاحقًا باسم كاستيلوم سانكتيس مارتياليس (القلعة)، في الظهور حول المقبرة الواقعة بالقرب منها إلى الشمال الغربي، والتي تضم قبر مارسيال، أول أسقف في المدينة.
في النصف الأول من القرن الثامن، كانت ليموج وليموزان جزءًا من دوقية أقطانية، التي حكمها على التوالي الدوقات أوديس، هونالد، ووايفر. اكتسبت هذه الدوقية استقلالًا واسعًا ضمن مملكة الفرنجة، وكانت على ارتباط وثيق بمدينة ليموج، وخاصة بموقع سان مارسيال. قاد الملك الكارولينجي الجديد، بيبين القصير، حملات لإخضاع أقطانية عام 760. تَعرّضت ليموج وليموزان لهجمات متعددة خلال هذه الحملات وأُغتيل آخر دوق (وايفر) عام 768 في بيريجورد، وسُلِّمت أقطانية بأكملها، بما في ذلك ليموج، للسلطة الكارولينجية الجديدة. أسس شارلمان مملكة أقطانية عام 781 وعَيّن ابنه الصغير لويس لحكمها. في نهاية القرن التاسع، وُثّق وجود قصر ملكي على أبواب ليموج في جوكوندياك (لو باليه سورفيين).
استمرت ليموج في التطور كمدينة مزدوجة، رغم تعرضها للنهب من قبل الفايكنغ عام 862. كانت المدينة مقسمة بين جزئين: جزء يخضع لسلطة الأسقف، وجزء آخر تحت سيطرة الرهبان الذين يحتفظون بقبر القديس مارسيال، وبعد ذلك نواب الكونت.
في نهاية القرن الحادي عشر، وخلال النصف الأول من القرن الثاني عشر، كانت ليموج في ذروة شهرتها. وانتشرت هذه الشهرة بفضل تألق دير القديس مارسيال، الذي كان حينها أكبر مركز للإنتاج الفكري والأدبي والشعري والفني والموسيقي في العالم اللاتيني. كما استفادت المدينة من تألق القوانين الليموزية، التي جعلت من اللغة الليموزية لغة ثقافة العالم الروماني. واشتهرت ليموج أيضًا بجودة إنتاجها من الأقمشة المطرزة.
بدءًا من القرن الثاني عشر، كانت ليموج، مكان تتويج الأمراء التقليدي لدوقية أقطانية، تُوّج ريتشارد قلب الأسد دوقًا لأقطانية خلال حفلين متتاليين في بواتييه، ثم في ليموج عام 1172.
بلغت الصراعات بين ملوك فرنسا وملوك إنجلترا ذروتها، في القرن الرابع عشر، والذين كانوا مسيطرين على دوقية أقطانية خلال حرب المئة عام. في عام 1463، قام الملك لويس الحادي عشر بزيارة ليموج في جمعة الأول من يوليو، وأكّد الامتيازات الممنوحة من قبل السلاطين السابقين للمدينة لزيادة ازدهارها.

### العصر الحديث
في القرن السادس عشر، عاشت ليموج مع نهاية العصور الوسطى إحدى أغنى فصول تاريخها وانضمت بشكل نهائي إلى مملكة فرنسا تحت حكم هنري الرابع في عام 1589.

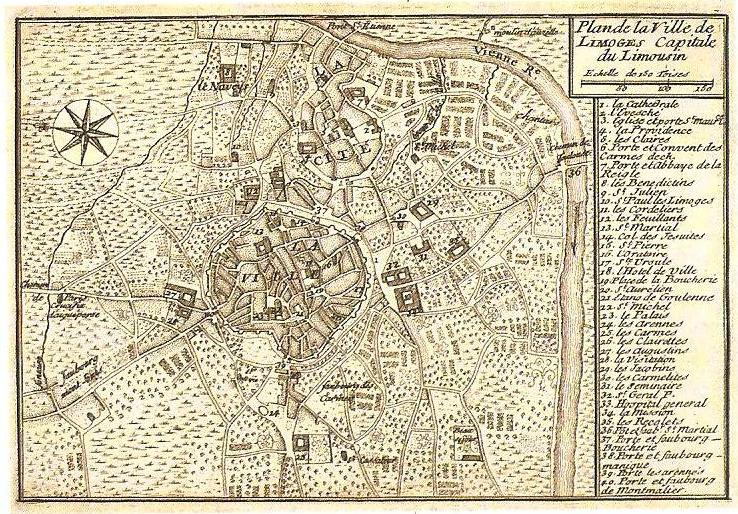
مخطط المدينة (1765).

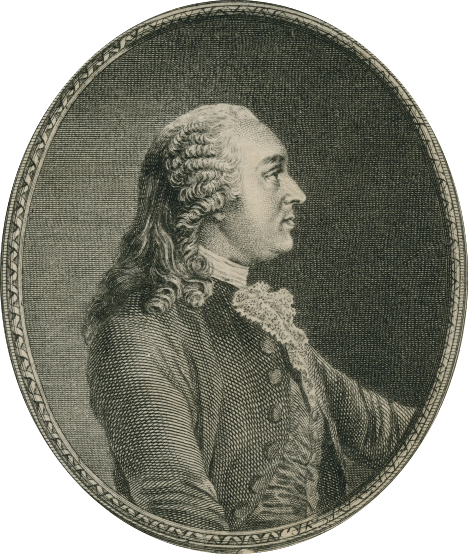
آن روبرت جاك تورجو

أثرت الإصلاحية التي اجتاحت البلاد بشكل طفيف على ليموج. كانت الأنشطة التبشيرية ضعيفة، والانتقالات إلى الكنيسة البروتستانتية لا تزيد على 10% من السكان فقط. بالمثل، كانت الاضطرابات خلال الحروب الدينية محدودة. بفضل جهود القناصل، لم تؤثر مذبحة سان بارتليمي على ليموج بأي شكل من الأشكال. ومع ذلك، شعرت المدينة ببعض التداعيات للمعارك المستمرة بين النبلاء الكاثوليك والبروتستانت في باقي المقاطعة والتي أثّرت سلباً على الحقول والمزارعين وأدت إلى نشوب التمرد المعروف بـ "تمرد الفلاحين الجياع" في جنوب الإقليم، في مناطق مثل شالوس، وأورادور، وسانت إيريكس، ونكسون، وسانت ليونار دي نوبلات.
في القرن السابع عشر، اكتسبت الحركة الكاثوليكية المضادة للإصلاحية أهمية كبيرة في المدينة. أُنشئت ست شركات من رجال التوبة (الزيتونيين والحمر والبنفسجيين أو الأرجوانيين والبيض والرماديين والزرق)، والتي أعطت أسماءها لشوارع المدينة. تأسست العديد من الأديرة، في حين أُصلحت الأخرى (مثل الرهبان البنديكتين وسانتمارتن ديه فيويان).
وفقًا لجان ليفيه، حصلت ليموج على لقب "المدينة المقدسة". ومع ذلك، لمس المسافرين آنذاك تطورات في تنظيم المدينة. أما الكاهن لوي كولون، فيرى ليموج على أنها مدينة تجارية وشعبية بالتأكيد، لكنها قذرة ومبنية بشكل رديء، حيث أن "المباني فيها مصنوعة من الخشب والتراب فقط".
في القرن الثامن عشر، قام المُدبِّر تورجو بتحسين الشبكة الطرقية في منطقة ليموج بشكل كبير، وأعاد تنشيط الاقتصاد المحلي، وشجع على إنشاء وتطوير الصناعات، بما في ذلك صناعات النسيج والجلد. ومع ذلك، كانت النقطة التحويلية الحقيقية في عام 1765 عندما أُكتشف رصيف من الكاولين في سان يريه لا بيرش، على بعد 40 كيلومتر جنوب ليموج. ثم بدأت صناعة البورسلان في المدينة.

### الفترة المعاصرة
ليموج هي مكان ميلاد جان باتيست جوردان، الذي أصبح لاحقًا مُشيرًا في الإمبراطورية الفرنسية.

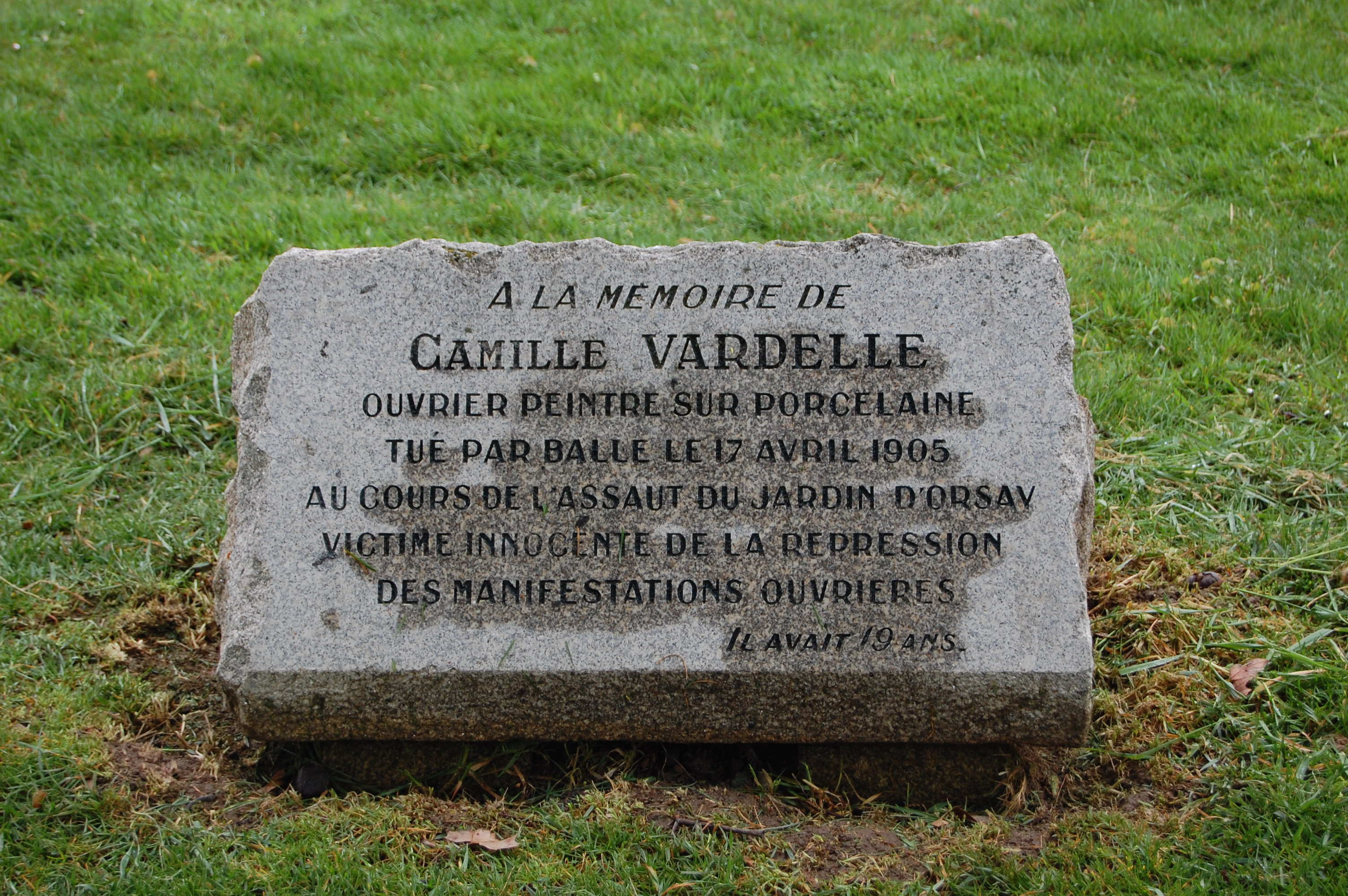
لوحة تذكارية تخليداً لذكرى كاميل فارديل في حديقة أورساي في ليموج.

شهدت الثورة الفرنسية أحداثًا مأساوية في ليموج. أعتبرت أموال الكنيسة أملاك وطنية، وأُغلقت معظم الكنائس وجميع الأديرة. تم قُتل أحد الكهنة، الأب شابرول، في حادثة شغب ، وأُعدم بعض الكهنة.
أحد التأثيرات الرئيسية للثورة في ليموج كان على الصعيدين الإقليمي والقانوني، حيث دُمجت مدينة ليموج وقلعة ليموج في عام 1792. من الناحية القانونية، استوعبت القلعة المدينة وأصبح المجتمعان رسميًا بلدية واحدة، وشملت أيضًا أراضي لا بروجير وسان كريستوف وسان كلير سوبريفاس.
في القرن التاسع عشر، مع الثورة الصناعية وكثرة ورش العمل والمصانع لصناعة الملابس والجلود والقبعات والأحذية والخزف، ازداد عدد سكان ليموج على حساب الريف، حيث أصبحت مكان عمل لسكان المدينة والمهاجرين الجدد. وكان أغلب السكان من الشباب والنساء. حملت ليموج لقب "المدينة الحمراء" بسبب أحداث نهاية القرن التاسع عشر وبداية القرن العشرين. على سبيل المثال، في عام 1848، شهدت المدينة احتجاجات عنيفة خلال الانتخابات التشريعية. وفي عام 1851، حاولت ليموج مقاومة انقلاب لويس نابليون بونابرت.

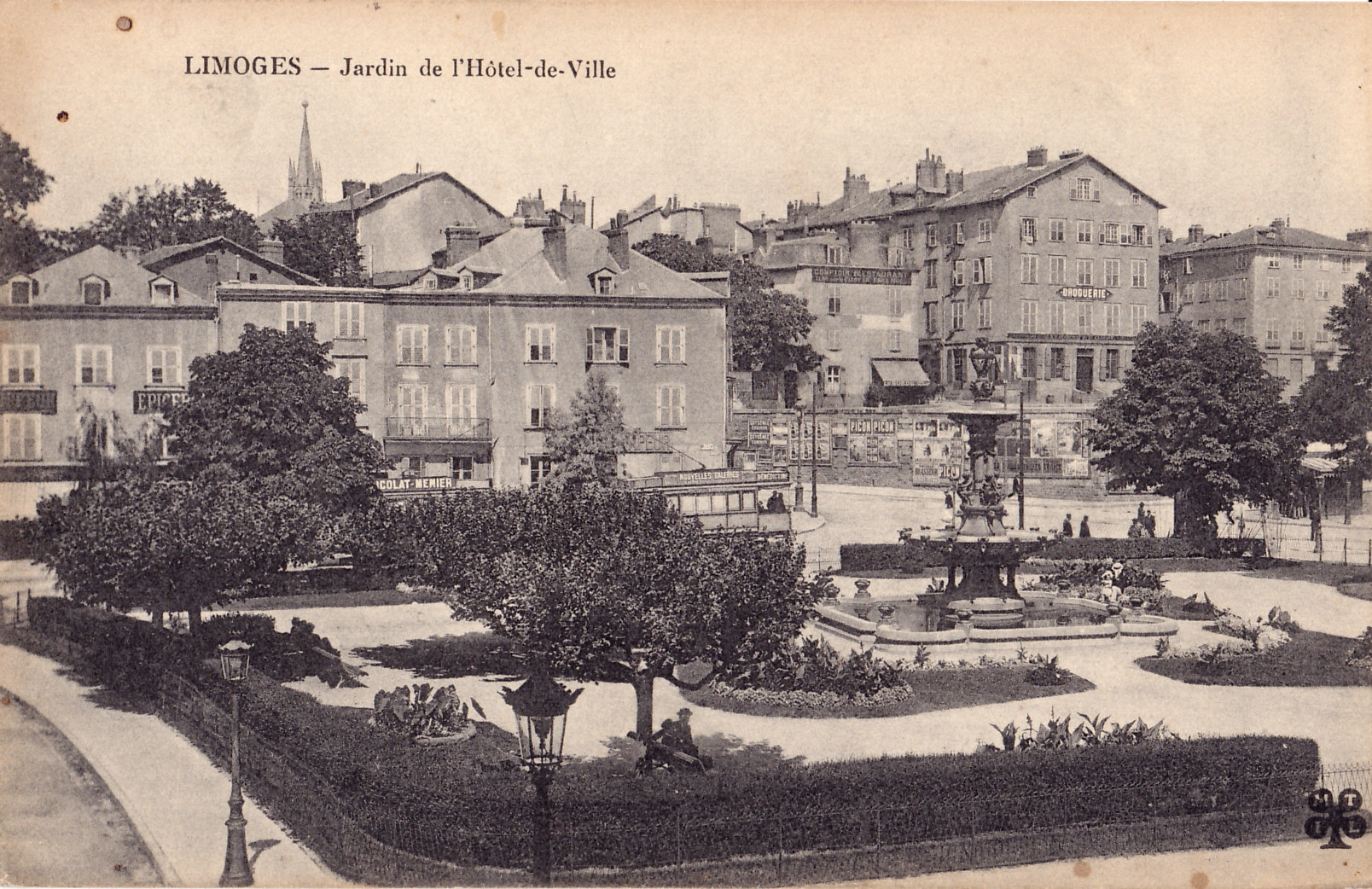
حدائق فندق دو فيل، عام 1916.

تأسس اتحاد العمال العام (CGT) في ليموج في عام 1895. في أبريل 1905، شهدت المدينة احتجاجات ضد سلطة رؤساء الورش، حيث اعتبر العمال أنهم يمارسون سلطة كبيرة في صناعة الخزف وصناعة القبعات، مما أدى إلى حدوث مظاهرات عمالية كبيرة تحولت إلى انتفاضة اجتماعية وأسفرت عن مقتل عامل شاب يُدعى كاميل فارديل.
بين عامي 1850 و1930، كانت الصناعة في أوجها في ليموج، حيث أُنشئت مصانع خزف كبيرة مثل مصانع Haviland في عام 1892 في منطقة ماس لوبييه، أصبحت المصنع أكبر مصنع في المدينة مع وجود 800 عامل في 17 فرن في عام 1907. بالإضافة إلى هذه الهياكل الضخمة، استمرت صناعة الخزف في مصانع صغيرة، مثل مصنع Labesse الذي كان يوظف 90 شخصًا بين عامي 1873 و1938. يُقدّر أن قطاع صناعة الخزف في نهاية القرن التاسع عشر كان يُشغل نصف سكان ليموج، بما في ذلك النساء والأطفال. في ذلك الوقت، كان هذا القطاع ينتج سنويًا بقيمة 12 مليون فرنك، ما يعادل تقريبًا 50 مليون يورو.

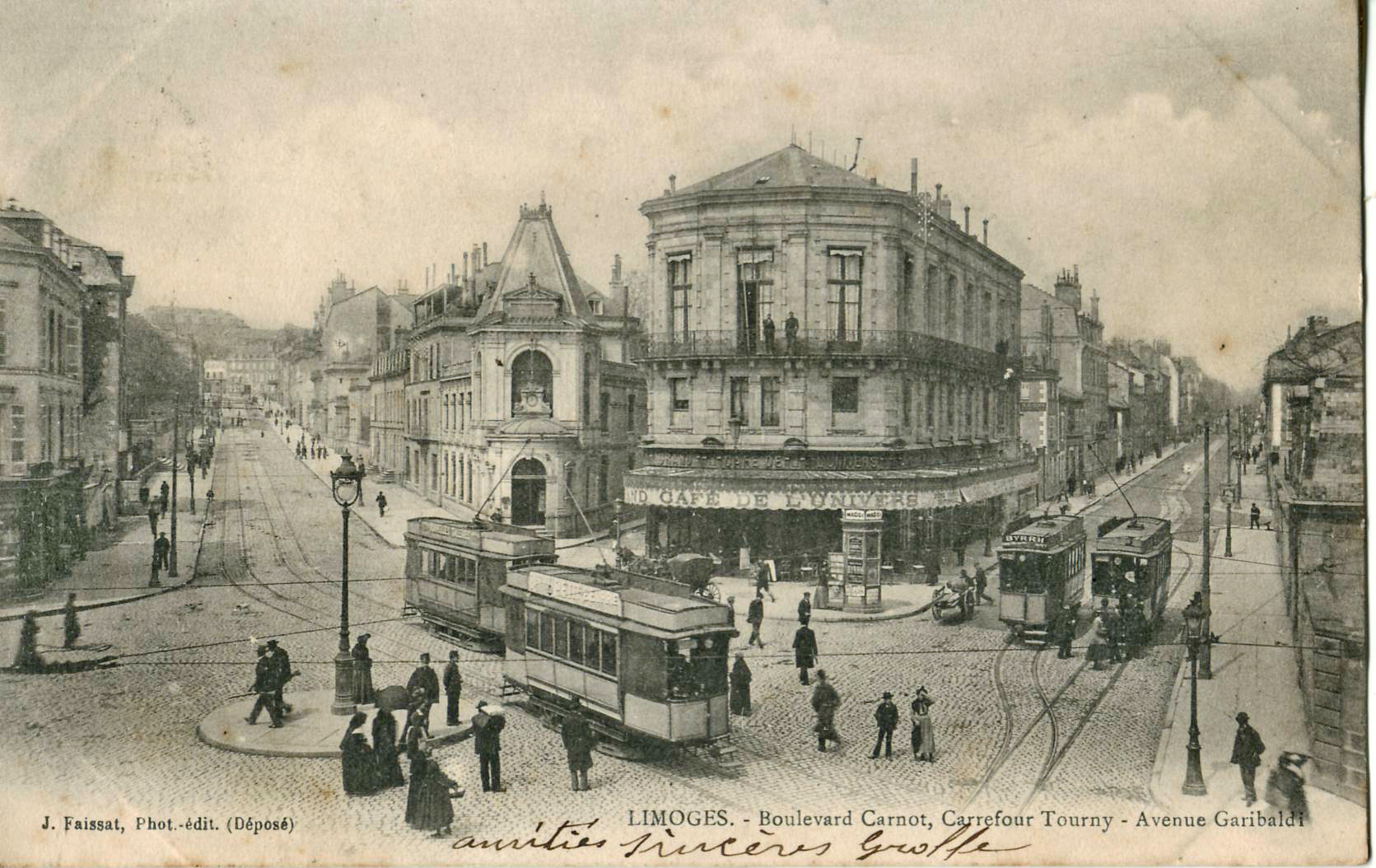
مفترق طرق تورني، كان قلب شبكة ترام ليموج، حيث تتقاطع عدة خطوط.

شهدت تجارة ليموج توسعًا دوليًا في القرن التاسع عشر، وبالطبع في قطاع الخزف، ولكن أيضًا في قطاع المشروبات الكحولية والمياه المعدنية. وأخيرًا، ساعد موقعها المركزي على التجارة مع الأقاليم الفرنسية الأخرى. كانت ليموج معروفة بإنتاجها للكتب بأسعار معقولة والتي تُصدّر بشكل خاص إلى الأقاليم المجاورة. فيما يتعلق بصناعة الأحذية، شهدت مصانع ليموج انتعاشًا كبيرًا، حيث تُمثّل 40٪ من إنتاج فرنسا خلال فترة ما بين الحربين. مصانع الأقمشة في ليموج كانت تصنع بشكل خاص القماش المعروف باسم "الليموجين".
هذا النمو الصناعي كان دافعًا للتوسع العمراني في المدينة مع تزايد عدد السكان بشكل ملحوظ، حيث كان عددهم يبلغ 30,000 نسمة في عام 1841 وزاد إلى 98,000 نسمة في عام 1926. أسفرت هذه الزيادة لتوسع المدينة بشكل أكبر إلى الضواحي. على الرغم من نمو المدينة، إلا أنه لم يُفكر بشكل منهجي في التخطيط العمراني الشامل، باستثناء عمليات صغيرة محددة قام بها بعض البورجواز المحليين مثل رجل الأعمال والراعي إرنست روبن. بُنيت الأحياء العمالية بشكل عشوائي في بداية القرن العشرين، مثل مدينة كوتور الشهيرة التي بُنيت في أواخر عقد 1920.
في عام 1914، كان في ليموج معسكر للجيش الفرنسي يضم الفرقة 63 والفرقة 263 من القوات البرية. بعد الهزائم الأولى التي تعرضت لها فرنسا في بداية الحرب العالمية الأولى، قرر جوزيف جوفر، الذي اعتبر أن العديد من الضباط غير مبالين، إبعادهم عن الجبهة القتالية وإعادتهم إلى العاصمة الإقليمية العسكرية الثانية عشرة، التي كانت ليموج عاصمتها. هذا القرار أدى إلى طرد هؤلاء الضباط من مناصبهم العسكرية، ومن هنا جاء مصطلح "الليموجة" الذي لا يزال مستخدمًا حتى اليوم للإشارة إلى إقالة شخص من وظيفته أو موقعه بسبب أداء غير كفء أو لأسباب أخرى. ومع ذلك، يجب أن يُلاحظ أن العلاقة بين مصطلح "الليموجة" ومدينة ليموج ليست قوية بالفعل، حيث أُرسل أقل من عشرين ضابطًا إلى المنطقة.

### الحرب العالمية الثانية
وصلت قوات الجيش الألماني على بُعد ثلاثين كيلومتر من ليموج عندما طلبت حكومة المشير بيتان وقف إطلاق النار في 22 يونيو 1940. وفي مايو 1941، أُطيحَ بمجلس بلدية ليموج برئاسة ليون بيتول وتولى أندريه فور التابع لنظام فيشي منصب العمدة.
استقبلت ليموج ومنطقتها، التي كانت تقع في المنطقة الحرة حتى عام 1942، العديد من الأطفال الذين نُقلوا من مناطق القتال، ومن ثم العائلات التي طُردت إلى الطرقات خلال فترة الهجرة. شهدت ليموج قُرابة مئتي ألف لاجئ يتجولون في شوارعها. على الرغم من وجود العديد من المقاومين في المناطق الريفية المحيطة بليموج، إلا أن المدينة ظهرت بوصفها مدينة هادئة نسبيًا خلال فترة الحرب، على الرغم من تعرض اليهود لعمليات الاعتقال من قبل الجيش الألماني منذ فبراير 1943.
تعرضت محطة الفرز في بواي إمبير للقصف في ليلة 23 إلى 24 يونيو 1944، حيث دُمرت سبعمائة عربة وتوقفت حركة القطارات لمدة ثمانية أيام. بدءًا من 12 أغسطس، حوصرت المدينة جزئيًا من المقاومين.
هرب زعيم الميليشيا جان دو فوغلا برفقة مجموعة تضم 95 مركبة و350 عضوًا في الميليشيا وعائلاتهم باتجاه جيريه ثم مولان، في 17 أغسطس، حيث تمت مطاردتهم على طول الطريق من قبل المقاومين. أُسر بواسطة الجيش الأحمر على الجبهة الشرقية، ثم هرب وتوفي في أمريكا الجنوبية في عام 1954.
دعى العمال في ليموج إلى إضراب عام، في 19 أغسطس 1944. انضم أعضاء من G.M.R. إلى المقاومة.
خرجت ليموج من الحرب العالمية الثانية في 21 أغسطس 1944، بعد تعرضها لمذبحة أورادور سورغلين وبعدما وُصفت بـ "عاصمة المقاومة" من قبل الجنرال ديغول في خطابه في 4 مارس 1945، بعدها حُررت من قبل المقاومة بقيادة الكولونيل جورج غينغوان بدون أي معارك.

### منذ عام 1947

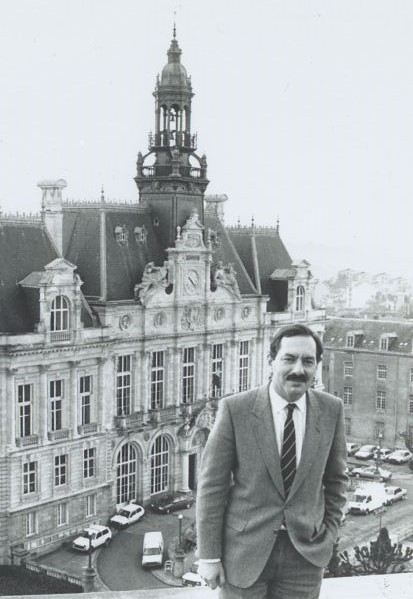
آلان روديi أمام مبنى بلدية مدينة ليموج عام 1991.

استعاد ليون بيتول في عام 1947، والذي شغل منصب عمدة المدينة في فترة ما بين الحروب، منصب رئيس البلدية واحتفظ به حتى وفاته في عام 1956. في فبراير 1948، نُظمت مباراة كرة السلة بمبادرة من ألبير شاميناد لتعزيز رياضة كرة السلة. جمعت هذه المباراة بين منتخب ليموزين ومنتخب هنغاريا. أُنتخب الصيدلي والمقاوم الاشتراكي السابق لويس لونجيك وأصبح يمثل السلطة البلدية لمدة ثلاثة وثلاثين عامًا.
حُدّثت المدينة أثناء توليه المنصب، وتحسنت خدمات الطرق مع تدشين الطريق السريع A20 تدريجيًا بين نهاية الثمانينيات ومنتصف التسعينيات. نُفذت العديد من المشاريع الكبيرة في فترة ولايات لونجيك، مثل تطوير منطقة بوبرول الجديدة، وإنشاء الجامعة التي انفصلت عن جامعة بواتييه في عام 1968، وافتتاح مطار بيليغارد في عام 1972 والمستشفى الجديد في عام 1975، بالإضافة إلى بناء قصر الرياضة بوبلانك في عام 1981. وصل عدد سكان البلدية إلى ذروته في عام 1975، حيث بلغ 143,725 نسمة.
خلف ألان روديه نائبه لويس لونجيك في عام 1990، ثم أعيد انتخابه ثلاث مرات حتى هزيمته في عام 2014. وتميزت فترات ولاياته بإنجاز العديد من المرافق، بالإضافة إلى مشاريع كبيرة جديدة، منها الزينيث في ليموج ومركز أكوابوليس. في عام 2000، أُنجزت بعض هذه المشاريع بواسطة هيئة البلدية الجديدة التي بدأت في تأكيد وجودها خلال فترة السبعينيات، وهي "المجتمع الحضري لبلديات ليموج ميتروبول". في عام 2011، انسحبت القوات المسلحة بالكامل من ليموج، مما ترك العديد من الثكنات مهجورة.
حقق اليمين فوزه لأول مرة منذ أكثر من قرن في ليموج في انتخابات بلدية عام 2014. تحت قيادة إميل روجر لومبيرتي، حقق اليمين فوزًا مرة أخرى في عام 2020. خلال هذه الفترة، شهدت ليموج فشلاً في مشروع خط السكك الحديدية السريع نحو بواتييه، وتراجعًا في الديموغرافيا مرة أخرى. في عام 2015، فقدت المدينة وضعها عاصمةً إقليميةً عند اندماج الأقاليم القديمة ليموزان وأكيتين وبواتو شارونت.

## السياسة والإدارة

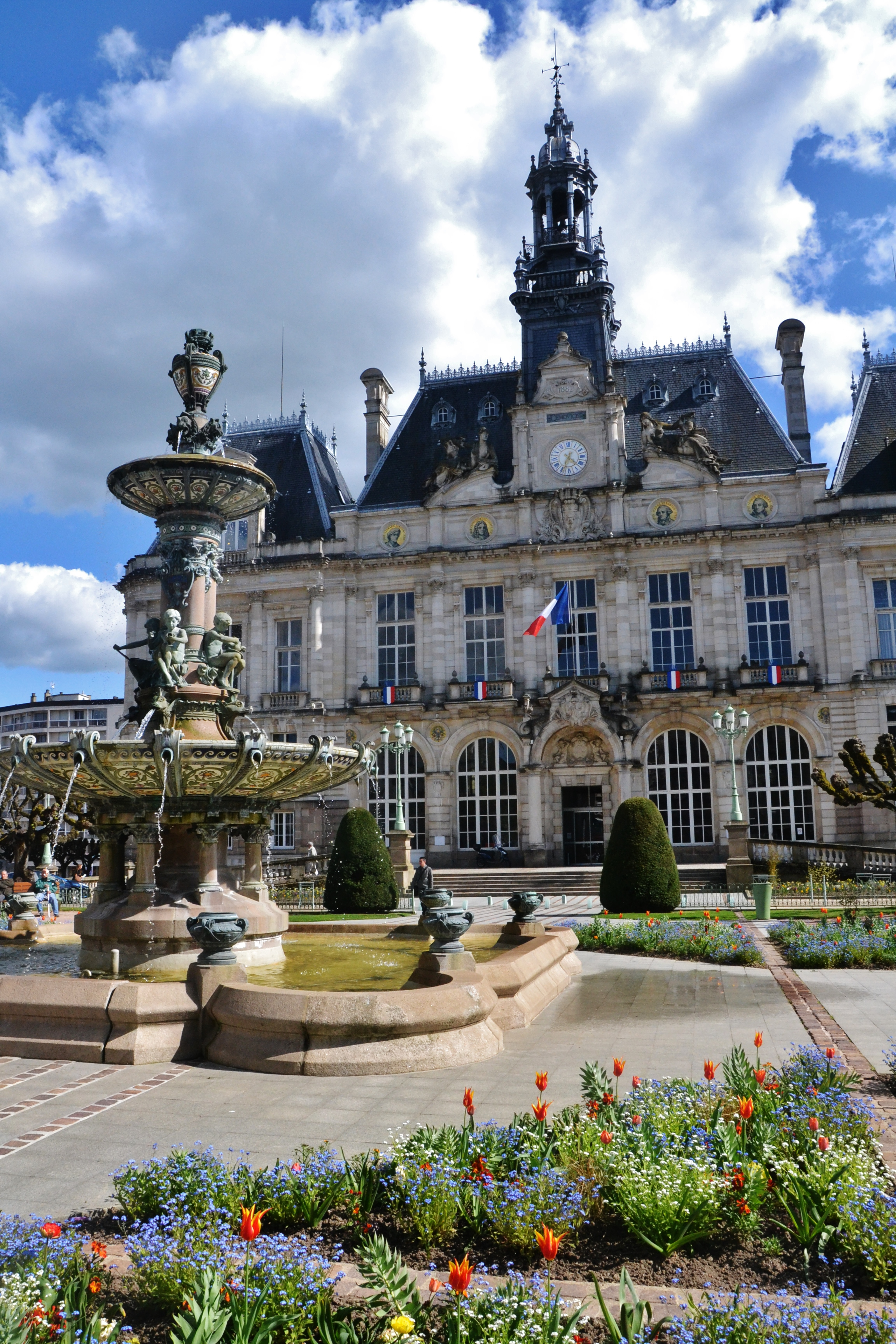
مبني البلدية في ليموج.

### الاتجاهات والنتائج السياسية
يميل الناخبين في البلدية تمامًا كما هو الحال في إقليم فيين العليا، إلى اليسار الاشتراكي واليسارالشيوعي. وعادةً ما يكون لدى اليمين نسبة محدودة من الدعم في المدينة.
لذا، باستثناء فترة نظام فيشي، لم يشغل منصب رئيس البلدية في ليموج سوى شخصيات من اليسار بين عامي 1912 و2014. منذ التحرير، أُديرت المدينة من قبل الحزب الشيوعي الفرنسي بين عامي 1944 و1947، ثم من قبل الاشتراكيين بين عامي 1947 و2014، ومن قبل اليمين منذ عام 2014. في عام 1989، شهدت المدينة تقريبًا تغييرًا أول مرة لليمين عندما انتخب لويس لونجيك المنتهية ولايته بصعوبة في الجولة الثانية مقابل ميشيل برنار.
يتميز رؤساء بلدية ليموج بفترات ولاية طويلة؛ فقد شغل لويس لونجيك المنصب لمدة 34 عامًا، وألان روديه لمدة 24 عامًا. يسيطر اليسار الاشتراكي والشيوعي والثوري على ثلاثة عشر دائرة من أصل ستة عشر دائرة انتخابية في ليموج.
تُظهر نتائج الانتخابات المختلفة قوة اليسار في ليموج.
على سبيل المثال، في الدور الأول من الانتخابات الرئاسية عام 2007، جاءت المرشحة الاشتراكية سيغولين رويال في المرتبة الأولى بنسبة 33.32% من الأصوات، أي 22,629 صوتًا، تلاها المرشح للجمعية الوطنية الفرنسية نيكولا ساركوزي بنسبة 25.84% (17,551 صوتًا)، ثم المرشح لحزب الاتحاد من أجل الديمقراطية الفرنسية فرانسوا بايرو بنسبة 18.06% (12,268 صوتًا)، ومن ثم المرشح للجبهة الوطنية جان ماري لو بان بنسبة 8.00% (5,431 صوتًا)، ومن ثم المرشح للجبهة الثورية أوليفييه بيسانسونو بنسبة 5.35% (3,634 صوتًا)، والمرشحة الشيوعية ماري جورج بوفيه بنسبة 2.39% (1,625 صوتًا)، وفيليب دو فيلييه بنسبة 2.07% (1,404 صوتًا)، والمرشحة للخضر دومينيك فوينيه بنسبة 1.49% (1,011 صوتًا)، والمرشحة أرليت لاغويلير بنسبة 1.36% (923 صوتًا)، وجوزيه بوفي بنسبة 1.14% (775 صوتًا)، ومن ثم المرشح فريديريك نيهو بنسبة 0.64% (434 صوتًا)، والمرشح للحزب الشيوعي الفرنسي جيرار شيفاردي بنسبة 0.34% (234 صوتًا).

حصلت المرشحة الاشتراكية سيغولين رويال في الدور الأول على 33.32% من الأصوات ما يعادل 22,629 صوتًا، في الانتخابات الرئاسية لعام 2007، بينما حصل المرشح لحزب الاتحاد من أجل الشعب الفرنسي نيكولا ساركوزي على 25.84% ما يعادل 17,551 صوتًا. ورغم ذلك، فقد فاز نيكولا ساركوزي بالانتخابات على الصعيدين الوطني والمحلي بأكثر من 53%.

مجلس مدينة ليموج (2020-2026)
ليموج في القلب (44)
يسار المواطن الاجتماعي البيئي (11)

إمتازت الانتخابات البلدية لعام 2008، بالانسجام مع اليسار في ليموج وإقليم فيين العليا عمومًا. وشهدت نسبة مشاركة مرتفعة نسبيًا في الدور الأول بالنسبة لمدينة كبيرة (62.06% من الناخبين شاركوا في التصويت من بين 80,383 ناخب مسجل على القوائم الانتخابية. أعيد انتخاب رئيس البلدية الاشتراكي ألان روديه، الذي شغل المنصب منذ عام 1990 وأُعيد انتخابه في 1995 و2001، ومرة أخرى في عام 2008 بالغالبية المطلقة من الجولة الأولى، حيث حصل على 56.45% من الأصوات. وراءه جاءت القائمة التي قادها حزب الاتحاد من أجل الشعب الفرنسي بنسبة 20.84%، تلتها قائمة حزب التجمع من أجل فرنسا بنسبة 8.86%، وقائمة الرابطة الشيوعية الثورية بنسبة 6.99%، وقائمة حزب الخضر بنسبة 5.31%، وقائمة نضال العمال بنسبة 1.96%.
حدثت مفاجأة في المشهد السياسي المحلي في انتخابات عام 2014 في ليموج، حيث لم يُعاد انتخاب العمدة نفسه آنذاك كالعادة من الجولة الأولى. وفي 30 مارس 2014، في نهاية الدور الثاني للانتخابات، حصلت قائمة اتحاد اليمين "نحب ليموج، نختار التنويع" التي قادها إيميل روجير لومبرتي على المرتبة الأولى بنسبة 45.07% من الأصوات، تلتها قائمة اتحاد اليسار "الأساس هو مدينتنا - ليموج، أرض اليسار" بنسبة 43.81%، ثم قائمة الجبهة الوطنية "ليموج بلو مارين" بنسبة 11.10%. وهذه كانت مفاجأة بعد عقود من سيطرة حزب الاشتراكيين.
أما في انتخابات بلدية عام 2020 في ليموج، فقد شهدت فوزًا آخر لقائمة اتحاد اليمين "ليموج في القلب" بقيادة إيميل روجير لومبرتي، العمدة الحالي الذي حقق نسبة 58.96٪ من الأصوات مقابل 41.03٪ لثييري ميغيل، مرشح قائمة "اليسار المواطن الاجتماعي البيئي". هذه الانتخابات، التي تزامنت مع أزمة فيروس كوفيد-19، لم تجذب سوى ثلث الناخبين فقط (نسبة امتناع عن الانتخابات بلغت 65.92٪).

### الإدارة البلدية
يتكون مجلس بلدية ليموج من خمسة وخمسين عضوًا، وفقًا لأحكام البلديات التي يبلغ تعداد سكانها من 100,000 إلى 150,000 نسمة. ومن بين هؤلاء الأعضاء، هناك اثني عشر نائبًا للعمدة، وأحد عشر عضوًا بلديًا مفوضًا.
تشكلت الكتلة الرئيسية "ليموج في القلب" من اتحاد الديمقراطيين المستقلين والجمهوريين بعد الانتخابات البلدية لعام 2020، حيث أمتلكا معًا أربعة وأربعين مقعدًا، مقابل مجموعة المعارضة "اليسار المواطن الاجتماعي البيئي" التي امتلكت أحد عشر مقعدًا.

### قائمة رؤساء البلدية
خَلف ثمانية رؤساء بلديات بعضهم البعض منذ عام 1912:
| الفترة | الفترة | رئيس البلدية       | الحزب                                   | المهنة                            |
| ------ | ------ | ------------------ | --------------------------------------- | --------------------------------- |
| 1912   | 1941   | ليون بيتول         | الأممية العمالية                        | موظف مفصول                        |
| 1941   | 1944   | أندريه فور         |                                         | مهندس معادن عُيين من قبل نظام فيشي |
| 1944   | 1945   | هنزي شادورن        | الحزب الشيوعي الفرنسي                   | طبيب                              |
| 1945   | 1947   | جورج جينجوين       | الحزب الشيوعي الفرنسي                   | مُدرّس                              |
| 1947   | 1956   | ليون بيتول         | الحزب الاشتراكي الديمقراطي              | موظف                              |
| 1956   | 1990   | لويس لونجيكو       | الأممية العمالية ثم الحزب الاشتراكي     | صيدلاني                           |
| 1990   | 2014   | آلان روديت         | الحزب الاشتراكي                         | خبير اقتصادي                      |
| 2014   | الحالي | إميل روجر لومبيرتي | الاتحاد من أجل حركة شعبية ثم الجمهوريون | طبيب                              |

### الهيئات القضائية والإدارية
يحتوي المقر الرئيسي لمحكمة الاستئناف في ليموج على محكمة جنائية (التي يمكن أن تنعقد، في الجانب الجنائي، كمحكمة جزئية تصحيحية أو كمحكمة شرطة)، ومحكمة للأطفال، ومحكمة العمل، ومحكمة التجارة.
تُعقد جلسات محكمة الجنايات بشكل عام كل ثلاثة أشهر لمدة خمسة عشر يومًا، وتُعقد في مباني قصر العدالة، الواقع في ساحة بلاس دين.
أُنشئت المحكمة الإدارية في ليموج في 1 يناير 1954، ومجال اختصاصها الجغرافي يشمل كوريز، وكروز، وأندر، وفيين العليا. ويمكن الاستئناف ضد قرارات المحكمة الإدارية في محكمة الاستئناف الإدارية في بوردو.
يعتبر المركز الجنائي لليموج سجنًا للاحتجاز المؤقت، حيث تشمل مهامه استقبال المتهمين بالإضافة إلى المحكومين بأحكام لا تتجاوز عامًا واحدًا. تبلغ القدرة الاستيعابية للسجن قرابة خمسة وثمانين شخص موزعة على أربعة أقسام: قسم الرجال البالغين (سبع وخمسون مكان)، وقسم للنساء (أحد عشر مكان)، وقسم القُصّر (عشرة أماكن)، وقسم للإفراج شبه الكامل (خمسة أماكن). بُنيَت المؤسسة في عام 1853 على ساحة السوق (المعروفة اليوم باسم ساحة وينستون تشرشل).
تستضيف ليموج أيضًا، منذ عام 2011، مركز الإنتاج المتعدد الوسائط للدرك الوطني، وهي هيئة وطنية مسؤولة عن تصميم وإنتاج ونشر الأفلام التثقيفية التي يستخدمها مدربو مدارس الدرك الوطني.

### البلديات والتقسيمات الإدارية
بلدية ليموج جزءًا من مجتمع حضري يُعرف بـ "ليموج ميتروبول". ذلك المجتمع الحضري يضم عشرين بلدية تقع على مساحة تبلغ 472 كيلومتر مربع، وتحتضن منطقة ليموج قرابة 212,035 نسمة موزعين على خمسة وعشرون بلدية.
ليموج هي عاصمة للتقسيم الإداري للمنطقة "أرونديسمون ليموج"، وتضم منطقة ليموج عدة مقاطعات في فيين العليا، بالإضافة إلى كونها جزءًا من مقاطعتين أخريين جزئيًا.

### سياسة التنمية المستدامة
سياسة التنمية المستدامة في ليموج مدعومة من قبل " ليموج ميتروبول"، التي تعمل في مجال إدارة النفايات، والصرف الصحي، وجودة الهواء، وحماية البيئة الطبيعية. بناءً على اختصاصاتها (التنمية الاقتصادية، والصرف الصحي)، انخرطت ليموج ميتروبول في عام 2008 في خطة عمل تُعرف بخطة العمل 21، والتي تحدد إجراءات عملية، تتمحور حول ثلاثة محاور رئيسية في الخطة: التحكم في الطاقة ومكافحة ظاهرة الاحتباس الحراري، ومعرفة وحماية وتعزيز التراث، وأن تكون مسؤولة بيئياً.
إدارة النفايات التي ينتجها سكان مدينة ليموج هي أيضًا اختصاص "ليموج ميتروبول". علاوة على ذلك، بالنسبة للأشياء الكبيرة والقديمة، توجد مرافق مخصصة يمكن لكل ساكن في ليموج الوصول إلى أقرب مرفق للتخلص من النفايات الكبيرة (تلفاز، طاولة، الخ)، من تلك المرافق (ليبون، سامي، وكافو) وهي تقع ضمن مدينة ليموج.
حققت المدينة بالفعل منذ عام 2010، مستوى هدف الجودة المحدد من قبل الاتحاد الأوروبي لعام 2010، فيما يتعلق بالجسيمات الدقيقة التي يقل حجمها عن 10 ميكرومترات. وبالنسبة لمراقبة جودة الهواء، تنضم ليموج ميتروبول إلى LIMAIR، الجهة المعترف بها لمراقبة جودة الهواء في ليموزان.
سُجلت أربعة مخاطر طبيعية رئيسية على الأراضي البلدية: مخاطر موجات الحرارة، والفيضانات، والعواصف، وحركات الأراضي المتعلقة بالممرات الجوفية تحت الأرض. أما المخاطر التكنولوجية الرئيسية المسجلة في ليموج، فهي ثلاثة: انهيار السدود، ونقل المواد الخطرة، والمخاطر المعدنية. توصف هذه المخاطر الرئيسية، سواء الطبيعية أو التكنولوجية، ووسائل الوقاية منها في وثيقة المعلومات البلدية حول المخاطر الكبيرة ، والتي تتوفر على الإنترنت على موقع البلدية.

### السياسة المالية في عام 2010
الفائض الخام للتشغيل بلغ 24،766،000 يورو، وهو يعادل 175 يورو للفرد، مقارنة بمتوسط وطني قدره 216 يورو للمدن في نفس الفئة. ودين المدينة بلغ 791 يورو للفرد، مقارنة بمتوسط قدره 1،090 يورو للفرد في مدن من نفس الفئة. والإمكانات الضريبية ما زالت أقل من المتوسط، حيث بلغت 121،469،000 يورو بالنسبة لسكان يبلغ عددهم 143،677 نسمة، أي ما يعادل 845 يورو للفرد، مقارنة بمتوسط وطني في الفئة قدره 856 يورو للفرد. أما حجم الدين، فبلغ 111،759،000 يورو، ويتطلب سداده 28،538،000 يورو، أي 202 يورو للفرد، مقارنة بمتوسط قدره 147 يورو للفرد في مدن من نفس الفئة.

### اتفاقيات التوأمة
المدن التوأم مع ليموج
| المدينة | الدولة           | الفترة             |
| ------- | ---------------- | ------------------ |
| شارلوت  | الولايات المتحدة | منذ 6 نوفمبر 1992  |
| فورث    | ألمانيا          | منذ 22 أيار 1992   |
| هرودنا  | بيلاروس          | منذ 20 أبريل 1982  |
| إيتشيون | كوريا الجنوبية   | منذ 6 أيار 2015    |
| بلسن    | جمهورية التشيك   | منذ 11 يونيو 1987  |
| سيتو    | اليابان          | منذ 18 نوفمبر 2003 |

تقوم مدينة ليموج بتنفيذ اتفاقيتي تعاون مع بلدية بابري الريفية في بوركينا فاسو. الاتفاقية الأولى، التي بدأ سريانها منذ عام 2004، تتعلق بإعادة تأهيل واستغلال سد زيباكو. أما الثانية، التي تعود إلى عام 2009، فهدفها تعزيز قدرات الإدارة المحلية في بابري.

## المرافق والخدمات العامة

### التعليم
تدير مدينة ليموج 64 مدرسة ابتدائية أو رياض أطفال تضم قرابة 9,600 طالبًا بحسب إحصائية العام الدراسي 2019. تخصص المدينة لهذا الغرض مبلغًا قدره تسعة عشر مليون يورو، أي أكثر من 2,000 يورو لكل طالب. بالإضافة إلى ذلك، تحتضن ليموج مدرسة "كالاندريتا"، وهي مدرسة ثنائية اللغة (الأوكسيتانية والفرنسية)، حيث أُفتتح قسم لرياض الأطفال في عام 1994، ومن ثم أُفتتح صف السنة التحضيرية في عام 1998.
فيما يتعلق بالتعليم الثانوي، تدير محافظة فيين العليا 14 كلية، بينما تدير منطقة أقطانية الجديدة 13 مدرسة ثانوية، بما في ذلك العديد من المدارس الثانوية المعروفة في المدينة.

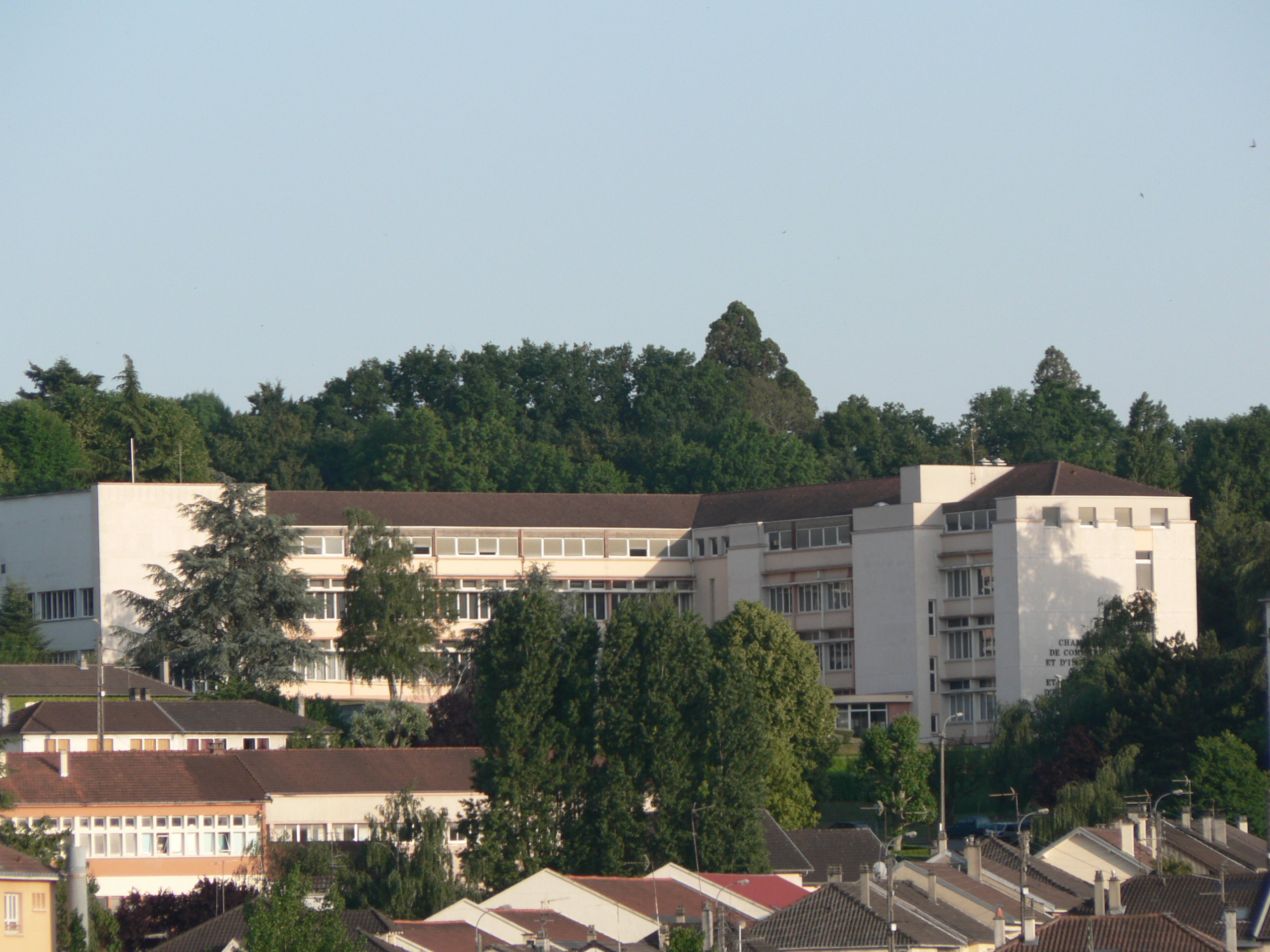
معهد هندسة الحاسوب.

جامعة ليموج تأسست في عام 1968 وتضم قرابة 16،548 طالبًا. الجامعة موزعة على أربعة مواقع في المدينة، وتضم كل من كلية العلوم والتقنية والكلية البيطرية والكلية الطبية وكلية الآداب والعلوم الإنسانية، بالإضافة إلى مرافق أخرى.
يتوزع الحرم الجامعي "بوري" على عدة مبانٍ ومرافق تعليمية ومطعم جامعي وأماكن رياضية ومكتبة جامعية. الحرم الجامعي في منطقة فانتو هو مكان تواجد معهد التدريس العالي للمعلمين (INSPE) التابع لأكاديمية ليموج، وكذلك كلية الآداب وعلوم الإنسان، ومركز تطوير الموارد التعليمية (CRDP)، والمكتب الوطني للإعلام والتوجيه (ONISEP)، والخدمة الجامعية للطب الوقائي وتعزيز الصحة، ومركز الوجبات الجامعية والإقامة الجامعية، وكلية الطب والصيدلة، والخدمة الجامعية للتدريب المستمر، ومركز تدريب الطلاب، والمركز الوطني للفنون والحرف (CNAM).يضم الحرم الجامعي أيضًا إحدى مدارس الفنون الوطنية الخمس في فرنسا، وهي المدرسة الوطنية العليا للفنون في ليموج (ENSA de Limoges). وتُعد كلية الآداب وعلوم الإنسان في ليموج واحدة من الجامعات البارزة في وسط فرنسا، حيث يأتي العديد من الطلاب من بواتييه وشاتورو وسيرو دي بيري إلى ليموج للدراسة. المدرسة متخصصة في فنون النار مثل السيراميك والمينا، وكذلك النسيج، وهي تقدم برامج في مجالات الفنون والتصميم تستمر لمدة خمس سنوات. هذا الحرم يستضيف أيضًا معهد الهندسة المعلوماتية في ليموج (3IL).
يُعتبر الحرم الجامعي في منطقة إيستر تكنوبول مكانًا للمدرسة الهندسية ENSIL-ENSCI، والتي نشأت عن اندماج مدرستي الهندسة القديمتين ENSIL وENSCI في عام 2017.
تجتمع كلية الحقوق والعلوم الاقتصادية، ومعهد الإدارة العامة (IPAG) ومركز الطلاب ورئاسة الجامعة في وسط المدينة. بالإضافة إلى ذلك، تستضيف ليموج مركزًا وطنيًا لتدريب مهن مجال المياه، ومدرسة تجارة تدعى مدرسة التجارة والاتصال وإدارة ليموج (Es2C Limoges)، حيث تقدم هذه المدرسة دورة تعليمية من الدورة الأولى تؤهل للحصول على شهادات الدولة على مستوى Bac +2، والدورة الثانية تؤهل للوصول إلى مستوى Bac +3 بعد عام من التخصص.

### الصحة
المستشفى الجامعي الإقليمي في ليموج هو منشأة طبية جامعية تأسست في عام 1974. أُفتتح أول مستشفى جامعي في المدينة في عام 1976 بحضور جاك شيراك، وقتها رئيس وزراء فرنسا، وسيمون فيل، وزيرة الصحة. كان يعمل فيه قرابة 6,965 موظفًا في عام 2010، ويقوم بتقديم ثلاث مهام من الخدمة العامة: تقديم الرعاية الصحية والبحث والابتكار والتعليم.

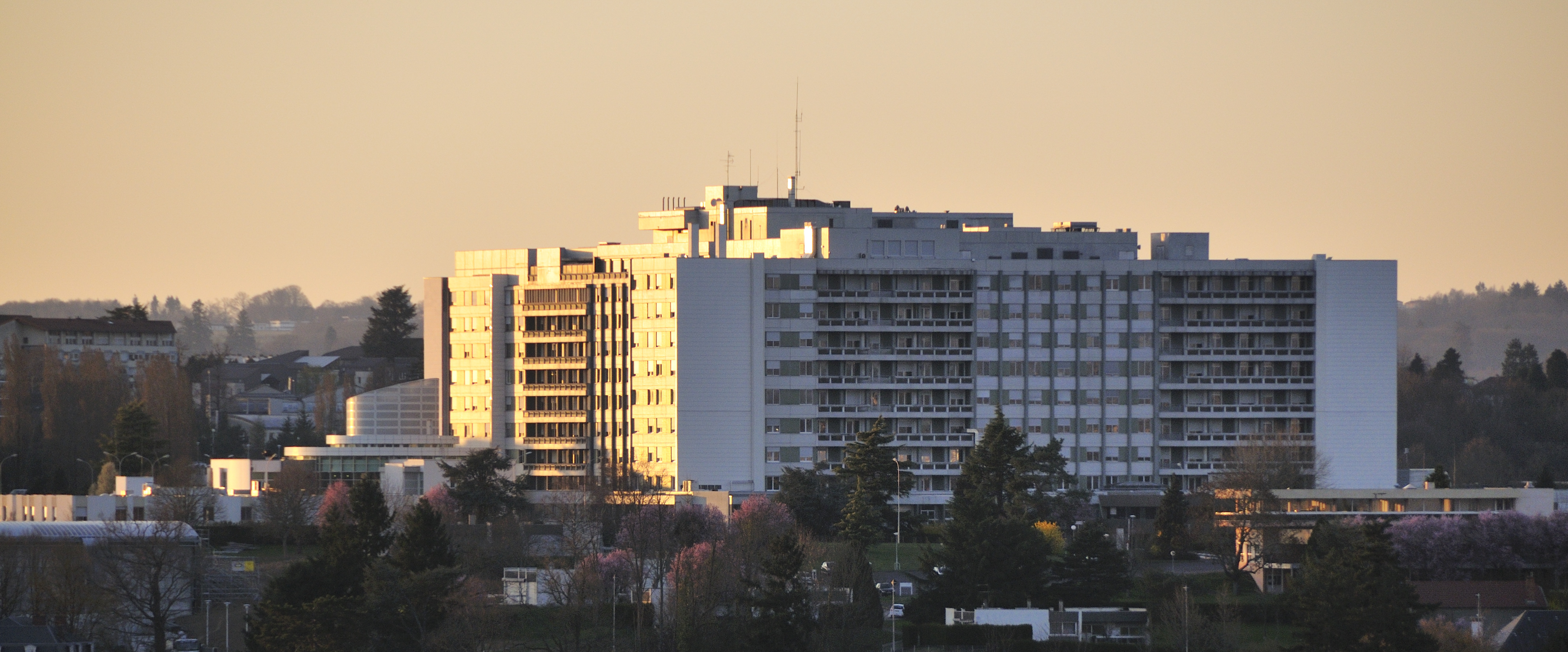
المستشفى الجامعي في ليموج.

يتكون من أربعة مستشفيات: مستشفى دوبيترين (1 و 2) ومستشفى الأم والطفل ومستشفى جان ريبيرو ومستشفى كلوزو، وجميعها مجتمعة في نفس الموقع، بالإضافة إلى منشأة رعاية كبار السن (EHPAD).
بينما تتواجد جميع الوظائف الإدارية (الإدارة العامة والبحث والابتكار والتعاون والاتصال) في مستشفى دوبيترين، تستقبل كل منشأة في المستشفى الجامعي فرق طبية ورعاية خاصة تعتمد على أنواع الأمراض و/أو على عمر المرضى.
يعد المستشفى الجامعي الإقليمي في ليموج أكبر مركز للرعاية الصحية الجامعية في منطقة ليموزان، وهو أكبر المؤسسات من حيث عدد الموظفين في المنطقة. كما أنه المستشفى التطبيقي لكلية الطب في ليموج. بالإضافة إلى ذلك، يحتوي على سبع مدارس أو مؤسسات لتدريب العاملين في مجال الرعاية الصحية والقابلات.
مركز مستشفى إسكيرول المتخصص، الذي يستخدم أكثر من 1,400 موظف في مواقع متعددة، بما في ذلك مستشفى إسكيرول الذي يركز على الخدمات الإدارية، يعالج المرضى الذين يعانون من اضطرابات نفسية في جميع أعمار الحياة. كما يستقبل المصابين بصدمات في الرأس ومرضى الإدمان (الكحول وتعاطي المخدرات) بالإضافة إلى كبار السن الذين يعانون من اضطرابات السلوك.
عيادة Les Émailleurs، التي تأسست في عام 1922 من قبل الدكاترة بليني وبرونو بيلز، والبروفيسور ماركلاند و دي ليوباردي، والتي تقع منذ عام 1999 في منطقة روسيلون في ليموج، هي ناتجة عن اندماج مستشفيات الولادة الخاصة في ليموج في عام 2004. تمتاز بوجود خمس غرف ولادة، وقد استفادت عيادة Les Émailleurs من توسعة في خدمة الجراحة منذ عام 2007، بالإضافة إلى إنشاء وحدة لمراقبة العناية المشددة، ودمج نشاطين جراحيين جديدين: جراحة المسالك البولية وجراحة التجميل. يتألف الفريق الطبي من زهاء أربعين طبيبًا، ويتمتع بأربعة وعشرين سريرًا للإقامة وأماكن للرعاية العيادية توزعت على خمسة مجموعات: طبية (أمراض القلب والرئة والجهاز الهضمي)، وتوليدية، وتخديرية، وجراحية (جراحة الجهاز الهضمي والغدد والصدر والأوعية وجراحة العجز وطب النساء وجراحة السمنة وطب الفم وجراحة الوجه وجراحة المسالك البولية وجراحة التجميل) وإشعاعية.
عيادة François-Chénieux، التي تأخذ اسم العمدة السابق لليموج الذي أسسها، هي مؤسسة للإقامة القصيرة في الطب والجراحة، حيث تمارس سبعة عشر تخصصًا. تقع على موقع سان لازار، وبسعة إجمالية تبلغ 283 سريرًا ومكانًا، وهي العيادة الخاصة الوحيدة في المنطقة التي تحتوي على خدمة الطوارئ وخدمة الأورام.
عيادة Colombier، التي أُنشئت في عام 1905 في كورس بوجود، توظف 228 شخصًا. دُمجت مع عيادة Vanteaux في عام 1998، وهي تحتوي على 171 سرير، بما في ذلك 39 سرير في الطب و 96 سرير في الجراحة و 8 في وحدة المراقبة و 28 في العيادة الخارجية.
في عام 2012، أُضيف إلى منظومة المستشفيات في ليموج 455 طبيبًا، بما في ذلك 270 طبيبًا عامًا وقرابة 100 ممرضة وأكثر من 80 صيدلية.

## السكان والمجتمع

### الديموغرافيا
يُطلق على سكان المدينة اسم "الليموجو" (Limougeauds). تأثر السكان بالحربين العالميتين ولكن زاد عددهم بانتظام منذ نهاية القرن الثامن عشر، بفضل الثورة الصناعية وانتشار الصناعات (الخزف، والأحذية...)، وقد شهد عدد سكان بلدية ليموج تراجعًا نسبيًا في الفترة من السبعينيات حتى التسعينيات مع انخفاض الأعمال والمصانع.
بدءًا من السبعينيات، شهدت ليموج تحسنًا في البنية التحتية للطرق (الطريق السريع A20) ووسائل النقل (خط باري - تولوز)، واستقبلت شركات تقنية وخدمية حديثة، ومؤسسات ذات أهمية على مستوى فرنسا مثل المركز الوطني لتنمية هياكل المزارع (CNASEA)، الذي أصبح بعد ذلك وكالة الخدمات والدفع، أو التكنوبول إستر في عام 1992، مما سمح بزيادة سكان المدينة مجددًا.
بسكان بلدية ليموج الرسميين البالغ عددهم 132,660 نسمة في 1 يناير 2016، تعد ليموج هي المدينة رقم 28 في فرنسا.
ضمت وحدتها الحضرية المكونة من تسع بلديات 183,347 نسمة في عام 2016، مما وضعها في المرتبة 38 على الصعيد الفرنسي. في حين تستحوذ منطقة ليموج الحضرية على أكثر من ثلث سكان الإقليم بأكمله، الذي بلغ عددهم 741,072 نسمة في عام 2011.

### التطور الديموغرافي
عُرف تطور عدد السكان من خلال تعداد السكان الذي أُجريَ في المدينة عام 1793. بالنسبة للبلديات التي يزيد عدد سكانها عن 10,000 نسمة، يجرى تعداد السكان فيها سنوياً، على عكس البلديات الأخرى التي يُجرى فيها تعداد حقيقي للسكان كل خمس سنوات.
في عام 2020، كان عدد سكان المدينة 130,592 نسمة، بانخفاض نسبته 2.96% مقارنة بعام 2014 (في فيين العليا: -1.08%، وفي فرنسا باستثناء مايوت: +1.9%).
| العام      | 1793    | 1800    | 1806    | 1821    | 1831    | 1836    | 1841    | 1846    | 1851    |
| ---------- | ------- | ------- | ------- | ------- | ------- | ------- | ------- | ------- | ------- |
| عدد السكان | 20,864  | 20,255  | 21,757  | 24,992  | 27,070  | 29,706  | 29,870  | 38,119  | 41,630  |
| العام      | 1856    | 1861    | 1866    | 1872    | 1876    | 1881    | 1886    | 1891    | 1896    |
| عدد السكان | 46,564  | 51,053  | 53,022  | 55,134  | 59,011  | 63,765  | 68,477  | 72,697  | 77,703  |
| العام      | 1901    | 1906    | 1911    | 1921    | 1926    | 1931    | 1936    | 1946    | 1954    |
| عدد السكان | 84,121  | 88,597  | 92,181  | 90,187  | 98,209  | 92,577  | 95,217  | 107,857 | 105,990 |
| العام      | 1962    | 1968    | 1975    | 1982    | 1990    | 1999    | 2006    | 2011    | 2016    |
| عدد السكان | 118,576 | 132,935 | 143,725 | 140,400 | 133,464 | 133,968 | 136,539 | 137,758 | 132,660 |
| العام      | 2020    | -       | -       | -       | -       | -       | -       | -       | -       |
| عدد السكان | 130,592 | -       | -       | -       | -       | -       | -       | -       | -       |

(المصادر مدرسة الدراسات العليا في العلوم الاجتماعية حتى عام 1999، ثم المعهد الوطني للإحصاء والدراسات الاقتصادية بدءً من عام 2006)

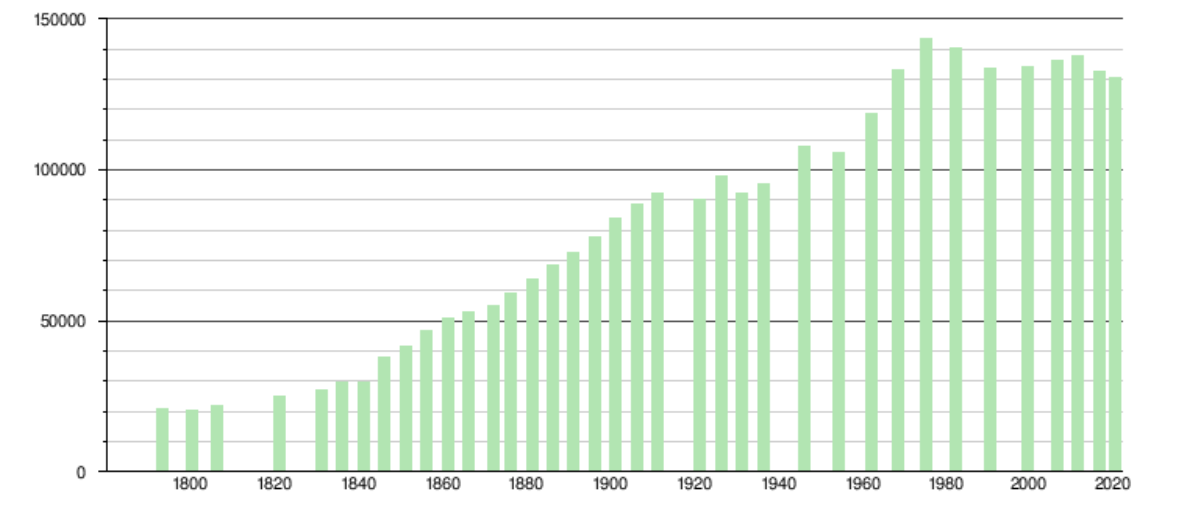
التطور الديموغرافي في ليموج

### هرم الأعمار
بلغ معدل الأشخاص الذين تقل أعمارهم عن 30 عامًا 39.6٪ في عام 2020، وهو ما يزيد عن المعدل الإقليمي (31.9٪). على العكس من ذلك، كان معدل الأشخاص الذين تزيد أعمارهم عن 60 عامًا هو 27.3٪ في نفس العام، في حين أنه كان 31.7٪ على مستوى الإقليم.
| ذكور | فئة عمرية | إناث |
| ---- | --------- | ---- |
| 1٫0  | 90 وأكثر  | 2٫5  |
| 7٫3  | 75-89     | 10٫5 |
| 14٫9 | 60-74     | 17٫6 |
| 17٫3 | 45-59     | 16٫5 |
| 17٫7 | 30-44     | 15   |
| 26٫1 | 15-29     | 24٫7 |
| 15٫7 | 0-14      | 13٫1 |

| ذكور | فئة عمرية | إناث |
| ---- | --------- | ---- |
| 1٫0  | 90 وأكثر  | 2٫6  |
| 8٫7  | 75-89     | 11٫6 |
| 19٫3 | 60-74     | 19٫9 |
| 20٫4 | 45-59     | 19٫4 |
| 17   | 30-44     | 16   |
| 17٫2 | 15-29     | 16٫2 |
| 16٫2 | 0-14      | 14   |

في عام 2020، كان هناك 60,501 رجلاً و 70,091 امرأة في المدينة، بنسبة نساء 53.67٪، مما يتجاوز معدل النساء على مستوى الإقليم (52.3٪).

### الفعاليات والاحتفالات الثقافية
تعيش المدينة على وقع العديد من المعارض والأسواق. أقدم هذه المعارض هو معرض سان لوب الذي تأسس في عام 1525. يُعقد في آخر نهاية أسبوع في شهر مايو. أما معرض القديسين الأبرياء، الذي تأسس في عام 1566 بمرسوم من الملك شارل التاسع، فيَجتمع في 28 ديسمبر من كل عام تجار السلع الجوالة في الشوارع الرئيسية للمدينة لإقامة أكبر سوق شعبي في فصل الشتاء.
هناك العديد من الأسواق في العامة التي تُقام أسبوعيًا في المدينة. هناك ثلاثة أسواق يومية في وسط المدينة (سوق ساحة البنوك، ساحة فيين العليا، وساحة دو كارم)، وعشرة أسواق أخرى أسبوعية في الأحياء.
يُنظم معرض ليموج للمعارض سنويًا خلال أسبوع الصعود في شهر مايو.
يُعقد سوق لبيع الكتب القديمة في اليوم الأول من كل شهر في ساحة الجمهورية، ويُنظم سوق لبيع الأشياء القديمة، "سوق السجادة"، في شوارع حي السيتي في الأحد الثاني من كل شهر عند سفح الكاتدرائية. بمناسبة عيد القديس جون، تصبح أطراف نهر فيين، من جسر سانت مارتيال إلى جسر سانت إتيان، مكانًا للاحتفالات الشعبية لمدة أسبوع تقريبًا، بمراكبها وحفلاتها وعروض الألعاب النارية، بما يسمى مهرجان الجسور. يستقبل هذا المهرجان سنويًا أكثر من 10,000 شخص.

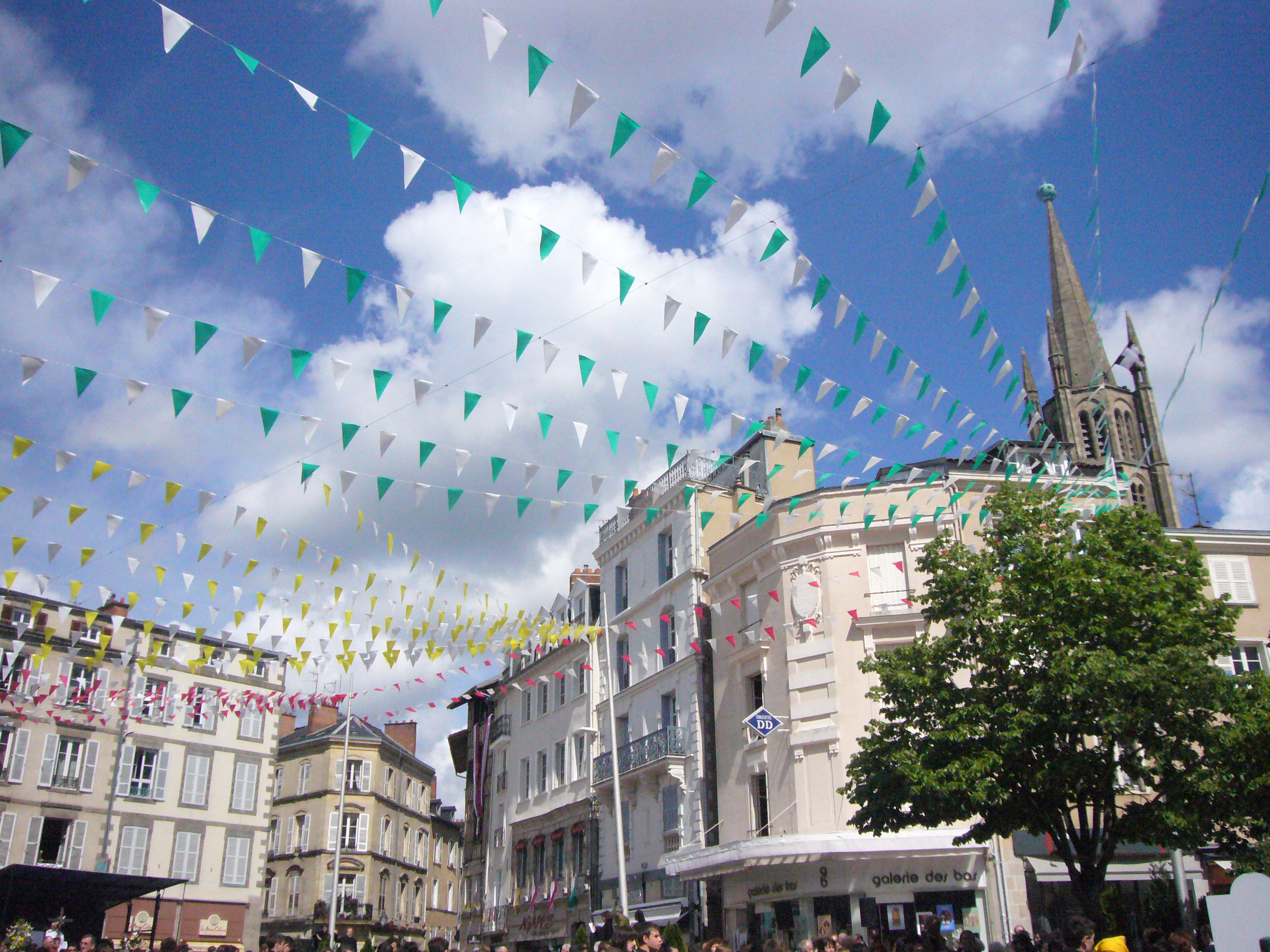
زينة مناسبة عيد ميلاد المدينة 2009.

لاندوج، البلدة القديمة المستقلة، حافظت على احتفالها البلدي، والذي يُقام في أول عطلة نهاية أسبوع في شهر يوليو. تطلق الألعاب النارية الكبيرة، تليها رقصة شعبية تقليدية مع فرقة موسيقية في شامب دو جويليه. وأخيرًا، في منتصف ديسمبر إلى بداية يناير، يحول نفس شامب دو جويليه إلى مكان للاحتفالات الشعبية لمدة ثلاثة أسابيع تقريبًا مع أكثر من سبعين جناح.
على الرغم من ضعف الممارسة الدينية، تجتمع حشود كبيرة كل سبع سنوات للاحتفال بأوستانسيون ليموج، التي تتخطى سياق العبادة المسيحي وتصبح يوم احتفالي وشعبي للتعبير عن ثقافة ليموج . تمثل هذه الاحتفالات أيضًا موردًا سياحيًا للمدينة والمنطقة.
خلال هذه الاحتفالات، يحتفل الليموجيون بقديسيهم، وفي المقدمة القديس مارتيال. تنظم هذه الاحتفالات كل سبع سنوات منذ القرن السادس عشر.

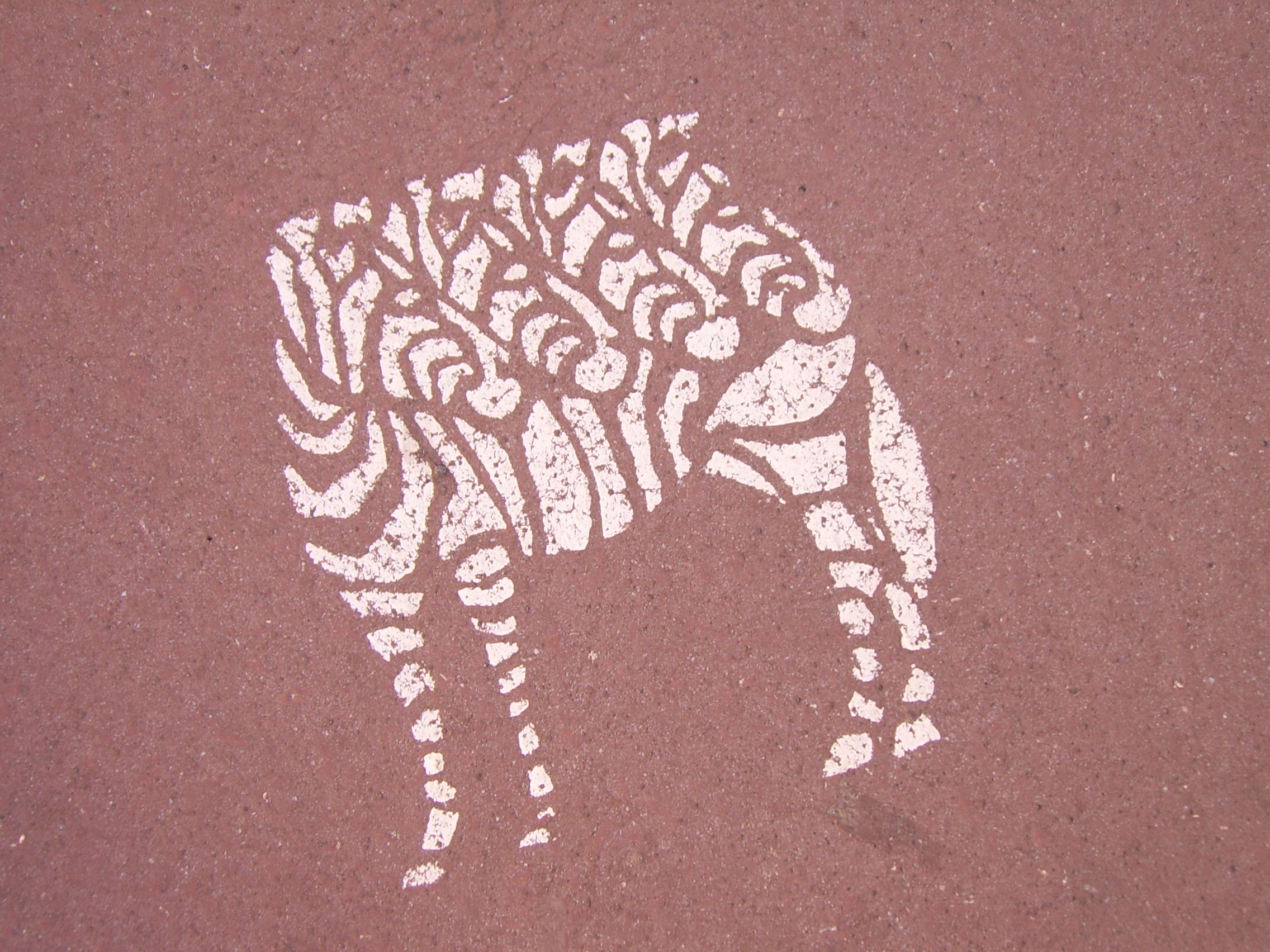
الحمار الوحشي، رمز الفرنكوفونية، مرسوم على رصيف في ليموج.

ليموج هي مكان للعديد من المهرجانات الفنية والثقافية، وأشهرها مهرجان اللغة الفرنكوفونية في ليموزان، وهو مهرجان دولي للمسارح الفرنكوفونية. نُظم منذ عام 1984 ويقام كل عام من نهاية سبتمبر إلى بداية أكتوبر. يسلط الضوء على تنوع التبادلات الثقافية بين الشمال والجنوب الفرنكوفوني من خلال الحفلات الموسيقية والرقص والموسيقى والمسرح والسينما والفنون البصرية وجلسات القراءة واللقاءات والأفلام والمناقشات.
يُقام مهرجان رقص الفن المعاصر، Danse émoi، في الأعوام الزوجية في ليموج، وهي مدينة معترف بها أيضًا كمسرح لرقص الفن. في الأعوام الفردية. منذ عام 2001، يحضر بين 10,000 و 11,000 مشاهد للعروض الراقصة المختلفة في سنوات رقص émoi.
يجمع مهرجان الويب ديزاين الدولي (Wif)، كل عامين مصممي واجهات الويب في ليموج للمشاركة في المرحلة النهائية، بعد الانتقاء الدولي الأولي الذي يتم عبر الإنترنت، حسب البلدان، خلال شهري يناير وفبراير. يتنافس المشتركون المختارون (40 فريقًا مكونًا من مصممي واجهات من جميع أنحاء العالم) في ليموج في يونيو خلال منافسة تستمر 24 ساعة، خلالها يجب عليهم إنشاء موقع ويب حسب موضوع محدد. الهدف من Wif هو تعزيز التواصل والتبادل بين المشاركين والمحترفين، بما في ذلك وكالات تصميم الويب ومقدمي الطلبات ومحرري البرمجيات وعلامات تجارية كبيرة في مجال التكنولوجيا، بما في ذلك شركات آبل وأدوبي، وهما شريكين رسميين للWif. بالإضافة إلى ذلك، يُقدم مؤتمرات حول مواضيع الابتكار في تصميم الويب وتصميم الواجهة التفاعلي وويب 2.0 وأمان الويب وتصميم الصوت وتصميم الحواس.
معرض لير أ ليموج هو معرض للكتب يُعقد كل عام في أبريل في ليموج. يستضيف معرض لير أ ليموج أكثر من 250 كاتبًا وأكثر من 60,000 زائر.
مهرجان 1001 Notes، مهرجان للموسيقى الكلاسيكية المبتكرة واكتشافاتها خلال موسم الصيف يدعو الموسيقيين الشبان لأداء عروض مع فنانين مشهورين مثل جوردي سافال، وألكسندر ثارو لتسجيل أول ألبوم لهم. يهدف المهرجان أيضًا إلى تحديث الموسيقى الكلاسيكية من خلال جمع الموسيقيين الكلاسيكيين لأداء أعمال مع فنانين من مجالات أخرى مثل الروك والجاز والرقص.
تأسست "مسارات التصوير الفوتوغرافي في ليموزين (IPL)" بشكلها الحالي في عام 1996. تتألف من مجموعة من المعارض الفوتوغرافية حيث تُقام أول معارضها كل عام في ليموج في بداية شهر مايو (أو يوليو). تعقد المعارض التالية في لا سوتيرين (يونيو)، ويوزيرش (يوليو)، وسان جونيان (أغسطس)، ومورتمار (أغسطس).
تأسس سوق الفنانين في عام 1999. يُعقد هذا السوق كل عام في السبت الثاني من شهر سبتمبر في مكان دو لا موت. يكون مفتوح لجميع الفنانين المبدعين، بما في ذلك الرسامين والنحاتين والمصورين.

### الرياضة والترفيه
المرافق الرياضية في المدينة تتمركز في حديقة الرياضة بوبلانك، حيث يلعب فريق كرة السلة، وحديقة الرياضة سان لازار، التي تعد أيضًا ملعب فريق كرة القدم.

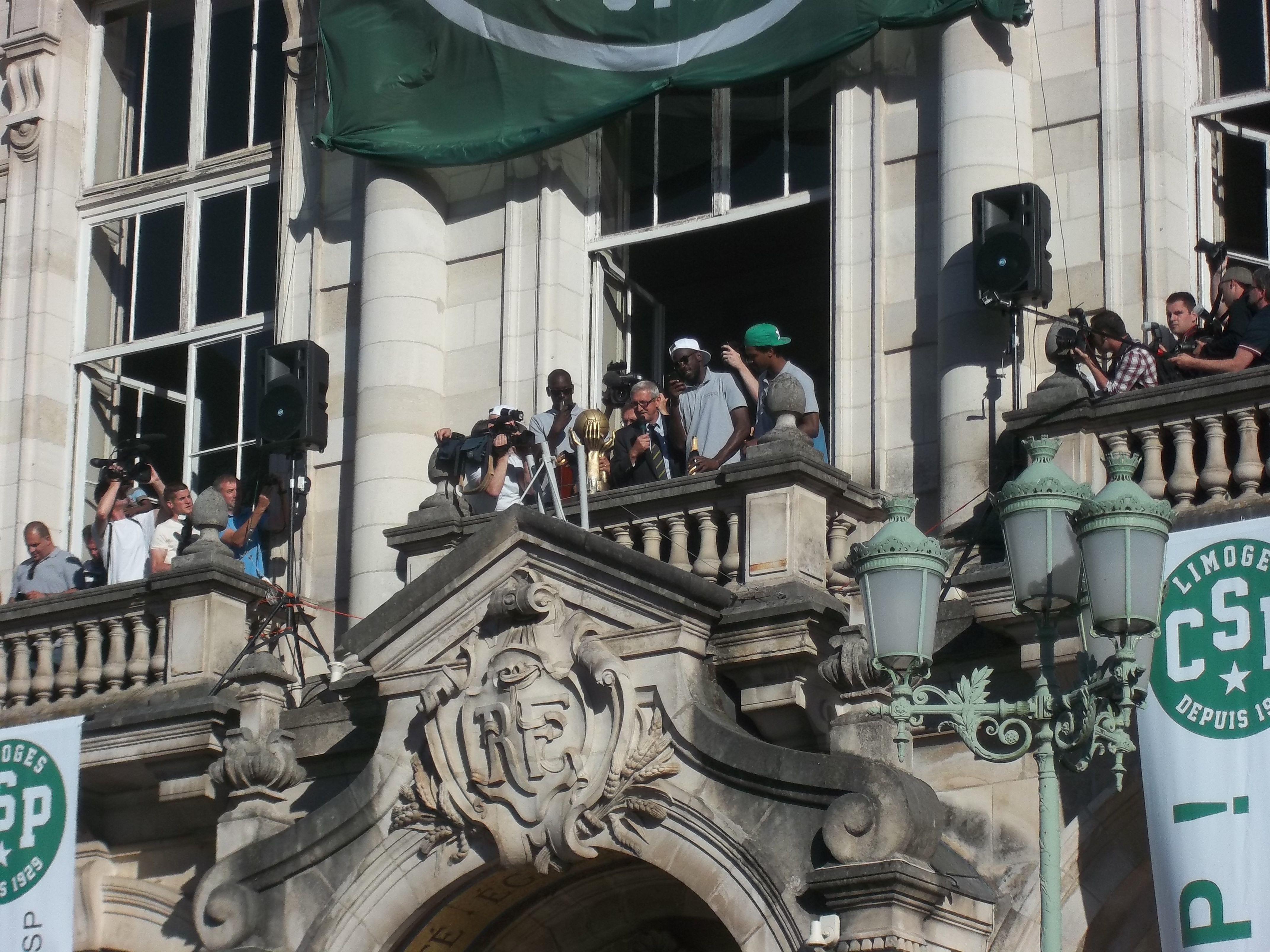
ليموج CSP، أحد أندية كرة السلة المرموقة في أوروبا.

تمتلك البلدية ملعب غولف عام يقع في موقع المطار القديم في فيتيات، وخمسة مسابح بلدية، منها اثنتان في بوبلانك، ولديها أيضًا مسبح، وصالة جودو تحمل اسم روبير ليكومت، وصالة أسلحة.
يُرتبط اسم ليموج بفريق كرة السلة الخاص بها، ليموج سي إس بي، الذي حصل عدة مرات على لقب بطل فرنسا وكان بطلًا أوروبيًا في عام 1993. ينافس هذا النادي في الدوري المحترف الأول. وكذلك يرتبط اسم المدينة بنادي ألعاب القوى الخاص بها، Limoges Athlé، الذي يلعب حالياً في الدرجة الوطنية الأولى A، وهي الدرجة الثانية في البطولة الوطنية الفرنسية والتي وضعته في عام 2018 ضمن أفضل 32 ناديًا في فرنسا.
نادي الاتحاد الرياضي ليموج (USAL) شارك في دوري الفدرال 2 خلال موسم 2019-2020. فريق هوكي اليد ليموج شارك في بطولة فرنسا الوطنية للرجال في هوكي اليد منذ عام 2020.
يقع قصر الرياضة في بوبلانك (Bòsc Blanc بالأوكسيتانية) في حديقة الرياضة في مدينة ليموج. بُنيَ في عام 1981 بمبادرة من ألبرت شاميناد، عضو مجلس البلدية ولاعب سابق في كرة السلة، حيث قام عمدة المدينة لويس لونجيك بتكليف مهمة البناء للمهندسين المعماريين روبي ومارتي. يتميز قصر الرياضة في بوبلانك بصالة لكرة السلة وملعب لألعاب القوى ومسبح أولمبي وملاعب تنس وملاعب كرة القدم المتنوعة.

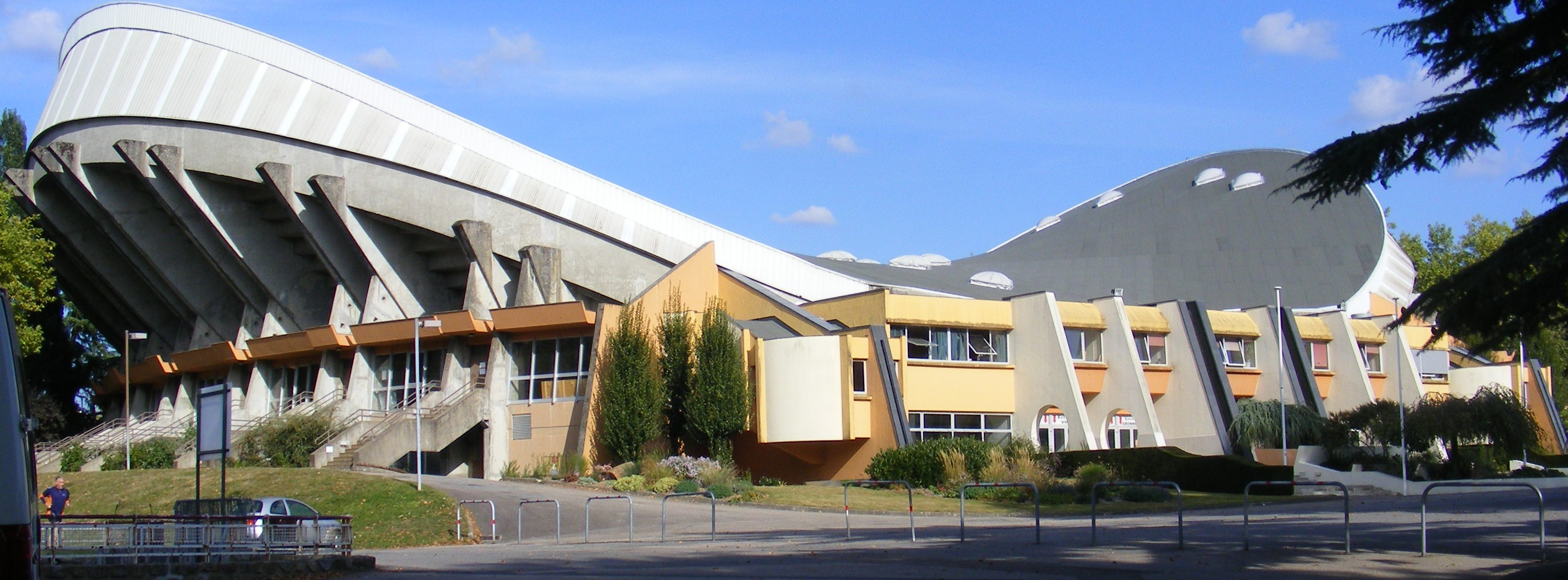
مركز بوبلانك الرياضي

تعتبر ليموج موقعًا لسباق الدراجات النارية، وقد كانت فازت ببطولتين فرنسيتين للدراجات النارية في عامي 1952 و2005.
تقليديًا، تعتبر ليموج مكانًا لبداية ونهاية جولة ليمواين الدراجية، والتي تُقام خلال النصف الثاني من شهر أغسطس.
تستضيف المدينة بشكل متقطع مختلف المناسبات الرياضية ذات الأبعاد الوطنية، مثل مباريات كأس فرنسا للرجال في كرة السلة، وكأس فيد، وبطولات فرنسا لرياضات المعاقين، ومباريات دولية في كرة السلة وهوكي اليد.
أنشأت ليموج مركزًا رياضيًا جديدًا بمسمى "أكوابوليس" (مع مسبح أولمبي بطول 50 مترًا) حيث أُقيمت بطولة فرنسا النخبة من 31 مارس إلى 5 أبريل 2015 بمشاركة أفضل السبّاحين الفرنسيين في ذلك الوقت. وأخيرًا، تحتل ليموج مكانة خاصة في مجال القانون الرياضي، حيث تضم مركز القانون والاقتصاد الرياضي (CDES) منذ إنشائه في عام 1978.

### الديانات
المدينة تحتوي على أماكن عبادة متنوعة تشمل البوذية والكاثوليكية واليهودية والإسلامية والبروتستانتية.

كاتدرائية سانت إتيان في ليموج.
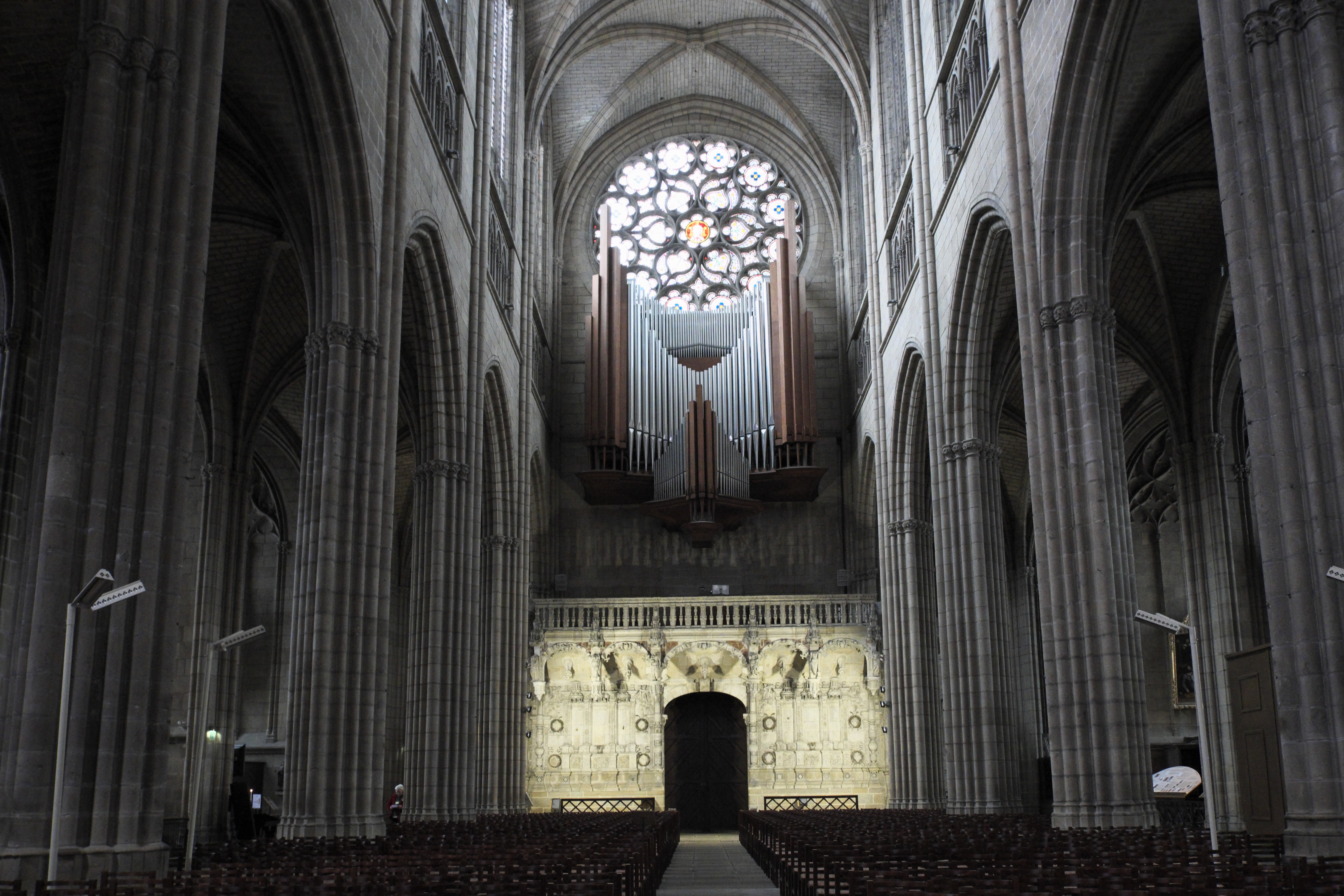
كاتدرائية سانت إتيان في ليموج في مقاطعة فيين العليا.
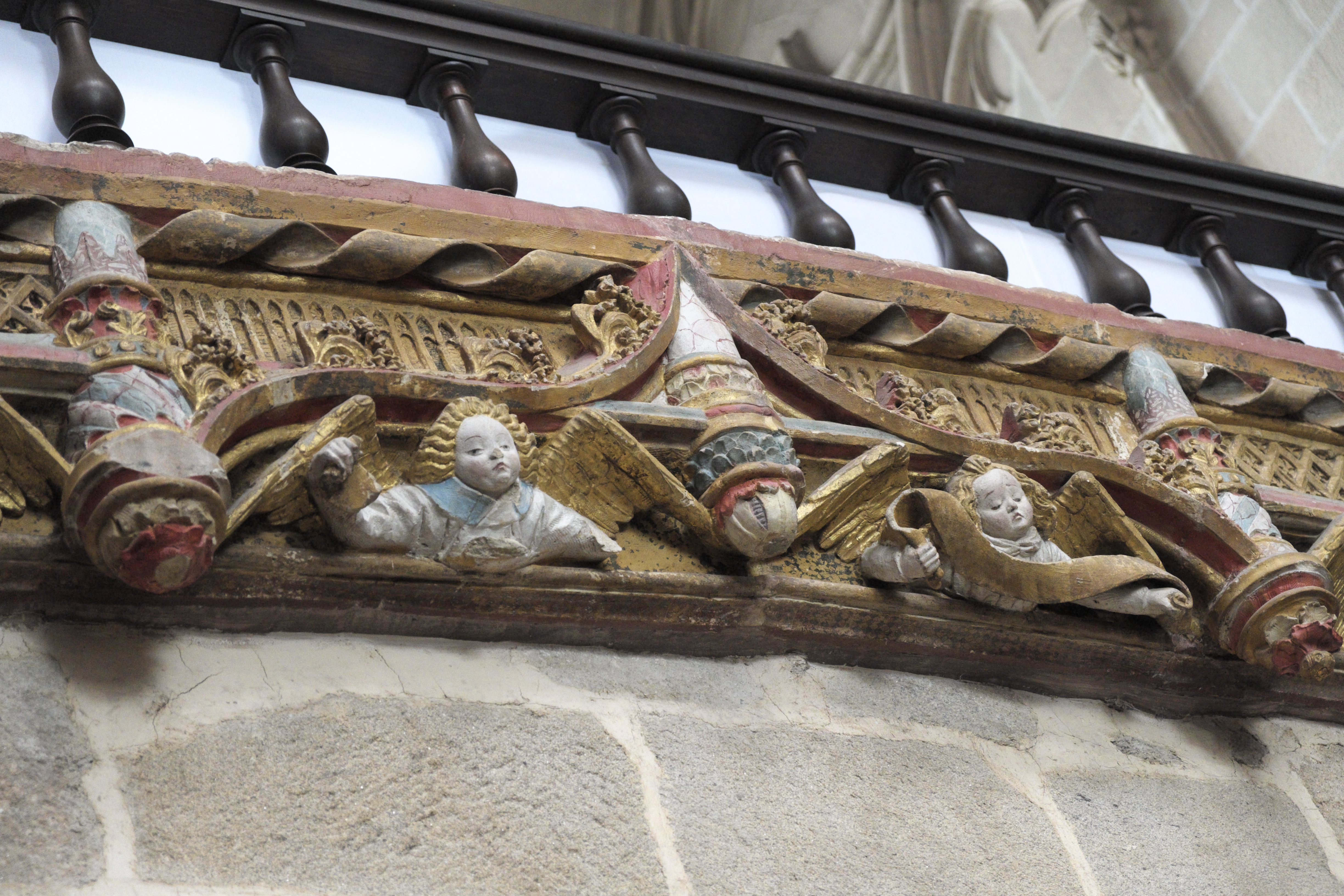
كاتدرائية سانت إتيان في ليموج في مقاطعة فيين العليا.
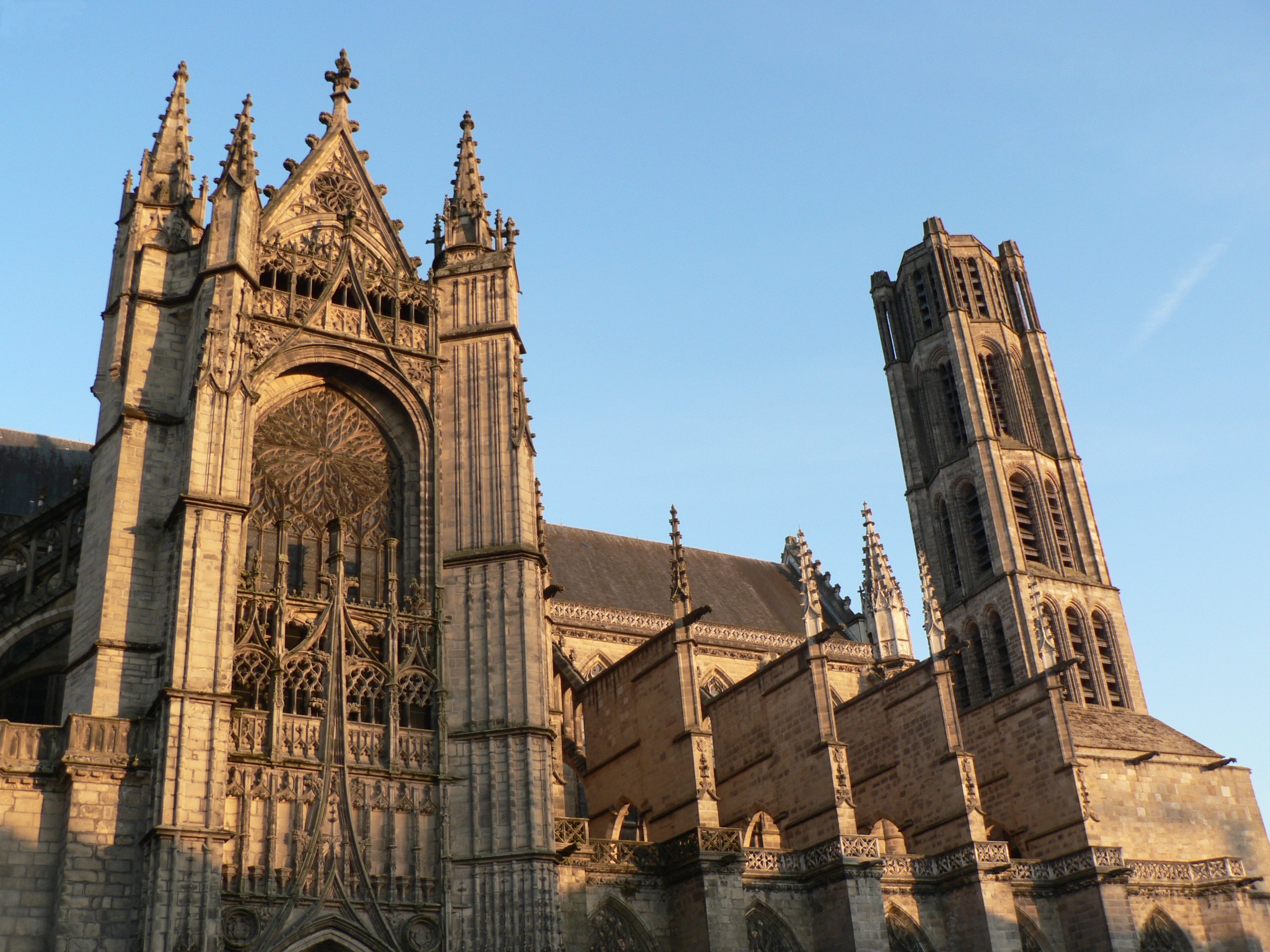
كاتدرائية سانت إتيان في ليموج في مقاطعة فيين العليا.
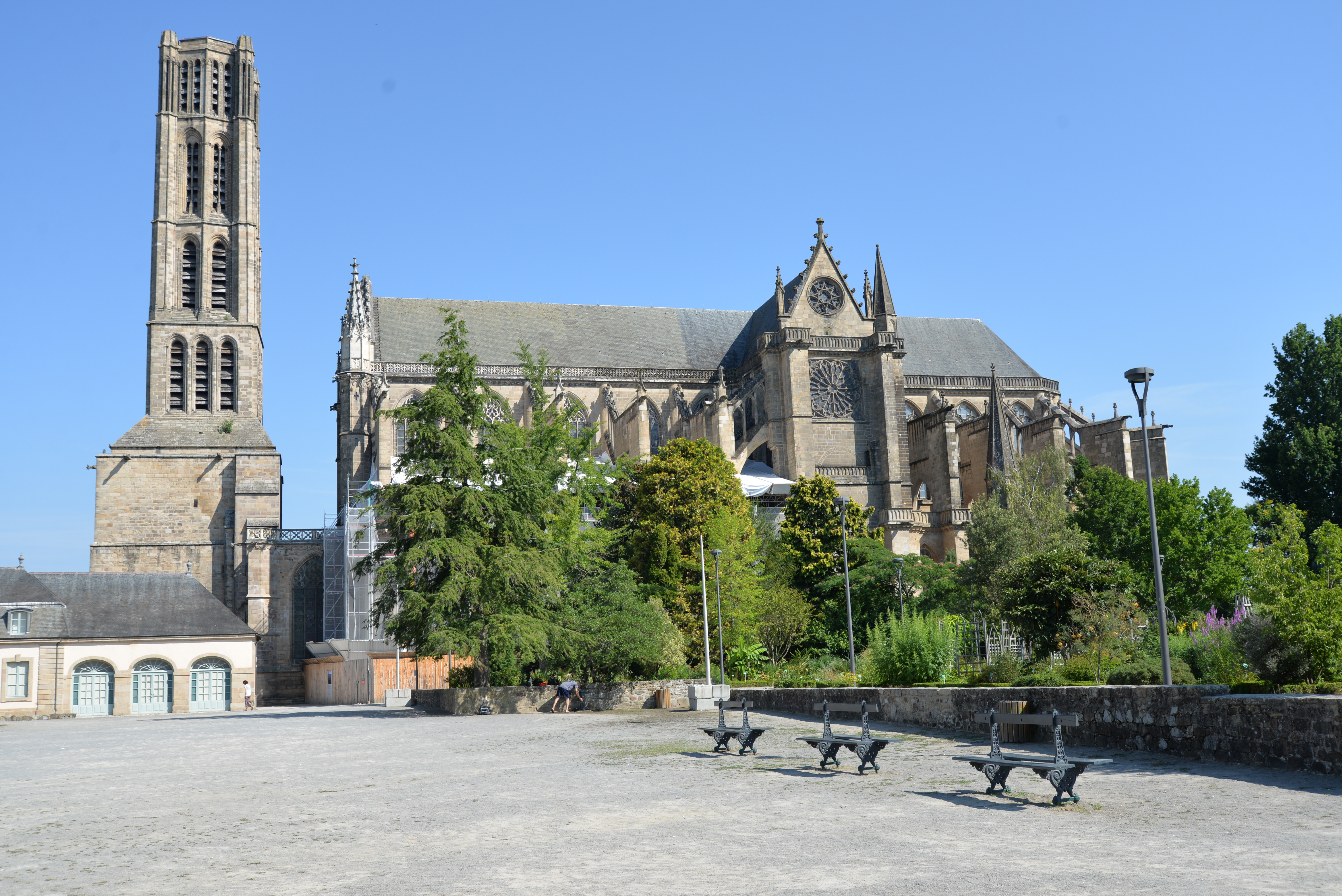
كاتدرائية سانت إتيان في ليموج في مقاطعة فيين العليا.

#### البوذية
"مركز الزن" في ليموج يتبع "لمعبد الزن البوذي".

#### الكاثوليكية

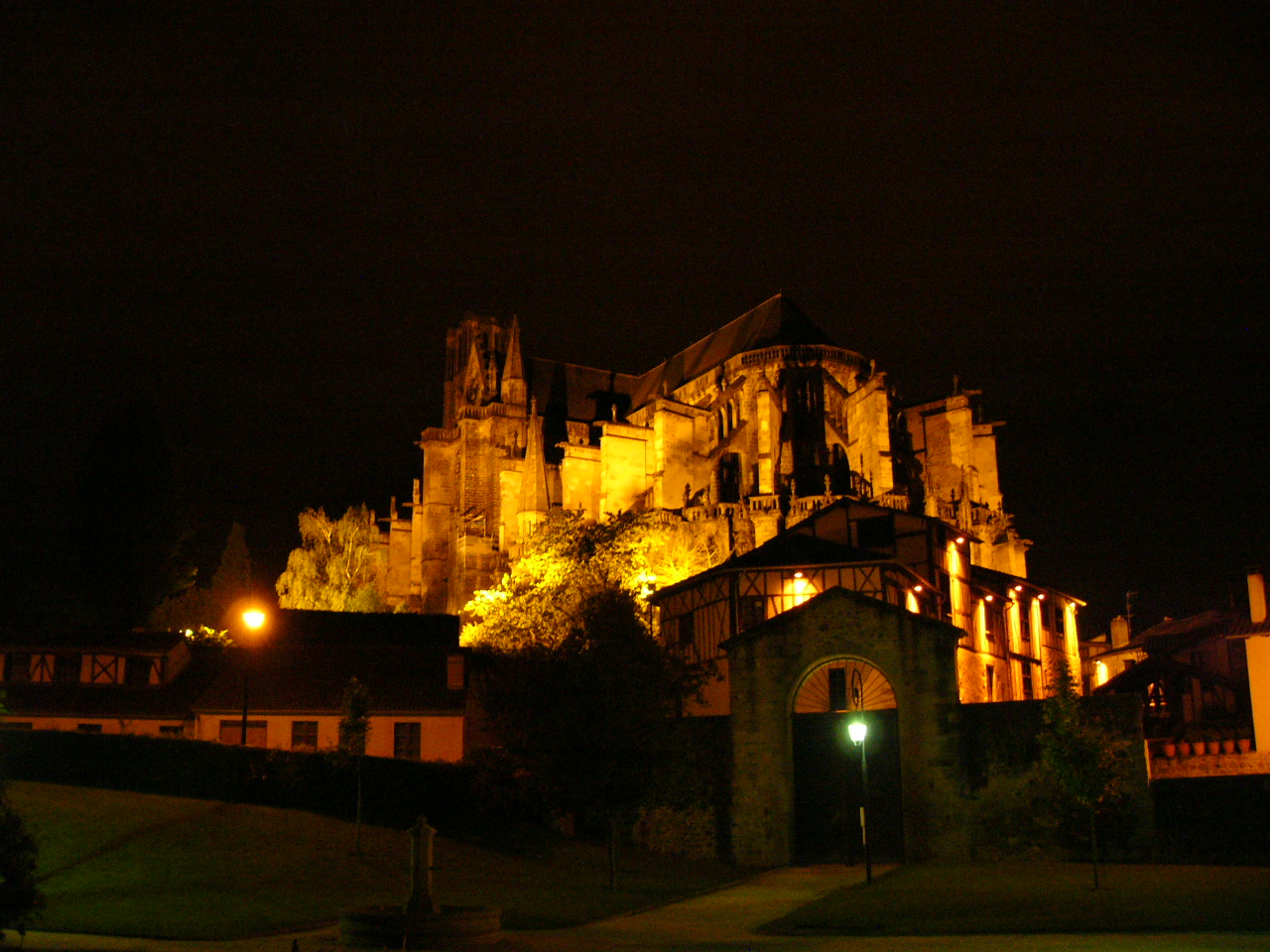
كاتدرائية سانت إتيان ليلاً.

أبرشية ليموج، التي تتبع للكنيسة في بواتييه، هي واحدة من أقدم الأبرشيات في فرنسا. تغطي هذه الأبرشية منطقتين هما "أوت فين" و"كريز". ويقع مقرها الأسقفي عادةً في البلدية، وهي المكان المعتاد لإقامة الأسقف. يوجد تسع كنائس في البلدية:
| - الكاتدرائية - سانت ماري - لا ترينيتي - القلب المقدس - سانت جان دارك - سانت أوغستين | - سانت إلوا من هو دوز أوريانس - سانت لوك - سانت مارشال - سانت فينسنت دي بول - وسانت بلاندين. |

بالإضافة إلى ذلك، هناك بعض الطوائف الدينية في المدينة، بما في ذلك دير الراهبات الكرمليات في كروشات. فرقة اليسوعيين الصغيرة في شارع جول نورياك انتشرت قبل بضع سنوات، تليها مؤخرًا جماعة الفرنسيسكان في شارع شارلز جيد. تجتمع جماعة كاثوليكية تقليدية صغيرة في كنيسة على طول شارع ديز بينديكتين وتقيم طقوسًا في كنيسة سانت أنطوان ديز بابيلون.

#### اليهودية
توجد جالية يهودية في ليموج منذ القرن الحادي عشر، وكان يديرها آنذاك جوزيف توف إليم ولهم كنيس في المدينة.

#### الإسلام
ليموج تحتوي على سبع جمعيات ثقافية إسلامية ومسجدين، بما في ذلك "الجامع الكبير في ليموج".

#### البروتستانتية
توجد أماكن عبادة لعدة تيارات بروتستانتية مثل الكنيسة البروتستانتية في ليموج والكنيسة الإنجيلية في ليموج والكنيسة المسيحية الإنجيلية في ليموج وكنيسة الإنجيل اليوم السابع وكنيسة مصدر الحياة في ليموج وكنيسة الكتاب المقدس المعمداني.

## اقتصاد
في عام 2008، كان 55% من الأسر في ليموج مطالبين بالضرائب، مقارنة بنسبة 54.2% فقط على الصعيد الوطني الفرنسي. وكان الدخل الصافي المعلن المتوسط للأسرة الضريبية في ليموج هو 21,782 يورو، وهو مبلغ يمكن مقارنته بالدخل الصافي المتوسط الوطني، الذي بلغ، في نفس الفترة، 23,450 يورو. وفي عام 2009، كان متوسط الدخل الضريبي للأسرة 17,414 يورو، مما يضع ليموج في المرتبة 16,297 بين 30,714 بلدية تحتوي على أكثر من خمسين أسرة.

### الوظائف
تهيمن ليموج على أقليم ليموزان من خلال وزنها السكاني، حيث ضمت في عام 2007 سبعة عشر جهة عاملة من أصل ثلاثة وثلاثين هم الأكبر في ليموزان، من بين أهم الجهات:
- المستشفى الجامعي للمدينة (بـ 6,965 موظفًا في عام 2010)
- شركة تصنيع معدات التثبيت الكهربائية Legrand (بـ 4,825 موظفًا في عام 2010)
- بلدية ليموج (بـ 2,046 موظفًا في عام 2007)
- شركة السكك الحديدية الفرنسية SNCF (بـ 1,700 موظفًا في عام 2007)
- جامعة ليموج (بـ 1,463 موظفًا في عام 2007).

فيما يتعلق بفئات السكان النشطين في ليموج وفقًا للمعهد الوطني للإحصاء والدراسات الاقتصادية (Insee) في عام 2008، نرى أن هناك وزنًا خاصًا لفئات الوظائف الوسطى والموظفين. ففي ليموج، يمثل الموظفون 32.6% من السكان النشطين، بينما يمثلون فقط 29.9% من السكان النشطين على الصعيد الفرنسي. وبالمثل، تمثل فئة الوظائف الوسطى 24% من السكان النشطين، بينما تمثل فقط 22.1% من السكان النشطين على الصعيد الفرنسي. بالنسبة للعمال، فإنهم لا يمثلون سوى 25.7% من السكان في ليموج، بينما يبلغ المتوسط الفرنسي 27.1%.
أما الإطار والفئات المهنية الفكرية، فهم في المتوسط الفرنسي (12.9% من سكان المدينة، مقابل 12.1% على الصعيد الفرنسي). وأخيرًا، يمثل الفلاحون 0.2% فقط من السكان في ليموج، وهو رقم يجب مقارنته مع 2.4% من الفلاحين من سكان فرنسا.
بلغ معدل البطالة قرابة 9.5% في ديسمبر عام 2012. تحتل المدينة معدل بطالة أعلى من المتوسط الإقليمي، الذي يبقى أحد أقل المعدلات في فرنسا مع منطقة الألزاس فقط، ولكنه يصل إلى مستوى معدل البطالة الفرنسي. ومع ذلك، كان انخفاض معدل البطالة بين عامي 1999 و 2005 أكبر في ليموج بالمقارنة مع المعدل الفرنسي الإجمالي. بينما انخفض المعدل من 13.5% إلى 8% في العاصمة الإقليمية، انخفض من 12.9% إلى 9.6% على الصعيد الفرنسي.
في عام 1999، بلغ عدد السكان النشطين 60,527 شخصًا في ليموج، وهو ما يشطل معدل نشاط يساوي 75%، محسوب على الأشخاص الذين تتراوح أعمارهم بين 20 و 59 عام. يمثل النشطين 45% من عدد السكان الإجمالي، والمتقاعدين 19.9%، والمدرسين 26.3%، والغير نشطين 8.6%. بينما يكون الخريجون الجدد هم الأكثر عددًا والذين يغادرون المنطقة بسبب عدم وجود وظائف مؤهلة متاحة.

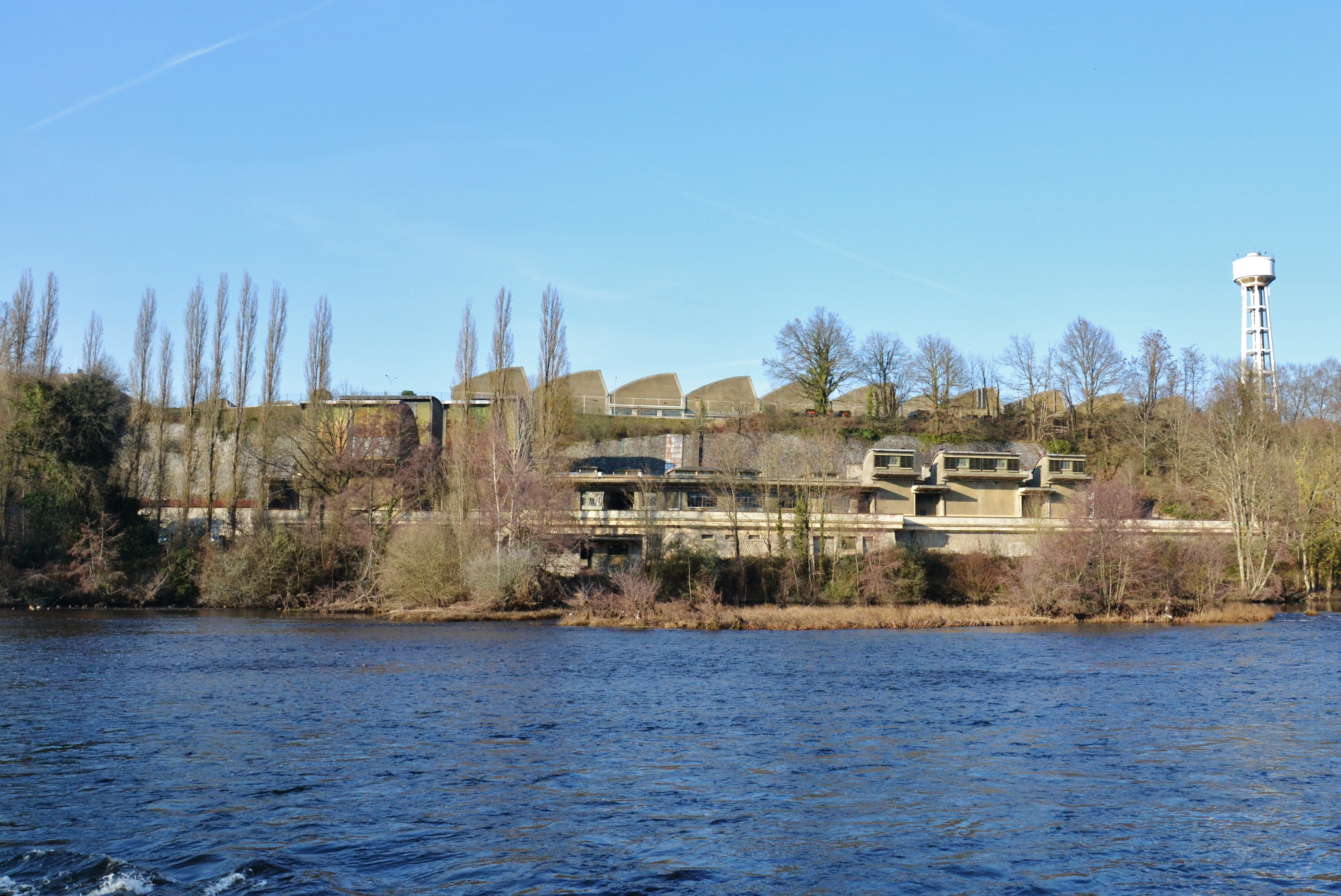
مصنع آركوس على ضفاف نهر فيين.

### الأعمال والشركات
تشتهر ليموج بشكل شائع بإنتاجها للمينا، والخزف، والنوافذ الملونة، وهذه الإنتاجات التقليدية تجعل المدينة تُعرف بعاصمة فنون النار. كما تنشط بصناعة النسيج، والتي عرفت في ليموج منذ القرن الثاني عشر مع وازدهرت حتى القرن السابع عشر مع صناعة القبعات، ثم انخفضت في النصف الأول من القرن التاسع عشر، واختفت مع وصول السكك الحديدية.
تستضيف مدينة ليموج على أراضيها العديد من المناطق المخصصة للأنشطة الاقتصادية، بما في ذلك منطقة النشاط الشمالية التي تضم الأبحاث والأنشطة الصناعية والتجارية، ومنطقة النشاط "روماني"، ومنطقة إيستر تيكنوبول.
أُنشئ موقع إيستر تيكنوبول عام 1992، وهو نقطة لقاء لصناعات وتقنيات النخبة ويضم واحدة من أربع مراكز لريادة الأعمال في فيين العليا.

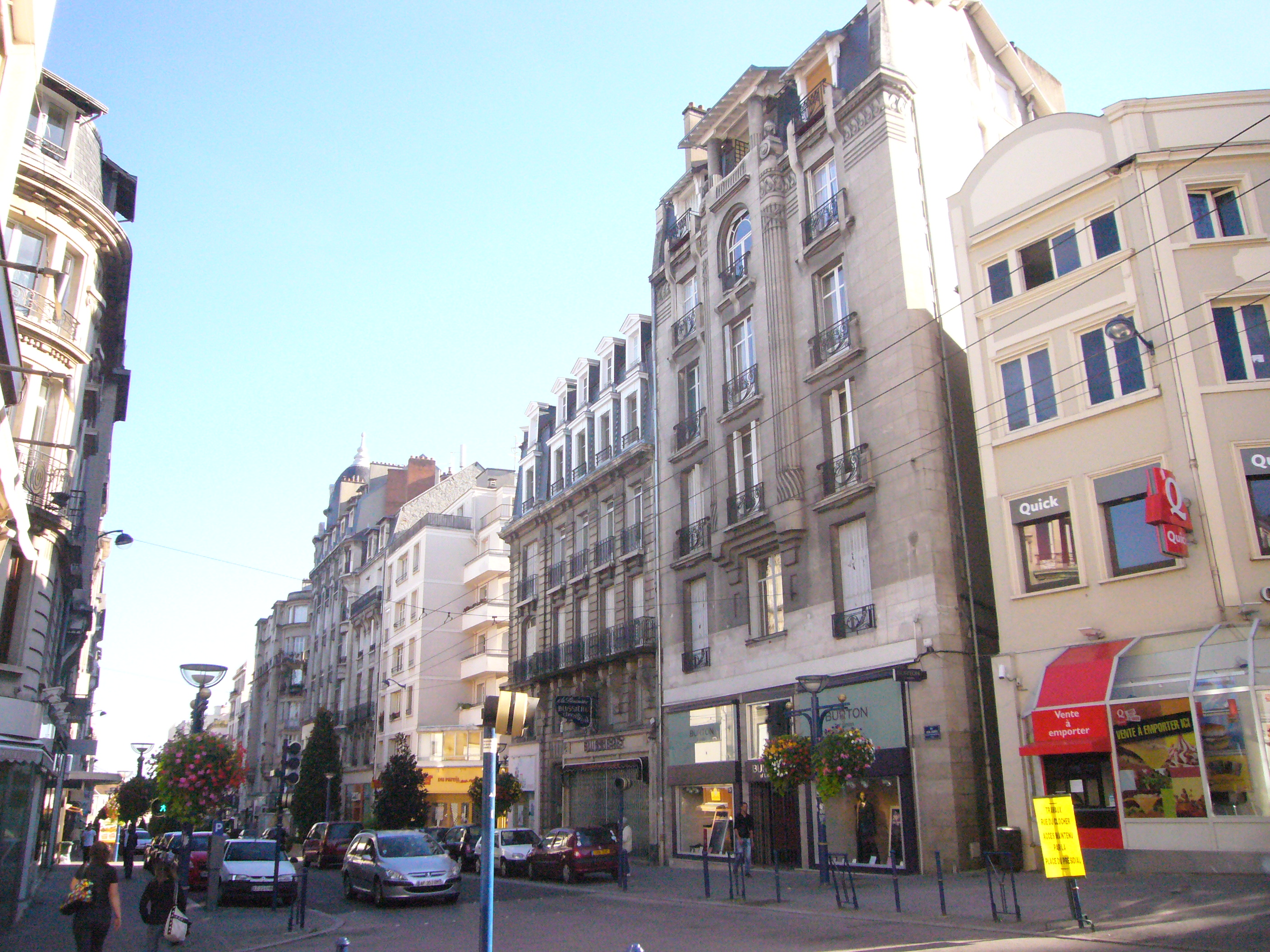
شارع جان جوريس

ليموج تتضمن أيضًا مقر إداري فرنسي مهم، وهو وكالة الخدمات والدفع، التي نشأت عن اندماج المركز الوطني للخدمات الاقتصادية والاجتماعية للعمال والمزارعين والمؤسسة الوطنية الفرنسية لدعم الزراعة والمنطقة.
في إطار توأمتها مع مدينة فورت الألمانية، قامت المدينة بالتعاون مع المجلس الإقليمي بإنشاء منزل ليموج وليموزان في ألمانيا. تسعى هذه الهيئة إلى تعزيز التبادلات الاقتصادية والتعاون الثقافي بين ليموزان وبافاريا. لهذا الغرض، تُنظَم مؤتمرات ومعارض وفعاليات متنوعة.

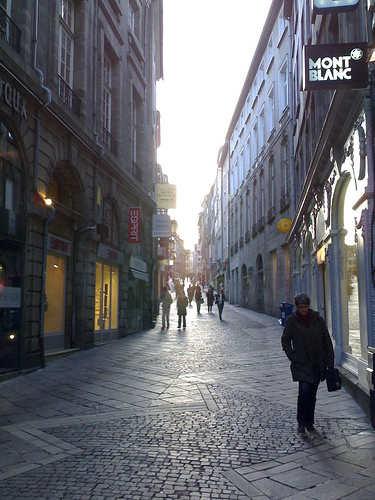
شارع دو كونسولات، أحد شوارع التسوق في وسط المدينة.

تقود مدينة ليموج الشبكة الحضرية للابتكار في صناعة السيراميك (UNIC)، وهي برنامج أوروبي يجمع بين العديد من مدن إنتاج السيراميك مثل إشبيلية وستوك أون ترنت وآفيرو، هدف هذا البرنامج هو تمكين المدن الأوروبية من بناء تعاون وتبادل خبرات من خلال إنشاء شبكات ذات مواضيع مشتركة. وهذا من خلال تشجيع حماية هذا التراث والخبرات المشتركة، ودعم وظائف الشركات في قطاع السيراميك، والاستثمار في وظائف جديدة (بما في ذلك التقنيات المتقدمة)، وتعزيز التنمية الحضرية المتوازنة.
استضافت ليموج عدة مئات من مصانع التقطير من عام 1780 إلى 1930 بفضل جودة مياهها والكمية الكبيرة من البلوط في الريف المحيط. ومن بينها مصنع التقطير الوسطي، الذي تأسس في عام 1789، وهو الأخير. من جهة أخرى، بسبب جودة مياهها، عرفت المدينة، من القرن الثامن عشر إلى نهاية القرن العشرين، نشاطًا مهمًا في مجال صناعة الجعة. يُمثل مصنع Mapataud الذي أصبح Noxen في عام 1950 واحد من أهم مصانع الجعة في ليموج منذ عام 1765 حتى عام 1970. تبقى هذه الصناعة حاضرة في ليموج، مع منشآت ميشار التي تديرها ابنة مؤسسها والتي تنتج منذ عام 1989 بيرة خالية من المواد الحافظة، بالإضافة إلى مصنع بلورميل، الذي يقع في قلب المدينة.
يتمتع تجار التجزئة بحضور رئيسي في وسط المدينة باستثناء المتاجر في الأحياء: شارع جان جوريس وشارع دو كلوشير وشارع دو كونسولات وشارع الحديد. تشكل ساحة بلاس كارنو أيضًا مركزًا للتجارة الصغيرة، بين المتاجر وأسواق دوبوترين. كما هو الحال في جميع المدن، تحل البنوك ووكالات العقارات غالبًا محل متاجر التجزئة القديمة.
أكثر المراكز التجارية زيارة هي تلك في منطقة الصناعة الشمالية (ZIN) في بوبريل، ومركز التسوق Corgnac، بالإضافة إلى مناطق أفنتس في بويسو. منذ عام 1989، افتتحت ليموج مركزًا تجاريًا كبيرًا في وسط المدينة، وهو مركز سان مارسيال، الواقع على طول طريق جاريبالدي، على موقع مصانع الأحذية القديمة Heyraud.
تهدف عملية ليموج في القلب منذ عام 2002 إلى تنشيط التجارة وسط المدينة، الذي يتنافس مع المساحات التجارية في الضواحي ومركز سان مارسيال.

## الثقافة والتراث
ليموج، ليس لديها أي منطقة تاريخية محمية. سياسة البلدية في سبعينيات القرن الماضي أدت إلى تطوير عمليات تخطيط حضري مثل ساحة الجمهورية وإدراج مبانٍ سكنية حديثة في وسط المدينة مما أدى لإختفاء المواقع الأثرية مثل حمامات الجاكوبين التي هُدمت لبناء موقف سيارات تحت الأرض. كما يشير لوران توشارت إلى أن هذه السنوات
شهدت معظم منطقة "لابيسال" للهدم خلال عملية التجديد والتي كانت مميزة في تلك الفترة.

### المعالم التاريخية والمباني

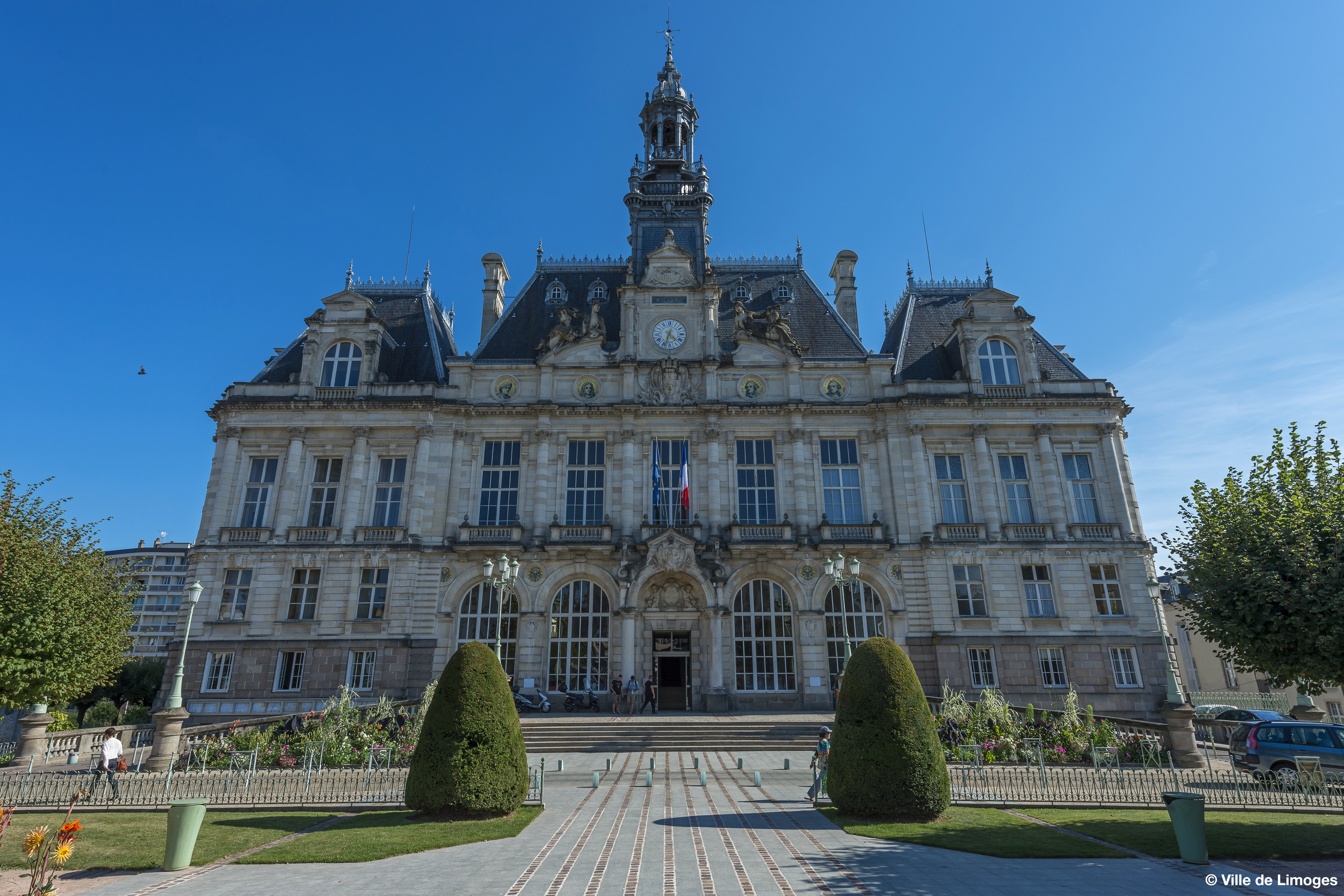
مبنى بلدية مدينة ليموج.

تمتلك ليموج العديد من المباني الدينية، من بينها كاتدرائية سانت إتيان، وكنيسة سان ميشيل دي ليونز، التي تتميز بعمارتها الخاصة التي تعود للعصور الوسطى، والتي تحتفظ بمزارات سان مارشال وسان لوب منذ الثورة الفرنسية، بالإضافة إلى كنيسة سان بيير دو كويروا، التي أُعيد بناؤها في القرنين الثالث عشر والرابع عشر.
وتعتبر كنيسة سانت أوريليان، التي بنيت بين القرنين الرابع عشر والسابع عشر، هيكلًا صغيرًا يقع في قلب حي الجزارين، وتحتفظ بمزارات سانت أوريليان، الأسقف الثاني لليموج والقديس الحامي لجمعية الجزارين.

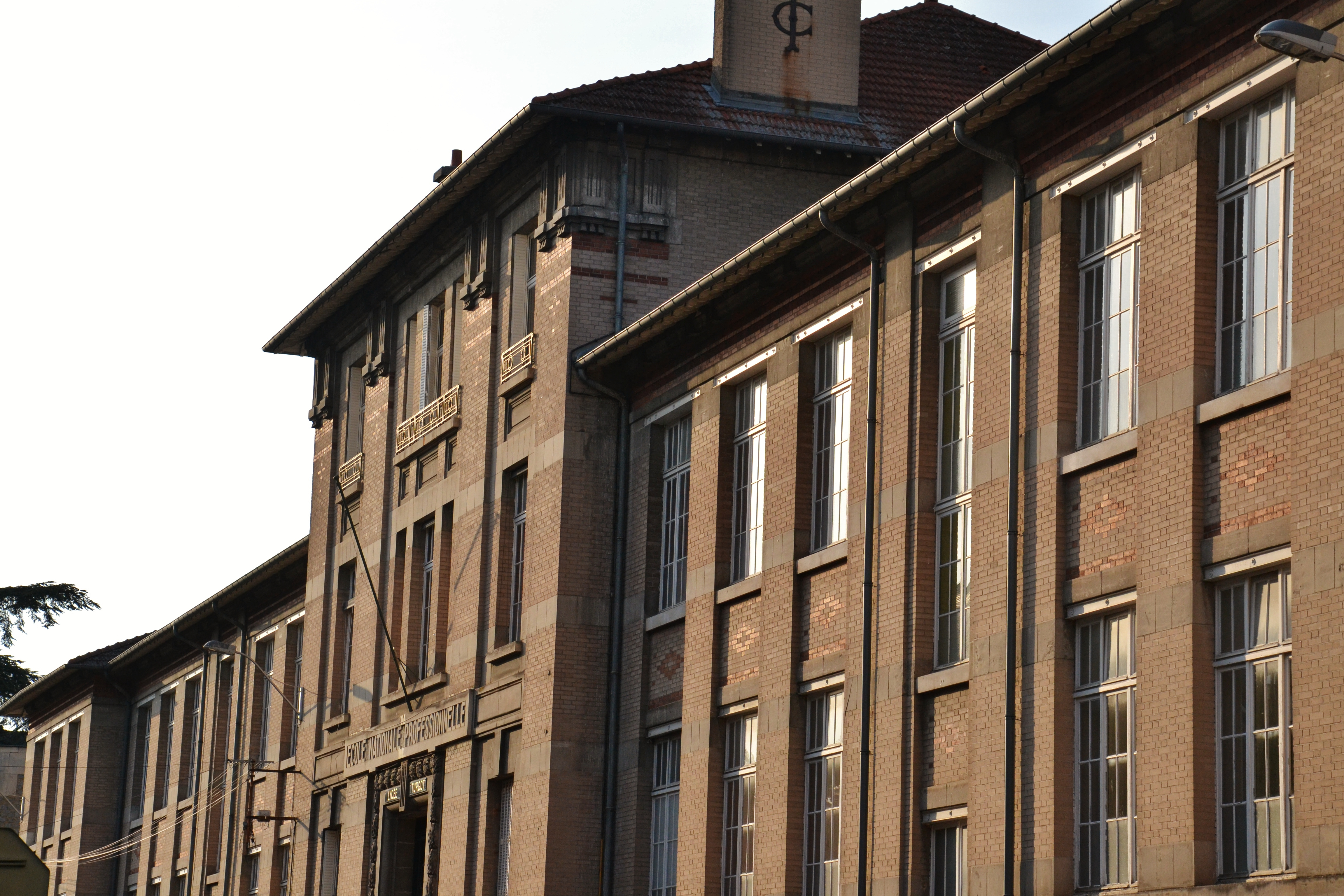
مدرسة تورجو الثانوية - ليموج

الكاتدرائية الجوفاء للقرن الخامس الميلادي تقع في ساحة الجمهورية ويمكن زيارتها من 1 يوليو إلى 30 سبتمبر. تحتفظ بمقابر سان مارسال، الأسقف الأول والحامي الرئيسي للمدينة، ورفيقيه ألبينيان واوستريكلينيان، والقديسة فاليري.
خلال ستينيات القرن العشرين، عُدلت ساحة الجمهورية على موقع الدير البنديكتيني القديم، وبُنيَ مبنى يحتضن حالياً محلات غاليري لافاييت (سابقًا غاليري نوفيل).
تحتوي المدينة على مباني ذو طابع خاص، مثل فندق إستين دي لا ريفير الذي بُنيَ في عام 1812، وفندق ماليدان دو سافينياك دو فيتيات، الذي بُنيَ في عام 1639 على أساسات تعود إلى القرن الخامس عشر ومدرج أيضًا في قائمة المباني التاريخية.
ويُعتبر فرن الخزف دي كاسو، الذي يلتصق بمصنع رويال ليموج وظل نشطًا حتى عام 1955، واحدًا من أحدث أفران البورسلان في القرن التاسع عشر، والوحيد الذي صُنّف كمعلم تاريخي.

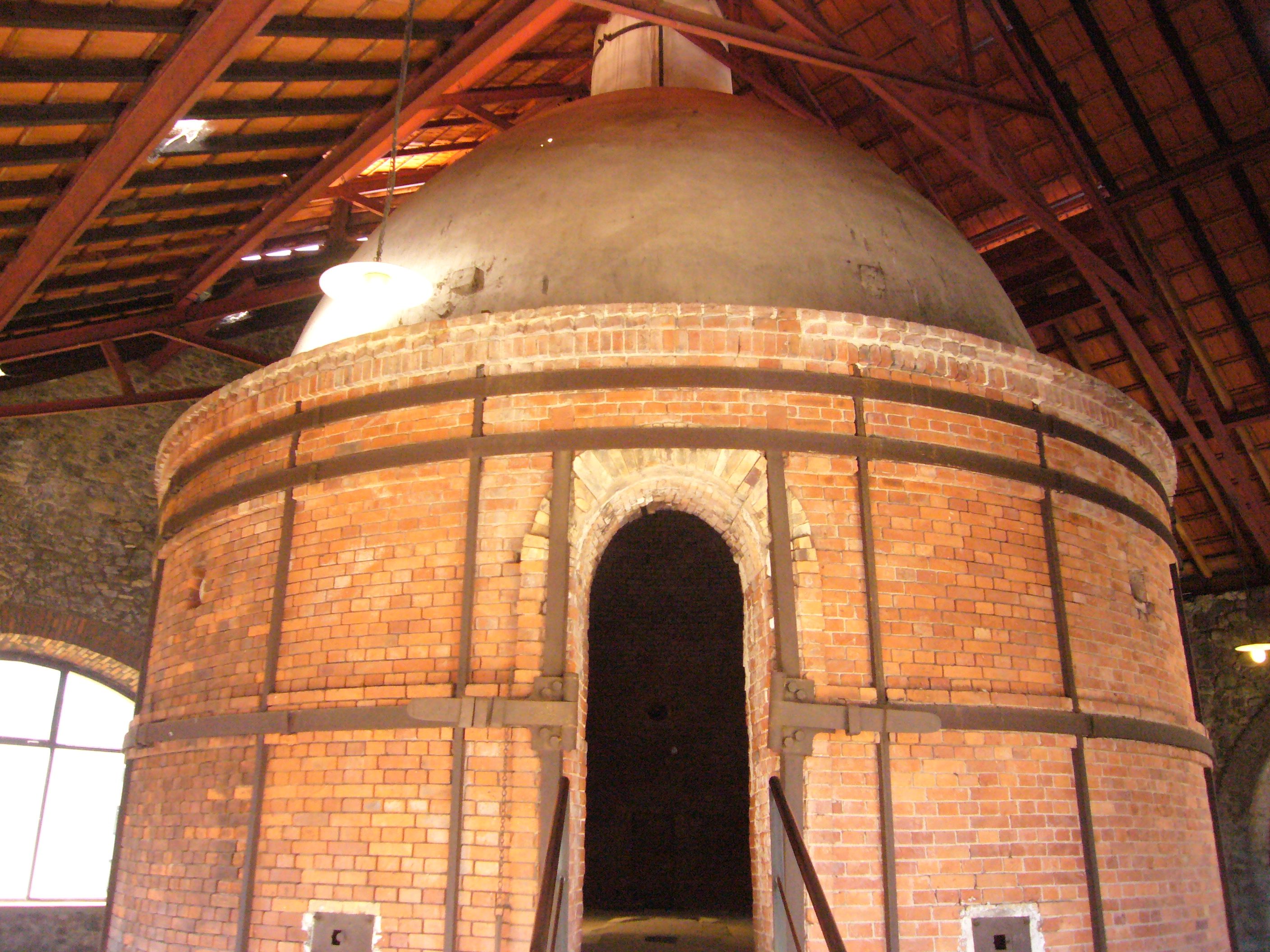
فرن الخزف دي كاسو.

من بين المباني الأخرى المدرجة ضمن معالم التراث التاريخي، يمكن ذكر مدرسة غاي لوساك، الكليات المركزية التي صممت في ورش غوستاف إيفل، ومبنى بلدية المدينة مع نافورة من البورسلان، وبيفيليون دو فيرديريه، والذي يُستخدم الآن كمكان للمعارض بعد أن كان في الأصل مستودعًا مبردًا، ومحطة القطارات ديه بينديكتين، وهي مبنى رائع بقبة وبرج مشيدة على أعمدة فوق السكك الحديدية.

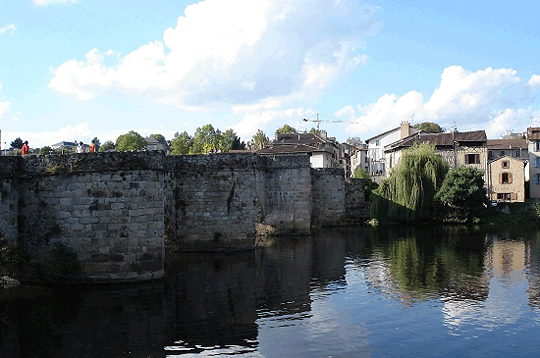
جسر سان مارسيال.

من بين المباني الحديثة الأخرى، يمكن التعرف على:
| - دار الشعب، التي أُفتتح في 7 يونيو 1936، يوم توقيع "اتفاقيات ماتينيون"، وهي رمز للمشاركة النقابية في ليموج وتعد مقرًا للاتحاد العام للعمال. - مكتبة اللغة الفرنكوفونية المتعددة الوسائط، التي بُنيَت على موقع مستشفى عام قديم (القرنين السابع عشر والثامن عشر) وموقع أثري جالو روماني. - ثانوية تورجو (المدرسة الوطنية الاحترافية السابقة ENP). - مدرسة إعادة التأهيل المهني وإعادة التعليم فوريهدي لونجبوا. - برج مياه بوبروي. - كراج ديسانيا. - المدرسة الوطنية العليا للفنون الزخرفية. - مبنى بريد وهاتف سابق (1931). - مدينة بيوبلانك (1921/23) تعد واحدة من المباني في ليموج التي تتمتع بعلامة "التراث في القرن العشرين" الممنوحة من وزارة الثقافة نظرًا لجودة بنائها. - قصر فونتغوادران الواقع بالقرب من وسط المدينة. - قصر كروشات الذي كان ملكاً للسيد دي ليف، مدير أعمال بناء سكة حديد باريس - تولوز. نُقل القصر وممتلكاته إلى دير كارمل منذ عام 1954. - مدينة كوتوراتو بُنيت من قبل روجيه غونثيه بين عامي 1925 و1932، معروفة بمبانيها من الطوب المزخرف. - ثانوية ماريز باستيه المهنية المتعددة الاستخدامات (2001)، والتي تتميز بمباني عصرية. - قاعدة الجو 274 أو مستودع سلاح الجو رقم 603 في روماني (1939) حيث بقيت أربع مباني. | - منزل جوكستنس، المعروف أيضًا بقصر سان لازار يأخذ اسم التلة التي يقع عليها من القرن السابع عشر. يمكن رؤية حدائقه المتدرجة، التي تبلغ مساحتها 1.2 هكتار، والتي تنحدر نحو نهر فيين واقفاً أمام حدائق المطران. سُجل الموقع في عام 1978، وهو يشكل جزيرة خضراء بارزة على تلة سان لازار، أُستبدل معظمها بمبانٍ حديثة مدرجة ضمن المجال الزراعي القديم المتصل بهذا المنزل. في 21 أغسطس 1944، أُعلن استسلام القوات الألمانية المحتلة لليموج في هذا المنزل، الذي كان آنذاك ملكًا لقنصل سويسرا واعتبر مكانًا محايدًا لهذا السبب. - فيلات بيل فيو وبيل إير، بُنيت في عام 1893، هُدمت فيلا بيل إير في سبعينيات القرن العشرين. - برج بي تي بي تي المبني في نهاية ستينيات القرن العشرين، وهو أول مبنى في ليموج من النمط الدولي، والذي هُدم مؤخراً. - دير الراهبات الفقيرات الصغيرات الذي تم بناؤه في عام 1850، وتم هدمه في بداية سبعينيات القرن العشرين لبناء مركز تجاري صغير في مكانه، وتم الاحتفاظ بمبنى واحد ولكنه مهمل حاليًا. - مصنع رينو تكسيلي، قُصف من قبل سلاح الجو الملكي البريطاني في عام 1944 وأعيد بناؤه بعد الحرب. بُنيت مباني الإدارة فيه على شكل طائرة للإشارة إلى ماضيه، حيث كانت تُصنع محركات طائرات غنوم ورون، ثم مركبات سافيام بيرللي وحاليًا مركبات عسكرية مثل شاحنات رينو الدفاعية وتكسيليس. - العديد من المباني في حي فال دي لورانس بنيت من قبل المهندس المعماري كليمون تامبوتيه بين عامي 1965 و1973 بأشكال حرف S ونجوم. هُدم ثلاثة من أبراج النجوم في عام 2017. |

### الساحات والشوارع

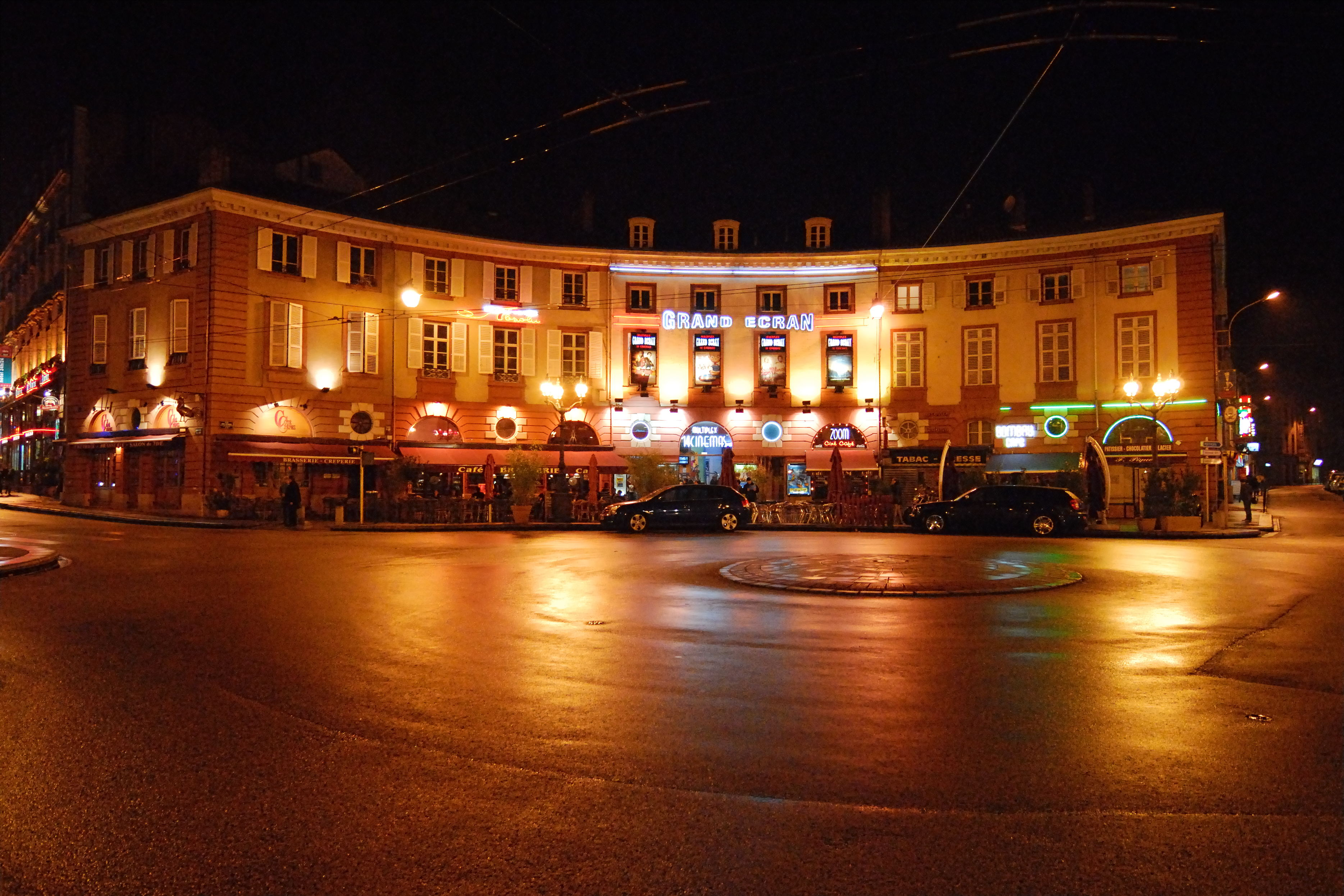
ساحة بلاس دينيس في ليموج، ليلاً.

تضم المدينة العديد من الساحات المميزة، مثل ساحة دينيس دوسوب، الدائرية والمكونة من مباني من الطوب الأحمر، وساحة فونتين ديز بار (القرن السابع عشر). ساحة المعبد (القرن السابع عشر) محاطة بفنادق خاصة، واجهاتها مزخرفة بالألواح الخشبية، متصلة ببعضها بواسطة ممرات مفتوحة بالطراز الإيطالي.
من بين الأحياء التاريخية والجميلة، حي الجزارين (العصور الوسطى والقرن السابع عشر) كان حي الجزارين في ليموج، حيث كانت جمعية الجزارين تدير كل نشاط الشارع والمهنة.
أما حي العبسال، فإنه يمتد عبر شوارع ضيقة ومنحدرة بين نهر فيين والكاتدرائية وشارع بيتيت كارمس الصغير.

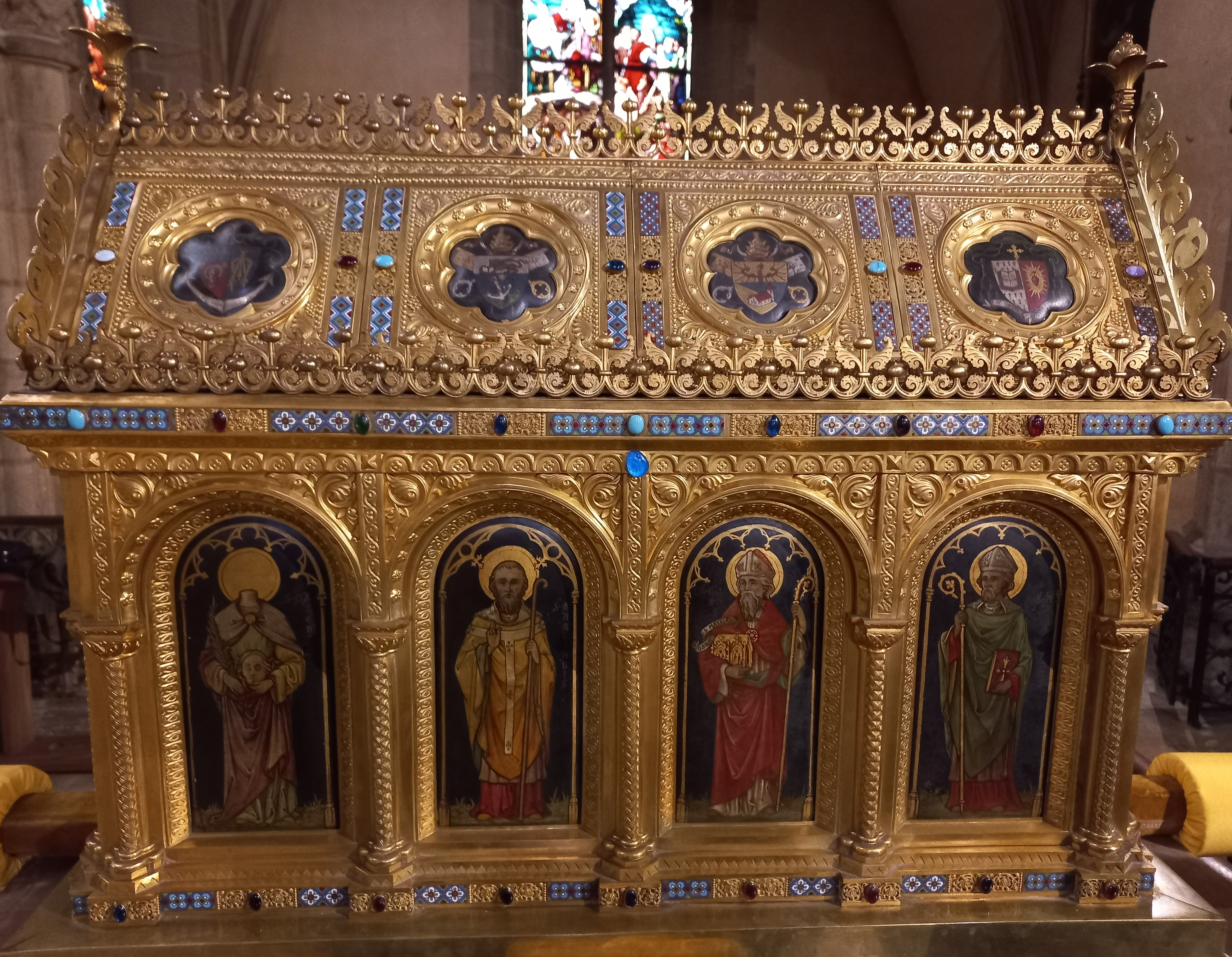
ضريح القديس وولف

### التراث الأثري تحت الأرض
الأنفاق في ليموج، التي امتد بناؤها على مر العصور، تشكل شبكة تتألف من طابقين إلى ثلاثة من الأقبية المقببة، وأنفاق ومستودعات وقنوات مائية، بنيت من الطوب. ومع ذلك، قل عددها بشكل كبير خلال الثلاثين سنة الماضية نتيجة للإهمال، والتخطيط العمراني، وأعمال الطرق. العديد من الكهوف مسدودة بسبب عمليات شراء وبيع المباني المتعاقبة، والبعض الآخر ينهار مع مرور الزمن أو يُهدم مع المبنى الذي فوقه بهدف بناء أبنية جديدة، خلال برامج تجديد الأحياء. وهكذا، في أكتوبر عام 1983، خلال الحفريات التي أجريت في شارع دو تامبل لبناء مبانٍ سكنية، رغم أن عمليات الإنقاذ التي أجريت تحت إشراف جان بيير لوستو يو سمحت بالعثور على طريق روماني وبعض قطع القبور من العصور الوسطى القديمة، إلا أن هذه الأعمال تسببت في اختفاء شبكة مهمة من الأقبية.
قليل من الناس يعلمون أن هناك معمودية مسيحية قديمة، تعود إلى القرن الخامس، وتقع اليوم في ساحة سانت إتيان، كانت في الأصل تقع عند مدخل باب الكاتدرائية الشمالي، وتسمى باب سان جون، على موقع كنيسة قديمة، كانت مخصصة للقديس يوحنا المعمدان.
المدرج الروماني، والذي كان جزءًا من المعالم الرئيسية لـ "أوغوستوريتوم" وكان أحد أكبر المدرجات في جول، لا يمكن زيارته، فبقاياه، دُفنت تحت حديقة أورساي. بالمثل، تبقى فيلا الرومان الجالو روماني "براشو"، التي تعود إلى القرن الثالث، مجهولة للعامة، والتي أُكتشفت من قبل عالم الآثار جان بيير لوستو.
في 25 فبراير 2020، عُثرَ على قرابة مائة عظمة بشرية بالإضافة إلى فرن وجدار محيط، على بعد أربعين سنتيمترا من سطح ساحة فورنييه في ليموج.  يعود تاريخ هذه العظام إلى القرن الثالث عشر أو الرابع عشر. وبجوار المقبرة عُثرَ على فرن مخصص لصناعة الأجراس بحسب الباحثين، وكان الجدار المحيط جزءًا من الدير القديم.

### معالم خارج المدينة
يقع قصر بوفيه بالقرب من لاندوج، حيث كان الإقامة السابقة لرهبان دير سان مارسيال في ليموج الذي بُنيَ في القرن الثامن عشر وفقًا لخطط المهندس المعماري الليموزي جوزيف بروسو، وهو محاط بحديقة إنجليزية تبلغ مساحتها ثلاثة هكتارات تعود إلى القرن التاسع عشر.
أما قصر ليه إسار، فيقع في وادي مازيل بالقرب من بون ليه مين. يعود تاريخه إلى القرن السابع عشر وهو مسجل في جرد المعالم التاريخية. تعود واجهاته وأسقفه إلى القرن السابع عشر. أما قصر لا باتيد، فيقع في نهاية طريق محاط بأشجار الزان التي بدأ تاريخها كموقع مسجل. وكان ملكيته لعائلة مارتان دي لا باتيد.
قصر فوجرا ومبانيه تعود إلى القرن الثامن عشر، كانت ملكيته لعائلة بويات، إحدى أهم الأسر من مصنعي البورسلان في ليموج. يقع هذا القصر في منتزه طبيعي يمتد على مساحة سبعة هكتارات ويطل على ليموج. يحتضن مجمع فوجيرا منذ فترة قصيرة فندقًا ومطعمًا فاخرًا ذو أربعة نجوم.

### المتنزهات والحدائق

حديقة فيكتور تويات.
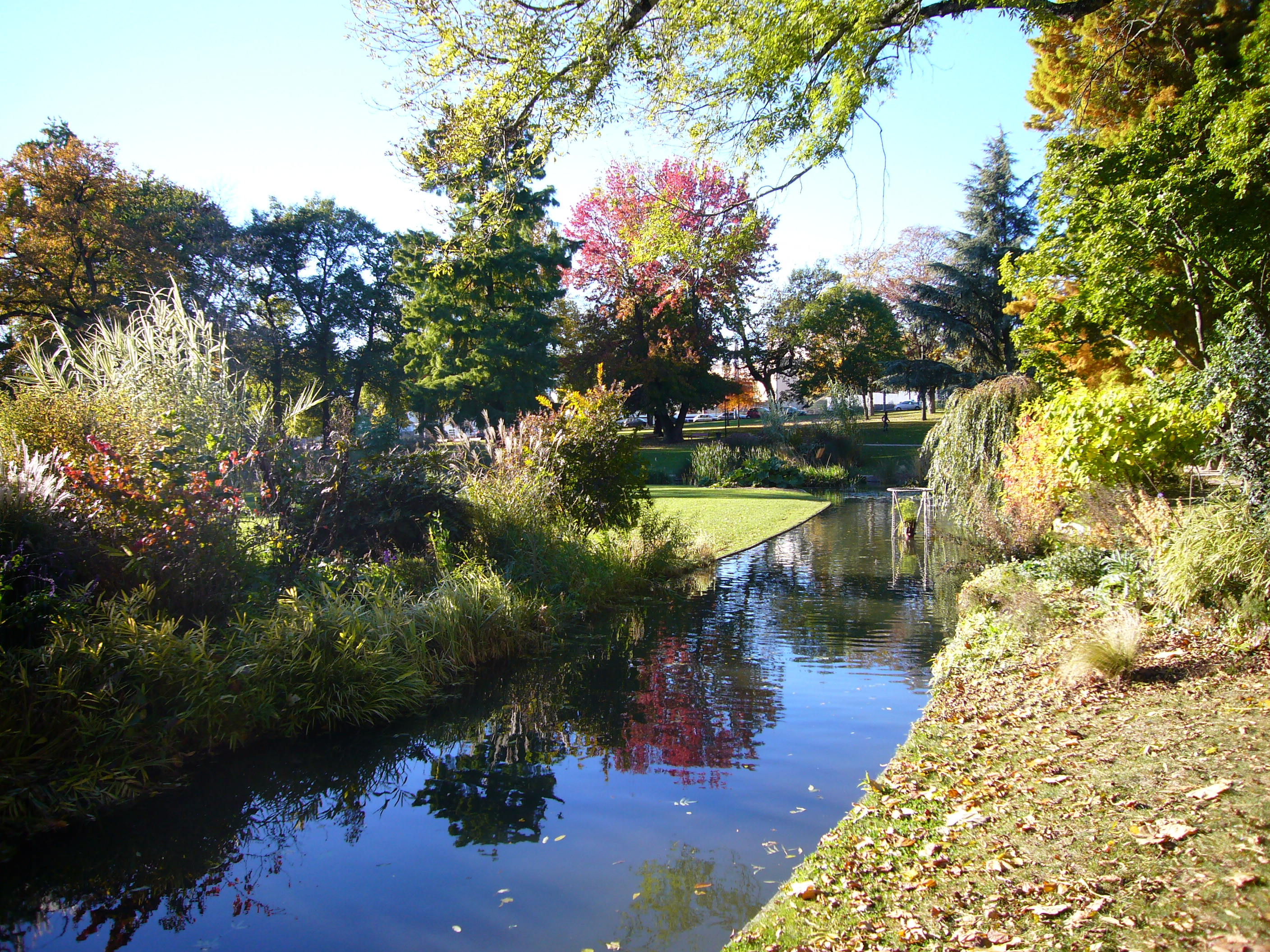
النهر الإنجليزي في حديقة فيكتور ثويلات في ليموج (87، فرنسا)
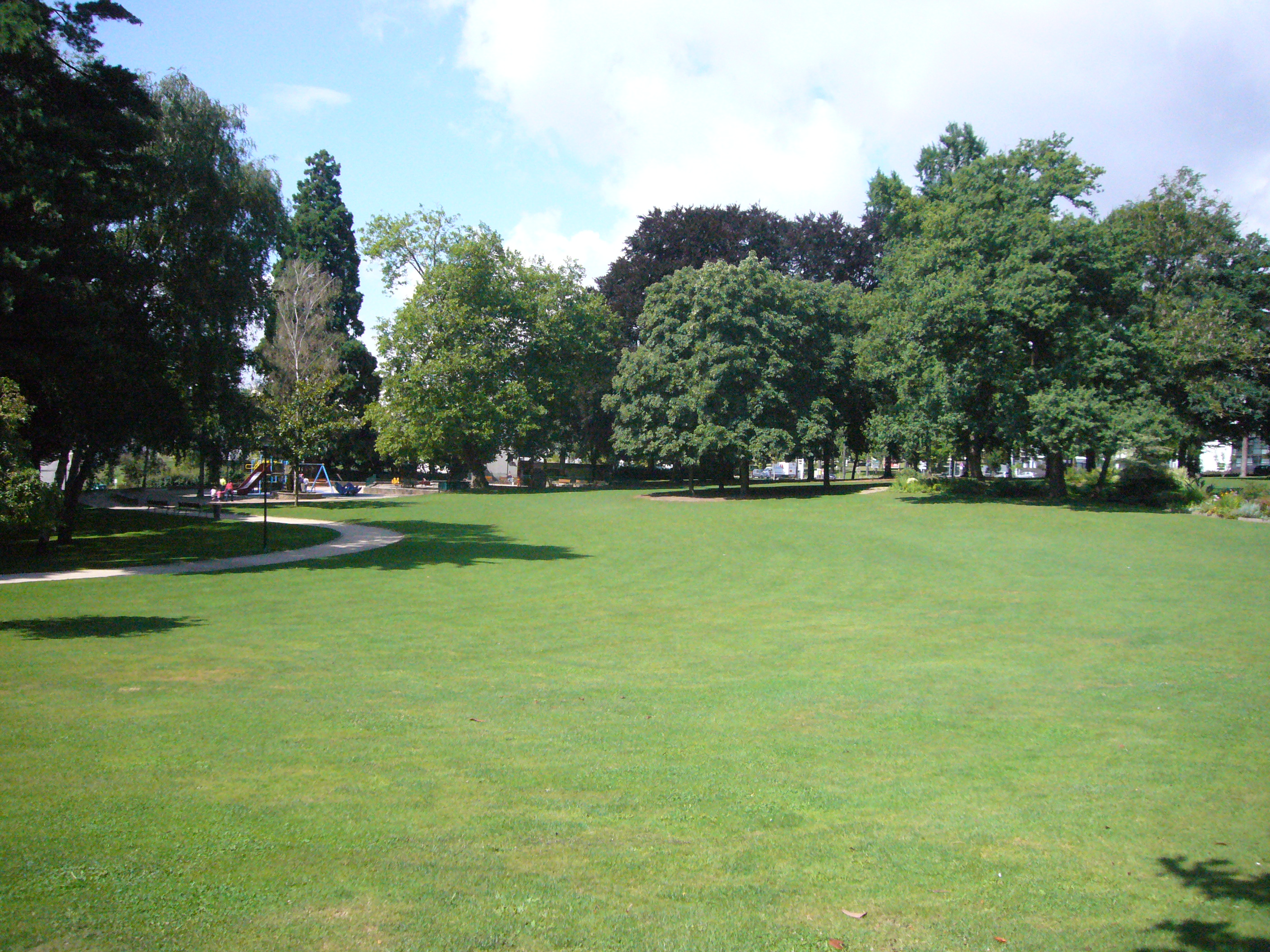
منظر لمنتزه فيكتور ثويلات في ليموج.
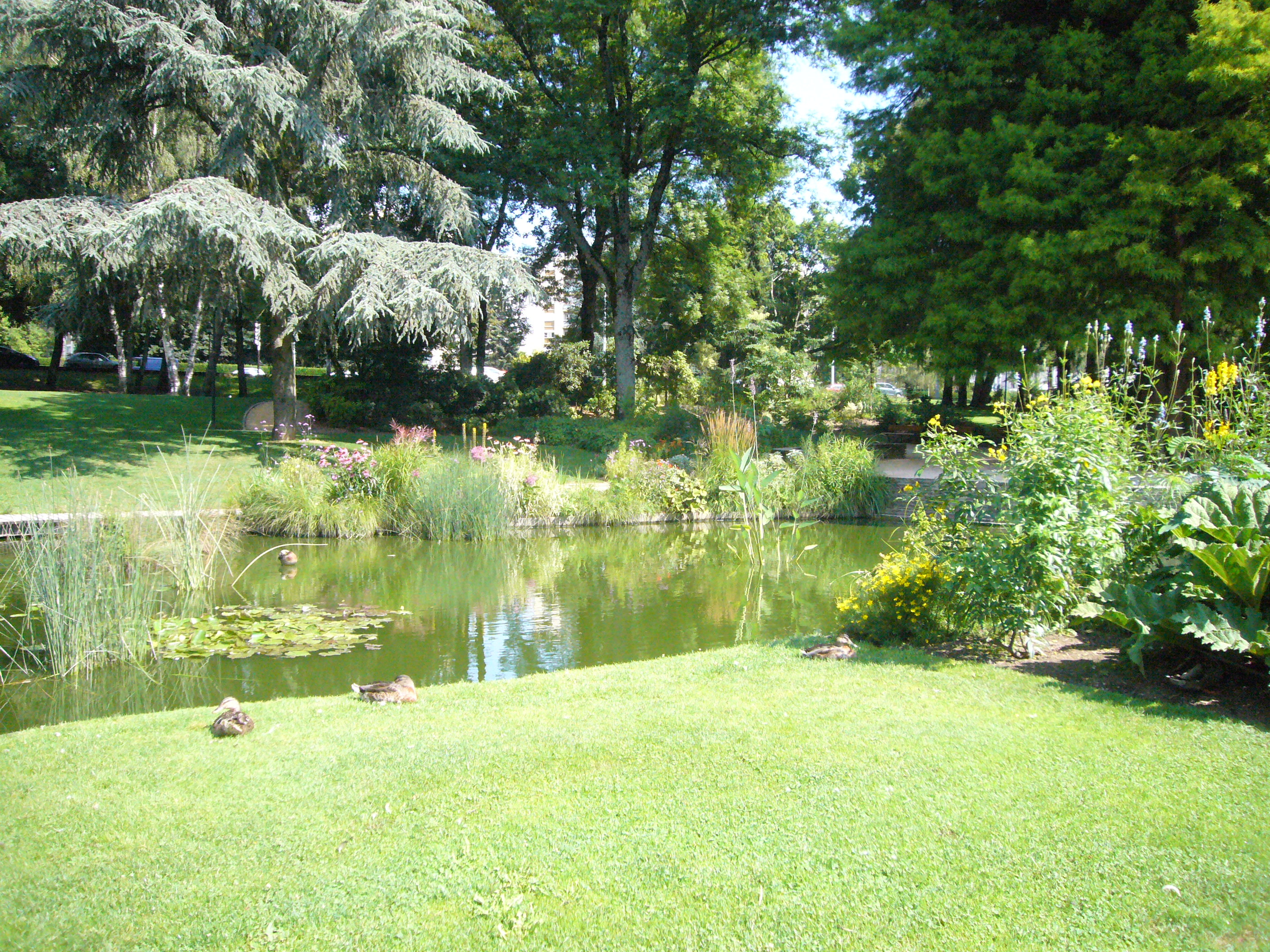
منظر لمنتزه فيكتور ثويلات في ليموج (فيين العليا).

تقدم مدينة ليموج مساحات خضراء تبلغ 44 متر مربعًا لكل ساكن، مما يضعها في المرتبة الأولى بين المدن الكبيرة من حيث الأماكن الخضراء. ومع ذلك، يجب ملاحظة أن هذا يعتمد بشكل كبير على المساحة خارج البلدية، التي تمتد عبر مناطق ريفية واسعة في الريف.
تحتوي المدينة، عند الدخول إلى المناطق الريفية، على العديد من والحدائق العامة التي تشكل 2.4٪ من مساحتها الكلية. أقدم هذه الحدائق هي حديقة أورساي، التي أُنشئت في القرن الثامن عشر على يد المفتش بوشيه دورساي، وتغطي مساحة تقدر ب 1.8 هكتار. حديقة الأسقف، التي بُنيت عام 1777، هي حديقة منزلية قديمة للكنيسة الأسقفية. تحتوي، بالقرب من متحف الأسقف، على حديقة نباتية وحديقة فرنسية وحديقة ألعاب على مساحة تقدر بأربعة هكتارات تقريباً.
حديقة جويليه، الواقعة عند قاعة محطة البينديكتين، والتي تبلغ مساحتها 4 هكتارات، أُنشئت في القرن التاسع عشر لخدمة التدريبات العسكرية، مُزينة بالعديد من التماثيل. هذه المساحة، هي موقع معرض الكرنفال الشتوي الكبير الذي كان يُعقد في السابق في حديقة أورساي.
حديقة فيكتور ثويلات، التي تحمل اسم أحد أعضاء المجلس البلدي، هي الحديقة القديمة لمنزل غرانج غارات، التي أصبحت عامة في الستينيات. تبلغ مساحتها قرابة 3.7 هكتار، وهي تقع في الجهة الشمالية الغربية لوسط المدينة، وتحتوي على نهر إنجليزي ومجموعة من النباتات وحدائق مزهرة بالإضافة إلى أشجار.
تتضمن المدينة أيضًا العديد من الحدائق الخاصة، بعضها يفتح بانتظام أو على نحو متقطع للجمهور، مثل حديقة بودرير على موقع منزل من القرن الثامن عشر، وحديقة إيسار على أطراف وادي مازيل بالقرب من بون ليه مين.

### شعارات النبالة
شعار ليموج في ليموزان هو "الله يحمي المدينة ويحفظ القديس مارشال شعبها."
| image figurant le blason de la ville de Limoges   | شعار النبالة لمدينة ليموج - الشعار الذي يُستخدم لتمثيل مدينة ليموج هو "على خلفية حمراء، صورة رأس القديس مارسيال باللون الفضي، يرتدي ثوبًا وتاجًا ذهبيين، ومحاطًا من الجوانب العليا بأحرف الاسمين "S" و "M" باللون الذهبي. وفي الجزء العلوي من الشعار، هناك رأس زهرة السوسن الذهبية على خلفية زرقاء. يعود استخدام صورة القديس مارسيال إلى العصور الوسطى، حيث اعتمدتها ليموج كرمز للمدينة. القديس مارسيال هو أول أسقف لليموزان وقد قام بنشر المسيحية في المنطقة في القرن الثالث الميلادي.                                                                           |
| image figurant le blason de la vicomté de Limoges | شعار النبالة في ليموزن - يُصف الشعار بأنه مكون من نسيج مشجر من الفرو الأبيض مع حدود حمراء. تأتي الأصول التاريخية لهذا الشعار من العصور الوسطى، حيث كانت المنطقة تُعرف بأنها جزء من إقليم الأكيتان وعاشت فترة تأثر بالأنجلو نورمان. أثناء حكم العصور الوسطى، زُوجت إليانور أكيتين، من زوجها الثاني هنري بلانتاجينيه، كونت أنجو، والذي أصبح فيما بعد ملكًا لإنجلترا. الحدود الحمراء في الشعار تمثل هذه الفترة من الزمن حينما كانت المنطقة تحت تأثير ملوك أنجلترا. تبقى كونتية ليموج، التي كانت تسيطر على معظم شمال ليموزان، في الغالب مستقلة، وليس لديها كونت مقيم. |
| image figurant le logo de la ville de Limoges     | شعار مدينة ليموج - شعار مدينة ليموج يُمثّل لهبًا، يُحضر في الذهن فنون النار والتقنيات المرتبطة بها مثل الخزف، والزجاج الملون، والمينا، والسيراميك. اللونان الأزرق والأحمر يُذكِّران بألوان شعار المدينة التقليدي. الشكل الدائري للشعار، الذي يحتوي على دائرة صغيرة داخلية، يُشير إلى تاريخ المدينة وكيانين دائريين أصليين: الحي القديم والقلعة. وبالرغم من ذلك، يمكن لكل شخص أن يجد تأويلات أخرى لهذا الشكل، مثل شكل صحن الخزف، أو الهيكل المعماري لمنطقة التكنوبول، أو حتى كرة السلة لفريق ليموج سي إس بي.                                                           |

### فهرس المراجع
- مواقع ويب

1. ↑  Larousse, Éditions. "Les villes jumelles : une autre façon d'aborder les relations internationales". www.limoges.fr (بالفرنسية). Archived from the original on 2023-08-01. Retrieved 2023-09-19.
2. ↑  Larousse, Éditions. "Limoges - LAROUSSE". www.larousse.fr (بالفرنسية). Archived from the original on 2023-01-22. Retrieved 2023-09-19.
3. ↑  "Séries historiques sur la population et le logement en 2016 − Aire urbaine 2010 de Limoges (035) | Insee". www.insee.fr (بالفرنسية). Archived from the original on 2022-10-09. Retrieved 2023-09-19.
4. ↑  "Résultats de la recherche | Insee". www.insee.fr (بالفرنسية). Archived from the original on 2023-05-24. Retrieved 2023-09-19.
5. ↑  "Limoges devient « ville créative » de l'Unesco". فرنسا 3 Nouvelle-Aquitaine (بالفرنسية). 31 Oct 2017. Archived from the original on 2022-10-14. Retrieved 2023-09-19.
6. ↑  "Distance Limoges → Angoulême". www.bonnesroutes.com (بالفرنسية). Archived from the original on 2023-10-20. Retrieved 2023-09-19.
7. ↑  "Distance orthodromique de Limoges à Bordeaux". www.google.com. مؤرشف من الأصل في 2019-08-09. اطلع عليه بتاريخ 2023-09-19.
8. ↑  "Distance Limoges → Toulouse". www.bonnesroutes.com (بالفرنسية). Archived from the original on 2023-10-20. Retrieved 2023-09-19.
9. ↑  "Accueil − Insee − Institut national de la statistique et des études économiques | Insee". www.insee.fr. مؤرشف من الأصل في 2023-05-26. اطلع عليه بتاريخ 2023-09-19.
10. ↑  "PLAN LIMOGES - Plan, carte et relief de Limoges 87280 ou 87100 ou 87000". www.cartesfrance.fr. مؤرشف من الأصل في 2023-07-05. اطلع عليه بتاريخ 2023-09-19.
11. ↑  "Limoges (87) : Cadastre, PLU, zonage et risques majeurs". PLU & Cadastre (بالفرنسية). Archived from the original on 2022-08-09. Retrieved 2023-09-19.
12. ↑  "Accueil - Agence - Agence de l'eau Loire-bretagne". agence.eau-loire-bretagne.fr. مؤرشف من الأصل في 2023-09-02. اطلع عليه بتاريخ 2023-09-19.
13. ↑  "Rechercher une donnée d'un jeu". www.sandre.eaufrance.fr (بالفرنسية). Archived from the original on 2023-06-12. Retrieved 2023-09-19.
14. ↑  "Actualités | BRGM". www.brgm.fr (بالفرنسية). Archived from the original on 2023-08-30. Retrieved 2023-09-19.
15. ↑  "L'eau de Limoges polluée ? Pièces à conviction - Vidéo Dailymotion". Dailymotion (بالإنجليزية). 12 Feb 2009. Archived from the original on 2022-10-13. Retrieved 2023-09-19.
16. ↑  "Le climat en France métropolitaine | Météo-France". meteofrance.com. مؤرشف من الأصل في 2023-09-08. اطلع عليه بتاريخ 2023-09-19.
17. ↑  "Normales et records climatologiques 1981-2010 à Limoges-Bellegarde - Infoclimat". www.infoclimat.fr. مؤرشف من الأصل في 2022-10-10. اطلع عليه بتاريخ 2023-09-19.
18. ↑  "Normales et records climatologiques 1991-2020 à Limoges-Bellegarde - Infoclimat". www.infoclimat.fr. مؤرشف من الأصل في 2022-10-14. اطلع عليه بتاريخ 2023-09-19.
19. ↑  "Climatological Information for Limoges, France". Meteo France. 6 أغسطس 2019. مؤرشف من الأصل في 2023-03-05.
20. ↑  
"LIMOGES–BELLEGARDE (87)" (PDF). Fiche Climatologique: Statistiques 1981–2010 et records (بالفرنسية). Meteo France. Archived from the original (PDF) on 2023-04-19. Retrieved 2019-08-06.
21. ↑  "Définition - Commune urbaine | Insee". www.insee.fr (بالفرنسية). Archived from the original on 2023-05-24. Retrieved 2023-09-19.
22. ↑  "Comprendre la grille de densité | L'Observatoire des Territoires". www.observatoire-des-territoires.gouv.fr (بالفرنسية). Archived from the original on 2023-06-04. Retrieved 2023-09-19.
23. ↑  "Toujours plus d'habitants dans les unités urbaines". www.insee.fr (بالفرنسية). Archived from the original on 2023-05-24. Retrieved 2023-09-19.
24. ↑  "Aire d'attraction des villes 2020 de Limoges (041)". www.insee.fr (بالفرنسية). Archived from the original on 2022-10-14. Retrieved 2023-09-19.
25. ↑  "CORINE Land Cover | Données et études statistiques". www.statistiques.developpement-durable.gouv.fr (بالفرنسية). Archived from the original on 2023-06-10. Retrieved 2023-09-19.
26. ↑  "Ministères Écologie Énergie Territoires". Ministères Écologie Énergie Territoires (بالفرنسية). Archived from the original on 2023-04-01. Retrieved 2023-09-19.
27. 1 2  Métropole, Limoges (24 Sep 2023). "Accueil". Limoges Métropole : Site Internet (بالفرنسية). Archived from the original on 2023-07-12. Retrieved 2023-09-19.
28. 1 2  "Limoges-Bénédictins, cathédrale du rail". www.lepopulaire.fr (بالفرنسية). Archived from the original on 2022-10-14. Retrieved 2023-09-19.
29. ↑  "Immersion. Une journée de vélo à Limoges, ça donne quoi ?". فرنسا 3 Nouvelle-Aquitaine (بالفرنسية). 11 May 2022. Archived from the original on 2022-09-29. Retrieved 2023-09-19.
30. 1 2 3  "Routes - Transports, déplacements et sécurité routière - Actions de l'État - Les services de l'État en Haute-Vienne". www.haute-vienne.gouv.fr (بالفرنسية). Archived from the original on 2023-03-30. Retrieved 2023-09-19.
31. 1 2 3  France, Centre (13 Nov 2020). "Transports - Quel réseau routier autour de Limoges d'ici 2030 ?". www.lepopulaire.fr (بالفرنسية). Archived from the original on 2023-10-20. Retrieved 2023-09-19.
32. ↑  Nouvelle-Aquitaine, DREAL (31 Aug 2023). "RN147 Nord Limoges". DREAL Nouvelle-Aquitaine (بالفرنسية). Archived from the original on 2023-05-31. Retrieved 2023-09-19.
33. ↑  "Destinations en vols directs au départ de l'aéroport Limoges (LIG)". www.aeroports-voyages.fr (بالفرنسية). Archived from the original on 2023-06-07. Retrieved 2023-09-19.
34. ↑  Adrien (27 May 2015). "Terminus pour la ligne Bordeaux-Lyon qui desservait la Dordogne" (بالفرنسية). ISSN:1760-6454. Archived from the original on 2023-05-01. Retrieved 2023-09-20.
35. ↑  France, Centre (27 Jul 2017). "Aménagement du territoire - LGV, Polt, RN 147 : les préconisations du rapport Delebarre en matière de transports". www.lepopulaire.fr (بالفرنسية). Archived from the original on 2022-10-13. Retrieved 2023-09-20.
36. ↑  "chemin de fer des charentes limoges". leportailferroviaire.free.fr (بالفرنسية). Archived from the original on 2022-10-12. Retrieved 2023-09-20.
37. ↑  "Terrenoire - Exposition. Retour sur les 75 ans de trolleybus à Saint-Étienne". www.leprogres.fr (بالفرنسية). Archived from the original on 2023-01-19. Retrieved 2023-09-20.
38. ↑  "Limoges". Réseau T.C.L. (بالفرنسية). Archived from the original on 2023-09-03. Retrieved 2023-09-20.
39. ↑  "Les lignes de cars régionaux en Haute-Vienne. Horaires, tarifs". Transports (بالفرنسية). Archived from the original on 2023-03-28. Retrieved 2023-09-20.
40. ↑  "GR® 654 : le chemin vers Saint-Jacques-de-Compostelle via Vézelay - Mon GR®". www.mongr.fr (بالفرنسية). Archived from the original on 2023-06-09. Retrieved 2023-09-20.
41. ↑  "Dossier complet − Commune de Limoges (87085) | Insee". www.insee.fr (بالفرنسية). Archived from the original on 2023-04-17. Retrieved 2023-09-20.
42. 1 2  "Dossier complet − Commune de Limoges (87085) | Insee". www.insee.fr (بالفرنسية). Archived from the original on 2023-04-17. Retrieved 2023-09-20.
43. ↑  "Archive 2007". www.rvl87.com (بالفرنسية). Archived from the original on 2022-10-09. Retrieved 2023-09-20.
44. ↑  Métropole, Limoges (24 Sep 2023). "Accueil". Limoges Métropole : Site Internet (بالفرنسية). Archived from the original on 2023-10-20. Retrieved 2023-09-20.
45. ↑  http:%2F%2Fwww.limousin-archeo-aero.fr%2Faugustoritum.html "augustoritum". archive.wikiwix.com (بالفرنسية). Archived from http://www.limousin-archeo-aero.fr/augustoritum.html#federation=archive.wikiwix.com&tab=url the original on 2023-10-20. Retrieved 2023-09-20. {{استشهاد ويب}}: تحقق من قيمة |مسار أرشيف= (help) and تحقق من قيمة |مسار= (help)
46. ↑  "Revue de synthèse historique / directeur : Henri Berr". Gallica (بالفرنسية). 1 Aug 1902. Archived from the original on 2022-10-15. Retrieved 2023-09-20.
47. ↑  "limoges-catholique.fr". www.limoges-catholique.fr (بالفرنسية). Archived from the original on 2022-10-09. Retrieved 2023-09-20.
48. ↑  "limoges-catholique.fr". www.limoges-catholique.fr (بالفرنسية). Archived from the original on 2022-10-09. Retrieved 2023-09-20.
49. ↑  "au17em". www.rvl87.com (بالفرنسية). Archived from the original on 2022-10-09. Retrieved 2023-09-20.
50. ↑  "Limoges - Notice Communale". cassini.ehess.fr (بالفرنسية). Archived from the original on 2023-03-05. Retrieved 2023-09-20.
51. ↑  "Le quartier vers 1848. Philippe Grandcoing". jcavaille.free.fr (بالفرنسية). Archived from the original on 2022-10-09. Retrieved 2023-09-20.
52. ↑  "Tour de France 2023 – 8e étape – 8 juillet – Libourne / Limoges" (بالفرنسية). Archived from the original on 2023-10-02. Retrieved 2023-09-20.
53. ↑  "La Communauté de Strasbourg-Limoges". judaisme.sdv.fr (بالفرنسية). Archived from the original on 2023-04-19. Retrieved 2023-09-20.
54. ↑  "La fin du mystère Gleiniger - Août 1944 la libération de Limoges". Forties-Factory (بالفرنسية). Archived from the original on 2023-10-20. Retrieved 2023-09-20.
55. ↑  "LONGEQUEUE Louis". Sénat (بالفرنسية). 25 Jul 2024. Archived from the original on 2016-05-24. Retrieved 2024-07-25.
56. ↑  "Maire de Limoges depuis 1956 Louis Longequeue est mort". Le Monde.fr (بالفرنسية). 14 Aug 1990. Archived from the original on 2024-07-26. Retrieved 2024-07-25.
57. ↑  France، Centre (15 أكتوبر 2018). "Le saviez-vous ? - L'armée n'a pas complètement quitté Limoges". www.lepopulaire.fr. مؤرشف من الأصل في 2024-07-25. اطلع عليه بتاريخ 2024-07-25.
58. ↑  "Maire de Limoges depuis dix ans, Emile Roger Lombertie poursuit l'année 2024 dans un contexte sous tension". France 3 Nouvelle-Aquitaine (بfr-FR). 31 Mar 2024. Archived from the original on 2024-07-26. Retrieved 2024-07-25.{{استشهاد ويب}}:  صيانة الاستشهاد: لغة غير مدعومة (link)
59. ↑  l'Intérieur, Ministère de. "Résultats des élections cantonales 2011". www.interieur.gouv.fr (بالفرنسية). Archived from the original on 2023-07-14. Retrieved 2023-09-21.
60. 1 2 3  "Les archives des élections en France". www.archives-resultats-elections.interieur.gouv.fr (بالفرنسية). Archived from the original on 2023-09-19. Retrieved 2023-09-21.
61. ↑  "La chute de Limoges la rouge". Le Monde.fr (بالفرنسية). Archived from the original on 2022-10-11. Retrieved 2023-09-21.
62. ↑  "Résultats Municipales 2020 à Limoges : Emile-Roger Lombertie (LR) réélu". فرنسا 3 Nouvelle-Aquitaine (بالفرنسية). 28 Jun 2020. Archived from the original on 2023-04-03. Retrieved 2023-09-21.
63. ↑  "Article L2121-2 - Code général des collectivités territoriales - Légifrance". www.legifrance.gouv.fr (بالفرنسية). Archived from the original on 2023-09-30. Retrieved 2023-09-21.
64. ↑  France, Centre (1 Apr 2014). "Lombertie présente ses futurs adjoints". www.lepopulaire.fr (بالفرنسية). Archived from the original on 2023-10-20. Retrieved 2023-09-21.
65. ↑  "Journal officiel de la République française. Lois et décrets". Gallica (بالفرنسية). 11 Feb 1941. Archived from the original on 2022-10-11. Retrieved 2023-09-21.
66. ↑  "Présentation de l'arrondissement judiciaire de Limoges". Cour d'appel de Limoges (بالفرنسية). Archived from the original on 2022-10-12. Retrieved 2023-09-21.
67. ↑  "Ministère de la Justice | Ministère de la justice". www.justice.gouv.fr (بالفرنسية). Archived from the original on 2023-05-23. Retrieved 2023-09-21.
68. ↑  "Accueil". limoges.tribunal-administratif.fr (بالفرنسية). Archived from the original on 2023-07-10. Retrieved 2023-09-21.
69. ↑  "Histoire du tribunal". limoges.tribunal-administratif.fr (بالفرنسية). Archived from the original on 2023-06-06. Retrieved 2023-09-21.
70. ↑  "Accès et coordonnées". limoges.tribunal-administratif.fr (بالفرنسية). Archived from the original on 2023-06-06. Retrieved 2023-09-21.
71. ↑  "Limoges". justice.gouv.fr (بالفرنسية). Archived from the original on 2022-10-11. Retrieved 2023-09-21.
72. ↑  Prisons, Observatoire International des. "Maison d'arrêt de Limoges". oip.org (بالفرنسية). Archived from the original on 2023-06-03. Retrieved 2023-09-21.
73. ↑  ">Ban Public - Le portail d'information sur les prisons". banpublic.org. مؤرشف من الأصل في 2023-09-30. اطلع عليه بتاريخ 2023-09-21.
74. ↑  nationale, Sirpa Gendarmerie, Gendarmerie. "Production multimédia – CPMGN Limoges". www.gendarmerie.interieur.gouv.fr (بالفرنسية). Archived from the original on 2023-03-02. Retrieved 2023-09-21.{{استشهاد ويب}}:  صيانة الاستشهاد: أسماء متعددة: قائمة المؤلفين (link)
75. 1 2 3 4 5  Métropole, Limoges (24 Sep 2023). "Accueil". Limoges Métropole : Site Internet (بالفرنسية). Archived from the original on 2023-07-12. Retrieved 2023-09-21.
76. ↑  "Fiche". www.agenda21france.org (بالفرنسية). Archived from the original on 2022-10-09. Retrieved 2023-09-21.
77. ↑  "Finances | Ville de Limoges". www.limoges.fr (بالفرنسية). Archived from the original on 2023-01-22. Retrieved 2023-09-21.
78. 1 2 3 4 5 6  "Les villes jumelles : une autre façon d'aborder les relations internationales | Ville de Limoges". www.limoges.fr (بالفرنسية). Archived from the original on 2023-08-01. Retrieved 2023-09-21.
79. ↑  "France-Diplomatie - Atlas français de la coopération décentralisée et des autres actions extérieures". archive.wikiwix.com (بالفرنسية). Archived from the original on 2023-10-20. Retrieved 2023-09-21.
80. ↑  "Famille et Education". www.limoges.fr (بالفرنسية). 27 May 2013. Archived from the original on 2023-10-20. Retrieved 2023-09-21.
81. ↑  "La Fondation Partenariale". Université de Limoges Recherche (بالفرنسية). Archived from the original on 2023-01-20. Retrieved 2023-09-21.
82. ↑  "Le Centre de Droit et d'Economie du Sport (CDES)". CDES (بالفرنسية). 13 Jun 2023. Archived from the original on 2023-09-01. Retrieved 2023-09-21.
83. ↑  "ESTER Technopole". ESTER Technopole - Limoges (بالفرنسية). 13 Jul 2023. Archived from the original on 2023-07-09. Retrieved 2023-09-21.
84. ↑  admin (3 Mar 2014). "Le Centre National de Formation". www.oieau.fr (بالفرنسية). Archived from the original on 2023-03-23. Retrieved 2023-09-21.
85. ↑  "Hôpitaux Haute-Vienne : Centre hospitalier universitaire à Limoges — CHU Limoges". www.chu-limoges.fr (بالفرنسية). Archived from the original on 2022-10-09. Retrieved 2023-09-21.
86. ↑  "CHU Limoges : Centre d'enseignement et de soins médicaux, recherche clinique à Limoges — CHU Limoges". www.chu-limoges.fr (بالفرنسية). Archived from the original on 2022-10-09. Retrieved 2023-09-21.
87. ↑  "Accueil". CH Esquirol Limoges (بالفرنسية). Archived from the original on 2023-08-28. Retrieved 2023-09-21.
88. ↑  "Site Émailleurs-Colombier – Polyclinique de Limoges" (بالفرنسية). Archived from the original on 2023-10-20. Retrieved 2023-09-21.
89. ↑  "Vos Droits – Polyclinique de Limoges" (بالفرنسية). Archived from the original on 2023-03-20. Retrieved 2023-09-21.
90. ↑  "Populations légales 2016 − Ces données sont disponibles sur toutes les communes de France hors Mayotte | Insee". www.insee.fr (بالفرنسية). Archived from the original on 2023-02-06. Retrieved 2023-09-21.
91. ↑  "Évolution et structure de la population en 2015 − Recensement de la population – Résultats pour toutes les communes, départements, régions, intercommunalités... −Évolution et structure de la population en 2015 | Insee". www.insee.fr (بالفرنسية). Archived from the original on 2022-10-10. Retrieved 2023-09-21.
92. ↑  "Limoges - Notice Communale". cassini.ehess.fr (بالفرنسية). Archived from the original on 2023-03-05. Retrieved 2023-09-21.
93. ↑  "Résultats de la recherche | Insee". www.insee.fr (بالفرنسية). Archived from the original on 2023-05-24. Retrieved 2023-09-21.
94. ↑  "Évolution et structure de la population en 2020 − Recensement de la population – Résultats pour toutes les communes, départements, régions, intercommunalités... −Évolution et structure de la population en 2020 | Insee". www.insee.fr (بالفرنسية). Archived from the original on 2023-09-05. Retrieved 2023-09-22.
95. ↑  "Évolution et structure de la population en 2020 − Département de la Haute-Vienne (87) −Évolution et structure de la population en 2020 | Insee". www.insee.fr (بالفرنسية). Archived from the original on 2023-08-12. Retrieved 2023-09-22.
96. ↑  "Vivez Limoges à la rencontre des commerçants | Ville de Limoges". www.limoges.fr (بالفرنسية). Archived from the original on 2023-01-22. Retrieved 2023-09-22.
97. ↑  "Mon shopping à Limoges – Le coin des bonnes affaires" (بالفرنسية). 11 Apr 2023. Archived from the original on 2023-05-30. Retrieved 2023-09-22.
98. ↑  "Fête foraine à Limoges autour de moi : manèges et attractions des foires, vogues, ducasses". jds.fr (بالفرنسية). Archived from the original on 2023-09-30. Retrieved 2023-09-22.
99. 1 2  "Limousin – Nouveaux Horizons". Limousin - Nouveaux Horizons (بالفرنسية). Archived from the original on 2023-09-20. Retrieved 2023-09-22.
100. ↑  "limoges-catholique.fr". www.limoges-catholique.fr (بالفرنسية). Archived from the original on 2022-10-09. Retrieved 2023-09-22.
101. ↑  "Frairie". www.rvl87.com (بالفرنسية). Archived from the original on 2022-10-09. Retrieved 2023-09-22.
102. ↑  "Webdesign International Festival — EverybodyWiki Bios & Wiki". everybodywiki.com (بالفرنسية). Archived from the original on 2022-05-17. Retrieved 2023-09-22.
103. ↑  "Lire à Limoges". Destination Limoges (بالفرنسية). Archived from the original on 2023-05-28. Retrieved 2023-09-22.
104. ↑  "Itinéraires Photographiques en Limousin - IPL 2023". www.ipel.org. مؤرشف من الأصل في 2023-10-20. اطلع عليه بتاريخ 2023-09-22.
105. ↑  "Marché des Artistes - de la Création - Limoges Peinture Sculpture Dessin Photographie Photo Raku Activités culturelles culture activites)". ipl.photo-look.org (بالفرنسية). Archived from the original on 2022-10-13. Retrieved 2023-09-22.
106. ↑  "Le monastère bouddhiste de Rancon - Tourisme Haut-Limousin". www.tourisme-hautlimousin.com (بالفرنسية). Archived from the original on 2023-05-11. Retrieved 2023-09-22.
107. ↑  "limoges-catholique.fr". www.limoges-catholique.fr (بالفرنسية). Archived from the original on 2022-10-09. Retrieved 2023-09-22.
108. ↑  "limoges-catholique.fr". www.limoges-catholique.fr (بالفرنسية). Archived from the original on 2022-10-09. Retrieved 2023-09-22.
109. ↑  "Limoges - patrimoine juif, histoire juive, synagogues, musées, quartiers et sites juifs". JGuide Europe (بالفرنسية). Archived from the original on 2022-12-10. Retrieved 2023-09-22.
110. ↑  "Recherche de Soci| L?Annuaire Musulman - Annuaire des produits et services destination des musulmans francophones (France et Belgique)". www.annuaire-musulman.com (بالفرنسية). Archived from the original on 2022-10-10. Retrieved 2023-09-22.
111. ↑  "Accueil". EPUdF (بالفرنسية). Archived from the original on 2023-04-10. Retrieved 2023-09-22.
112. 1 2 3  "Dossier complet − Commune de Limoges (87085) | Insee". www.insee.fr (بالفرنسية). Archived from the original on 2023-04-17. Retrieved 2023-09-22.
113. ↑  "emoluxe.com". www.emoluxe.com (بالفرنسية). Archived from the original on 2022-10-09. Retrieved 2023-09-22.
114. ↑  "Les arts du feu | Ville de Limoges". www.limoges.fr (بالفرنسية). Archived from the original on 2023-08-01. Retrieved 2023-09-22.
115. ↑  "Annuaire". ESTER Technopole - Limoges (بالفرنسية). Archived from the original on 2023-03-30. Retrieved 2023-09-22.
116. ↑  "Page non trouvée" (PDF). ESTER Technopole - Limoges (بالفرنسية). Archived from the original (PDF) on 2022-10-09. Retrieved 2023-09-22.
117. ↑  "Ceramic Network - 8th edition to the major event in the ceramic". Ceramic Network (بالإنجليزية البريطانية). Archived from the original on 2023-06-09. Retrieved 2023-09-22.
118. ↑  "Aventurier.fr". Aventurier.fr (بالفرنسية). Archived from the original on 2023-08-22. Retrieved 2023-09-22.
119. ↑  "Explorer la culture florissante de la bière en France". capsulesdebieres.fr (بالفرنسية). Archived from the original on 2022-10-12. Retrieved 2023-09-22.
120. ↑  "BIENVENUE À LA MAISON MICHARD". Maison Michard (بالفرنسية). Archived from the original on 2023-07-14. Retrieved 2023-09-22.
121. ↑  "Chapelle Saint-Benoît et église Saint-Pierre du Sépulcre". www.pop.culture.gouv.fr (بالفرنسية). Archived from the original on 2023-04-05. Retrieved 2023-09-22.
122. ↑  "Hôtel Estienne de la Rivière". www.pop.culture.gouv.fr (بالفرنسية). Archived from the original on 2022-10-14. Retrieved 2023-09-22.
123. ↑  "Ancien hôtel Maledent de Savignac de Feytiat, actuellement siège de la DRAC du Limousin (direction régionale des affaires culturelles) et de l'Office national des anciens combattants de la Haute-Vienne". www.pop.culture.gouv.fr (بالفرنسية). Archived from the original on 2023-03-21. Retrieved 2023-09-22.
124. ↑  "getexpi". www.fourdescasseaux.com (بالفرنسية). Archived from the original on 2022-10-09. Retrieved 2023-09-22.
125. ↑  "Usine de papeterie (usine de reliure) des Etablissements Paul Mellotée, actuellement lycée Turgot". www.pop.culture.gouv.fr (بالفرنسية). Archived from the original on 2022-10-14. Retrieved 2023-09-22.
126. ↑  "vacanceslimousin.com". www.vacanceslimousin.com (بالفرنسية). Archived from the original on 2023-05-28. Retrieved 2023-09-22.
127. ↑  "Rue, place, quartier... - LA COUR DU TEMPLE - Limoges". www.petitfute.com (بالفرنسية). Archived from the original on 2022-06-23. Retrieved 2023-09-22.
128. ↑  Limousin, Détours en. "Villa Brachaud, vestiges gallo-romains - Détours en Limousin". www.detours-en-limousin.com (بالفرنسية). Archived from the original on 2023-01-27. Retrieved 2023-09-22.
129. ↑  "Limoges : une centaine de squelettes à 40 centimètres sous la terre". فرنسا 3 Nouvelle-Aquitaine (بالفرنسية). 26 Feb 2021. Archived from the original on 2022-10-14. Retrieved 2023-09-22.
130. ↑  "Château de Beauvais". www.pop.culture.gouv.fr (بالفرنسية). Archived from the original on 2023-02-19. Retrieved 2023-09-22.
131. ↑  France, Centre (1 Jan 2017). "Hôtellerie-Restauration - Le castel de Faugeras a fermé définitivement ses portes". www.lepopulaire.fr (بالفرنسية). Archived from the original on 2023-10-20. Retrieved 2023-09-22.
132. ↑  "Parcs et Jardins | Ville de Limoges". www.limoges.fr (بالفرنسية). Archived from the original on 2023-08-01. Retrieved 2023-09-22.
133. ↑  "L'Armorial". armorialdefrance.fr (بالفرنسية). Archived from the original on 2023-05-04. Retrieved 2023-09-22.
134. ↑  "Drapeaux, armoiries, symboles et emblèmes de la ville de Limoges". svowebmaster.free.fr (بالفرنسية). Archived from the original on 2023-05-09. Retrieved 2023-09-22.
135. ↑  "Drapeaux, armoiries, symboles et emblèmes du Limousin". svowebmaster.free.fr (بالفرنسية). Archived from the original on 2023-05-04. Retrieved 2023-09-22.
136. ↑  "> Le logo de Limoges fête ses 20 ans". Le blog de Lucas Destrem | Blog politique, culturel et citoyen à Limoges (بالفرنسية). Archived from the original on 2023-02-07. Retrieved 2023-09-22.

- مراجع

1. 1 2  الدليل الجغرافي للبلديات، المعهد الجغرافي الوطني، QID:Q20894925
2. 1 2  الدليل الجغرافي للبلديات، المعهد الجغرافي الوطني، 2015، QID:Q20894925
3. ↑  GeoNames (بالإنجليزية), 2005, QID:Q830106

- منشورات

1. ↑  Ambroise de Bergerac (1871).
2. ↑  Roy-Pierrefitte (1863).
3. ↑  Ducourtieux (2001).
4. ↑  Dournazac (2007), p. 7.
5. ↑  Claude (2005).
6. ↑  Michel Dillange (1995), p. 59.
7. ↑  Viret (2001), p. 67.
8. ↑  Jean Fiori (2004), p. 134.
9. ↑  Jean Tricard (1996), p. 17.
10. ↑  Jean-Jacques Fouché (2003), p. 91.
11. ↑  Alain Deschamps (1984), p. 177.
12. ↑  Vincent Brousse (2005), p. 65.
13. ↑  Laurent Bourdelas (2014), p. 107.
14. ↑  Philippe Nivet (2004), p. 247-259.
15. ↑  Pascal Plas (1940), p. 165.
16. ↑  Lormier (2014), p. 165.
17. ↑  Georges Dauger et Daniel Dayen (1988), p. 185-186.
18. ↑  Larivière (1968).
19. ↑  Laurent (2016).

- دوريات مُحكمة

1. ↑  Joly, Daniel; Brossard, Thierry; Cardot, Hervé; Cavailhes, Jean; Hilal, Mohamed; Wavresky, Pierre (18 Jun 2010). "Les types de climats en France, une construction spatiale". Cybergeo: European Journal of Geography (بالفرنسية). DOI:10.4000/cybergeo.23155. ISSN:1278-3366. Archived from the original on 2023-07-09.
2. ↑  Orlowski, Tomasz H. (1987). "La statue équestre de Limoges et le sacre de Charles l'Enfant. Contribution à l'étude de l'iconographie politique carolingienne". Cahiers de Civilisation Médiévale (بالفرنسية). 30 (118): 131–144. DOI:10.3406/ccmed.1987.2360. Archived from the original on 2022-10-17.
3. ↑  Raymond, Justinien (3 Dec 2022). "BETOULLE Léon". Le Maitron (بالفرنسية). Paris: Maitron/Editions de l'Atelier. Archived from the original on 2024-07-25.
4. ↑  PEIFFER, Marie-Thérèse (15 Jan 2018). "La ligne tonalitique du Limousin. Sa contribution à la connaissance de la géologie régionale". Tome 3 | 1987 (بالفرنسية) (3). DOI:10.25965/asl.661. ISSN:2606-1066. Archived from the original on 2023-09-30.
5. ↑  "Centre national de la recherche scientifique". Wikipédia (بالفرنسية). 4 Aug 2023. Archived from the original on 2023-09-30.

- خرائط

1. ↑  "Remonter le temps". remonterletemps.ign.fr (بالفرنسية). Archived from the original on 2023-08-06. Retrieved 2023-09-19.

### بيانات المصادر
- الكتب المستخدمة في كتابة المقال (باللغة الفرنسية)

- Roy-Pierrefitte, J. B. L. (1863). Études historiques sur les monastères du Limousin & de la Marche (بالفرنسية). Ve Betoulle. Archived from the original on 2022-10-11.{{استشهاد بكتاب}}:  صيانة الاستشهاد: ref duplicates default (link)
- Ambroise de Bergerac (1863). Histoire de sainte Valérie, vierge et martyre à Limoges, en l'an 46 de Notre-Seigneur, sous l'empire de Claude-Tibère, par le T. R. P. Ambroise (بالفرنسية). Archived from the original on 2022-12-08.
- Ducourtieux, Paul (2001). Histoire de Limoges (بالفرنسية). Laffitte. ISBN:978-2-86276-373-6. Archived from the original on 2022-10-13.{{استشهاد بكتاب}}:  صيانة الاستشهاد: ref duplicates default (link)
- Dournazac (2007). Pays du Limousin : Il était une fois... Limoges (بالفرنسية). ISSN:1639-9382.{{استشهاد بكتاب}}:  صيانة الاستشهاد: ref duplicates default (link)
- Andrault-Schmitt, Claude (2006). Saint-Martial de Limoges: ambition politique et production culturelle (Xe-XIIIe siècles) : actes du colloque tenu à Poitiers et Limoges du 26 au 28 mai 2005 (بالفرنسية). Presses Univ. Limoges. ISBN:978-2-84287-400-1. Archived from the original on 2022-10-13.
- Michel Dillange (1995). Les comtes de Poitou, ducs d'Aquitaine. Mougon : Geste éd. ISBN:2-910919-09-9. ISSN:1269-9454.{{استشهاد بكتاب}}:  صيانة الاستشهاد: ref duplicates default (link)
- Viret, Jacques (2001). Le chant grégorien et la tradition grégorienne (بالفرنسية). L'AGE D'HOMME. ISBN:978-2-8251-3238-8. Archived from the original on 2022-10-12.{{استشهاد بكتاب}}:  صيانة الاستشهاد: ref duplicates default (link)
- Jean Fiori (2004). Aliénor d'Aquitaine : La reine insoumise (بالفرنسية). Paris. ISBN:9782228898294.{{استشهاد بكتاب}}:  صيانة الاستشهاد: ref duplicates default (link) صيانة الاستشهاد: مكان بدون ناشر (link)
- Jean Tricard (1996). Campagnes limousines du XIVe au XVIe siècle : Originalité et limites d'une reconstruction rurale (بالفرنسية). ISBN:2859442944.{{استشهاد بكتاب}}:  صيانة الاستشهاد: ref duplicates default (link)
- Jean-Jacques Fouché (2003). chemin de résistance, Limoges, Lucien Souny (بالفرنسية). ISBN:978-2848860091.{{استشهاد بكتاب}}:  صيانة الاستشهاد: ref duplicates default (link)
- Alain Deschamps (1984). les troubles de Limoges (بالفرنسية). Limoges. ISBN:9782905262059.{{استشهاد بكتاب}}:  صيانة الاستشهاد: ref duplicates default (link) صيانة الاستشهاد: مكان بدون ناشر (link)
- Vincent Brousse (2005). le printemps rouge de Limoges, Culture et patrimoine en Limousin (بالفرنسية). ISBN:2-911167-41-4.{{استشهاد بكتاب}}:  صيانة الاستشهاد: ref duplicates default (link)
- Laurent Bourdelas (2014). Histoire de Limoges (بالفرنسية). ISBN:978-2-36746-213-4.{{استشهاد بكتاب}}:  صيانة الاستشهاد: ref duplicates default (link)
- Philippe Nivet (2004). « « Les réfugiés de guerre dans la société française (1914-1946) », Histoire, économie et société, Paris, C.D.U. et S.E.D.E.S. (بالفرنسية). ISSN:0752-5702. Archived from the original on 2022-10-14.{{استشهاد بكتاب}}:  صيانة الاستشهاد: ref duplicates default (link)
- Pascal Plas (1940–1944). Visages de la Résistance (بالفرنسية). ISBN:2-84886-033-2.{{استشهاد بكتاب}}:  صيانة الاستشهاد: تنسيق التاريخ (link)
- Lormier, Dominique (15 Oct 2014). Combats oubliés: Résistants et soldats français dans les combats de la Libération 1944-45 (بالفرنسية). L'artilleur. ISBN:978-2-8100-0632-8. Archived from the original on 2022-10-14.{{استشهاد بكتاب}}:  صيانة الاستشهاد: ref duplicates default (link)
- Georges Dauger et Daniel Dayen (1988). Histoire du Limousin contemporain, Limoges (بالفرنسية). ISBN:2-905 262-31-1.{{استشهاد بكتاب}}:  صيانة الاستشهاد: ref duplicates default (link)
- Larivière, Jean-Pierre (1968). L'Industrie à Limoges et dans la vallée limousine de la Vienne (بالفرنسية). Presses Univ Blaise Pascal. ISBN:978-2-84516-052-1. Archived from the original on 2022-10-09.{{استشهاد بكتاب}}:  صيانة الاستشهاد: ref duplicates default (link)
- Touchart, Laurent (2016). La fontaine du Père Peigne à Limoges (بالفرنسية). CREDI éditions. Archived from the original on 2023-09-30.

## روابط خارجية
- الموقع الرسمي لبلدية ليموج
- موقع التاريخ والجغرافيا لأكاديمية ليموج
- متحف ليموج للفنون الجميلة
- متحف أدريان دوبوشيه الوطني
- متحف ليموج للمقاومة
- فرن كاسو
- مكتبة ليموزن الرقمية
- مكتبة الوسائط المتعددة الناطقة بالفرنسية في ليموج
- ليموج على موقع INSEE نسخة محفوظة 11 يناير 2012 على موقع واي باك مشين.
- مركز أكوابوليس المائي